# Casas Altas
Casas Altas es un municipio del Rincón de Ademuz, en la provincia de Valencia, (Comunidad Valenciana, España). Cuenta con una población de 139 habitantes (INE 2024). Se trata de un municipio castellanohablante, en el que el castellano cuenta con el predominio lingüístico reconocido legalmente.

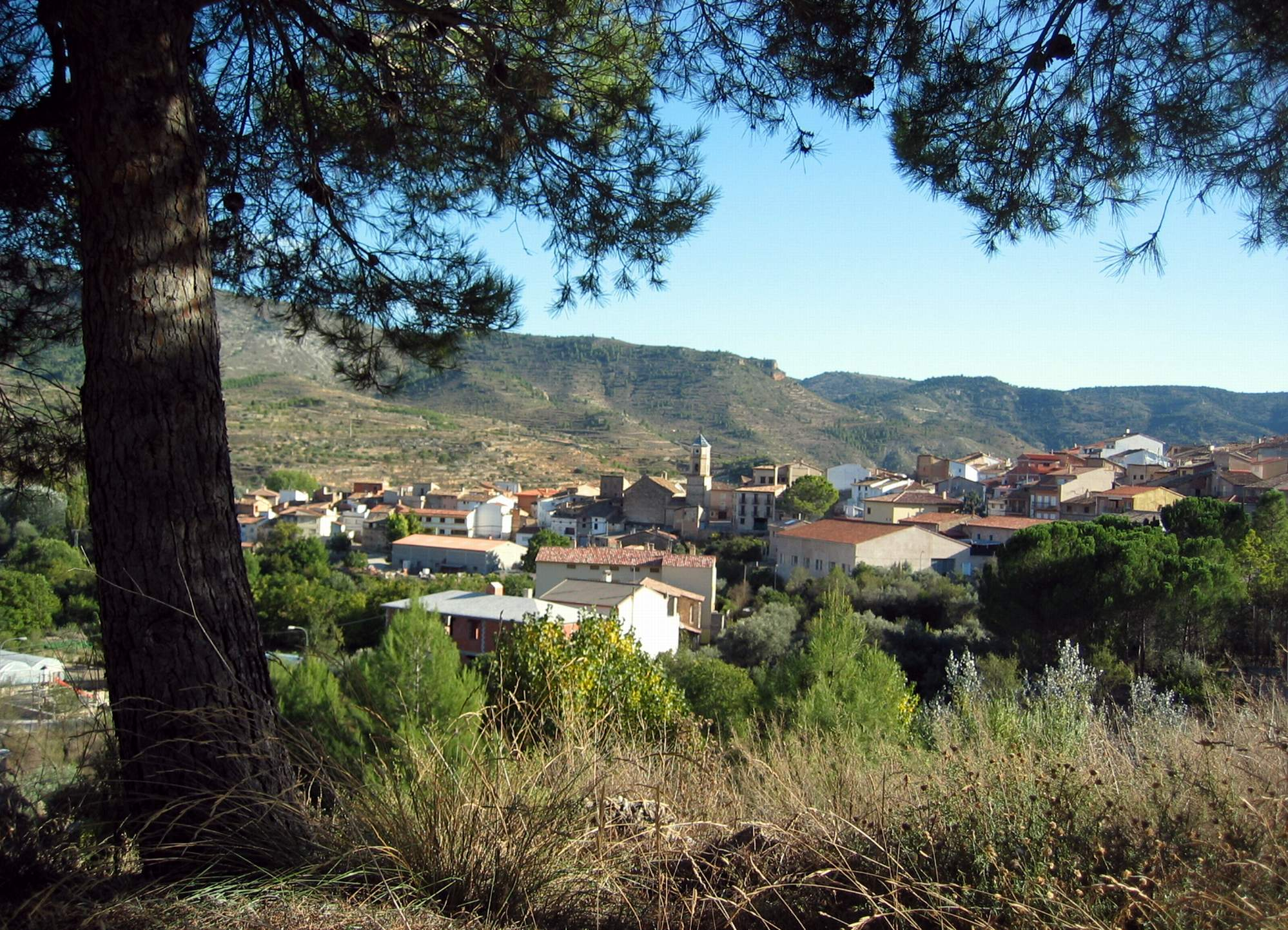
Vista parcial (noroccidental) del caserío Casas Altas (Valencia), desde la CN-330a

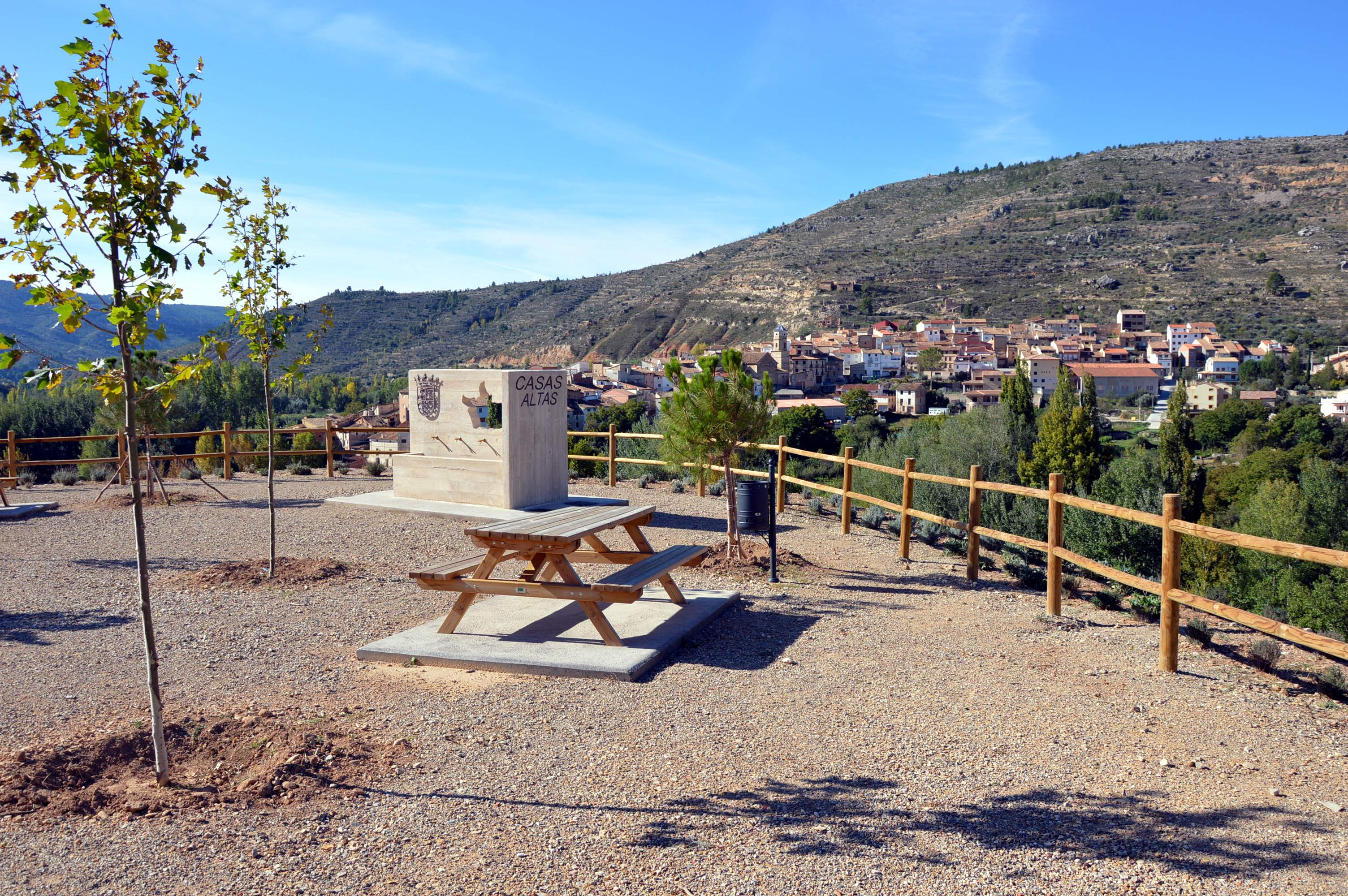
Vista parcial (nororiental) de Casas Altas (Valencia), desde el mirador

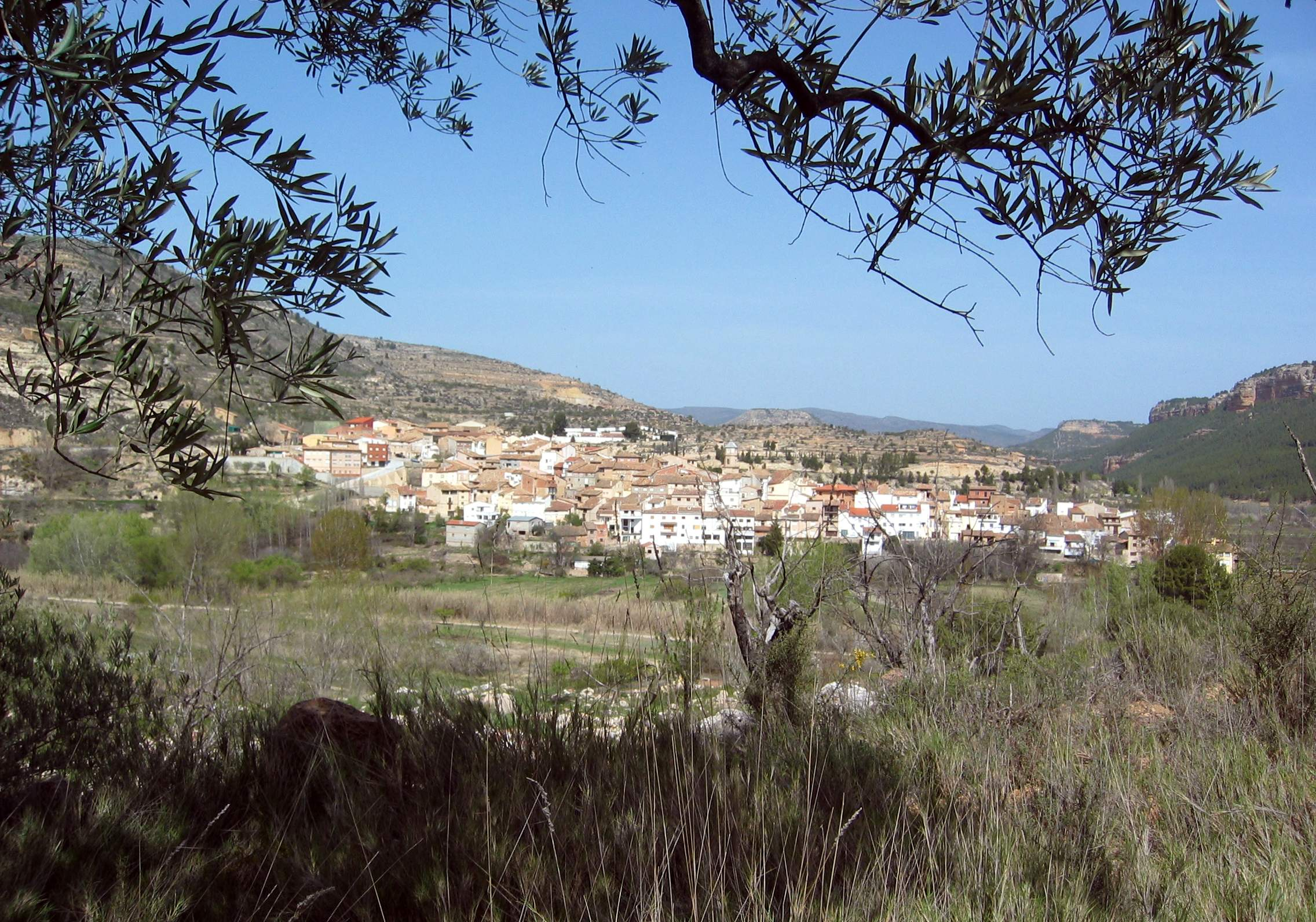
Vista general (meridional) de Casas Altas (Valencia).

## Geografía
La superficie del término es montañosa. Las alturas principales se encuentran en la sierra del Magallón, al sureste, donde se superan los 1300 m. Cruza el término de norte a sur el río Turia, al que afluye el barranco de la Umbría. La altitud oscila entre los 1390 m al sureste y los 690 m a orillas del río Turia. El pueblo se alza a 714 m sobre el nivel del mar.
El clima es clima continental y los vientos dominantes son los del norte, este y suroeste; este último trae las lluvias, generalmente entre el otoño y la primavera, con heladas en enero.
Integrado en el sector meridional del Rincón de Ademuz, se sitúa a 133 kilómetros de Valencia. El término municipal está atravesado por la carretera N-330 en los pK 258 y 260, así como por la antigua carretera, hoy renombrada N-330a, que une Santa Cruz de Moya con Ademuz.
Desde Valencia se accede a esta población a través de la CV-35 para enlazar con la N-330.
| Noroeste: Ademuz      | Norte: Ademuz    | Noreste: Ademuz                      |
| Oeste: Vallanca       |                  | Este: Ademuz                         |
| Suroeste: Casas Bajas | Sur: Casas Bajas | Sureste: Santa Cruz de Moya (Cuenca) |

## Historia
Su primitivo nombre fue Casas del Río Altas, siendo aldea dependiente de Ademuz hasta 1845, en que se declaró municipio independiente.
Referente a la constitución de Casas Altas como pueblo independiente de Ademuz y su delimitación municipal, se ha conservado el documento denominado «Deslinde del término de Casas-altas, con la Villa de Ademuz» (1845), donde se refleja el acuerdo tomado en Vallanca el 22 de noviembre de 1844 por los jueces árbitros —don Joaquín Pérez y don Baltasar Adalid— nombrados para dicho fin por Ademuz y Casas Altas respectivamente, ante don Ignacio Clemente, juez comisionado para estos autos.

## Demografía
Casas Altas cuenta con una población de 139 habitantes (INE 2024).
| Gráfica de evolución demográfica de Casas Altas entre 1857 y 2021 |
| |
| Población de derecho según los censos de población del INE Población de hecho según los censos de población del INEEn 1857 aparece este municipio porque se segrega de Ademuz |

## Economía
Basada tradicionalmente en la agricultura. Predominan los cultivos de secano: centeno, maíz, trigo, cebada y vid. En el regadío hay cereales, hortalizas, patatas, remolachas, perales y manzanos. En cuanto a la ganadería, la dominante es la lanar.

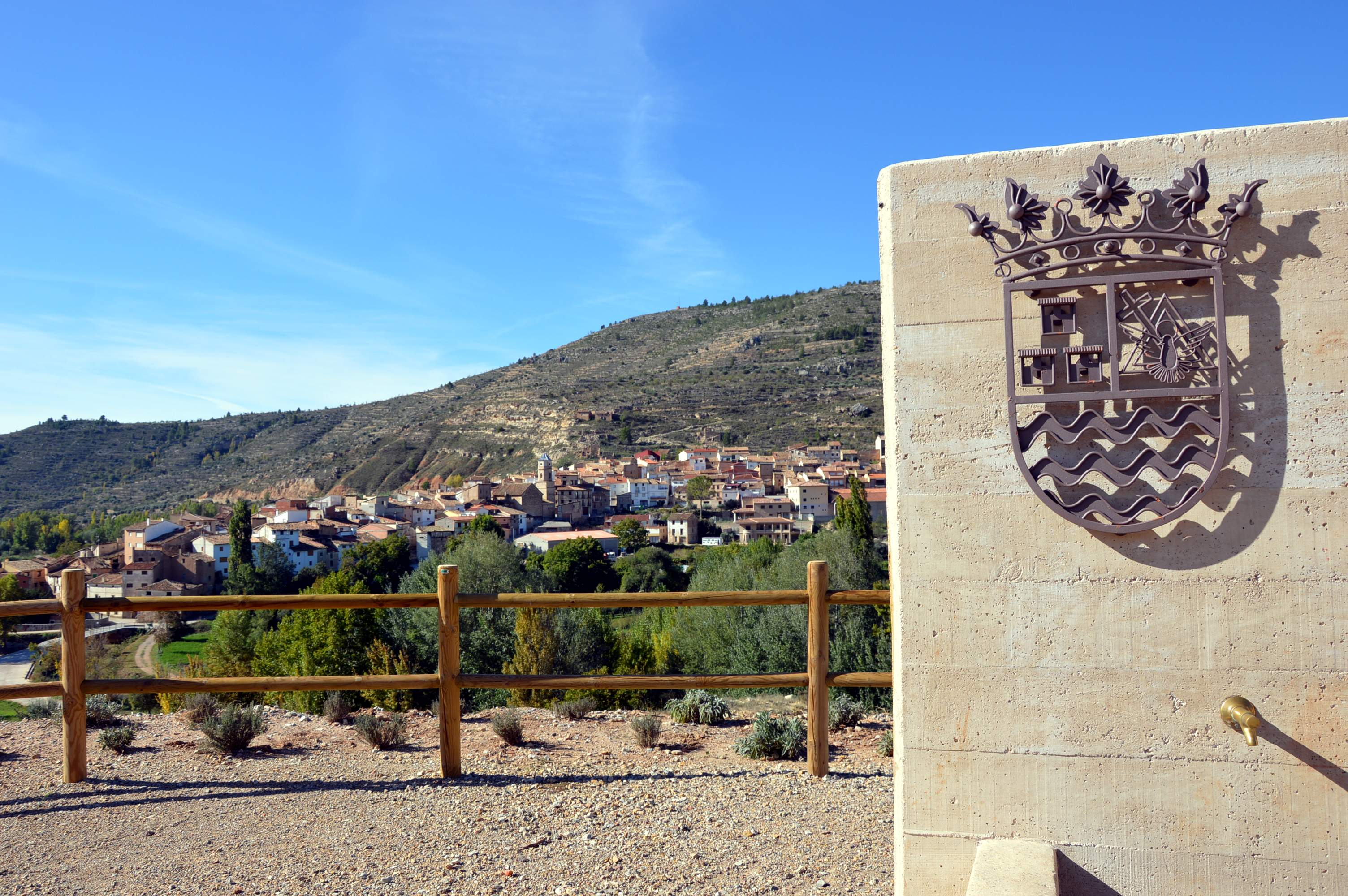
Detalle del escudo municipal en la fuente del Mirador de Casasaltas (Valencia).

## Administración y política
| Periodo   | Nombre                       | Partido |
| --------- | ---------------------------- | ------- |
| 1979-1983 | Vicente Muñoz Valentín       | UCD     |
| 1983-1987 | Vicente Muñoz Valentín       | AP      |
| 1987-1991 | Felipe Muñoz Tortajada       | AP      |
| 1991-1995 | José Manzano Aguilar         | PSOE    |
| 1995-1999 | César Vicente Sánchez Blasco | PP      |
| 1999-2003 | César Vicente Sánchez Blasco | PP      |
| 2003-2007 | Manuel Sánchez Sánchez       | PP      |
| 2007-2011 | Manuel Sánchez Sánchez       | PP      |
| 2011-2015 | César Vicente Sánchez Blasco | PP      |
| 2015-2019 | César Vicente Sánchez Blasco | PP      |
| 2019-2023 | Bernardo Gares Pastor        | PSOE    |
| 2023-act. | Roberto Tortajada Ramírez    | TxCA    |

## Patrimonio histórico-artístico

### Arquitectura religiosa
- Iglesia parroquial de la Santísima Trinidad-, construcción basada en dos cuerpos de iglesia y torre-campanario, situada en el centro de la población. Su peculiaridad se halla en los elementos que la forman, sugiriendo que la primitiva edificación debió ser una pequeña ermita de planta rectangular con espadaña de dos ojos para las campanas, paredes de mampostería y sillería en los esquinares, sujetando una techumbre de teja árabe a dos aguas (1615). A la cabecera del antiguo ermitorio fundacional debió añadirse posteriormente otro mayor de similares características y planta cuadrangular, con espadaña de un ojo y cobertura a dos aguas (1837). El campanario, de fecha inmediatamente posterior, se halla a la cabecera del templo, lado del evangelio, comunicándose con la nave principal mediante un recinto intermedio que sirve de sacristía.[5]
- Siete dolores de María Santísima y el lugar del Calvario con el Vía Crucis local, todo ello basado en pilares de ladrillo con hornacinas donde lucen bellas cerámicas, conjunto arquitectónico ubicado frente a la población, en la vertiente oriental del Pinar.[6]

### Arquitectura civil
- Casa consistorial, sede del Ayuntamiento.
- Escuelas Nacionales, edificios de los años cincuenta-sesenta del siglo XX que hoy sirven a otros fines.
- Lavaderos públicos: lavadero del Molino y lavadero de la Poza -ambos del siglo XX-: el primero data de los años treinta y el segundo de los años cincuenta (1953).[7]

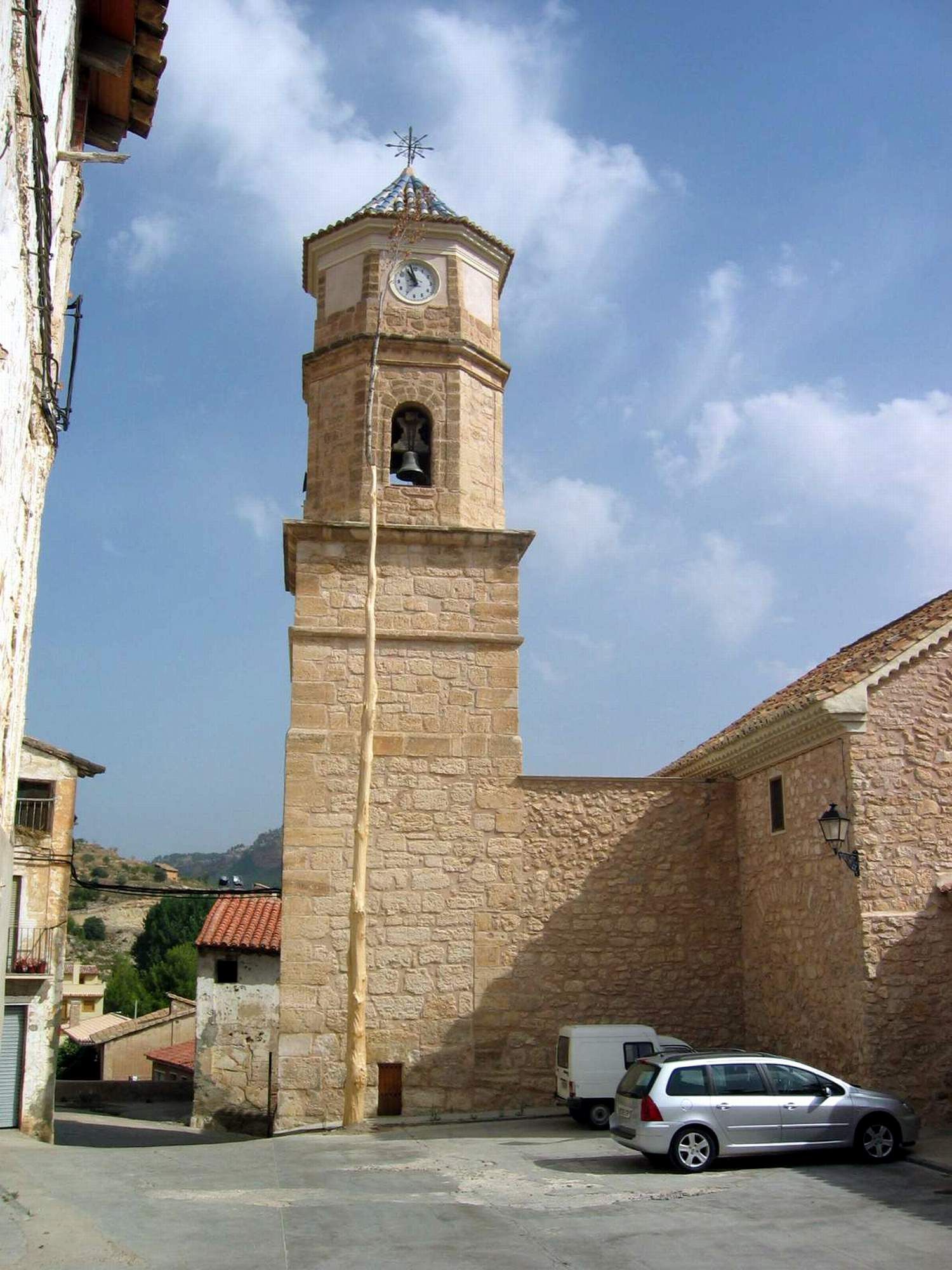
Vista meridional de la torre-campanario de la parroquial de Casasaltas (Valencia), con detalle del chopo plantado.

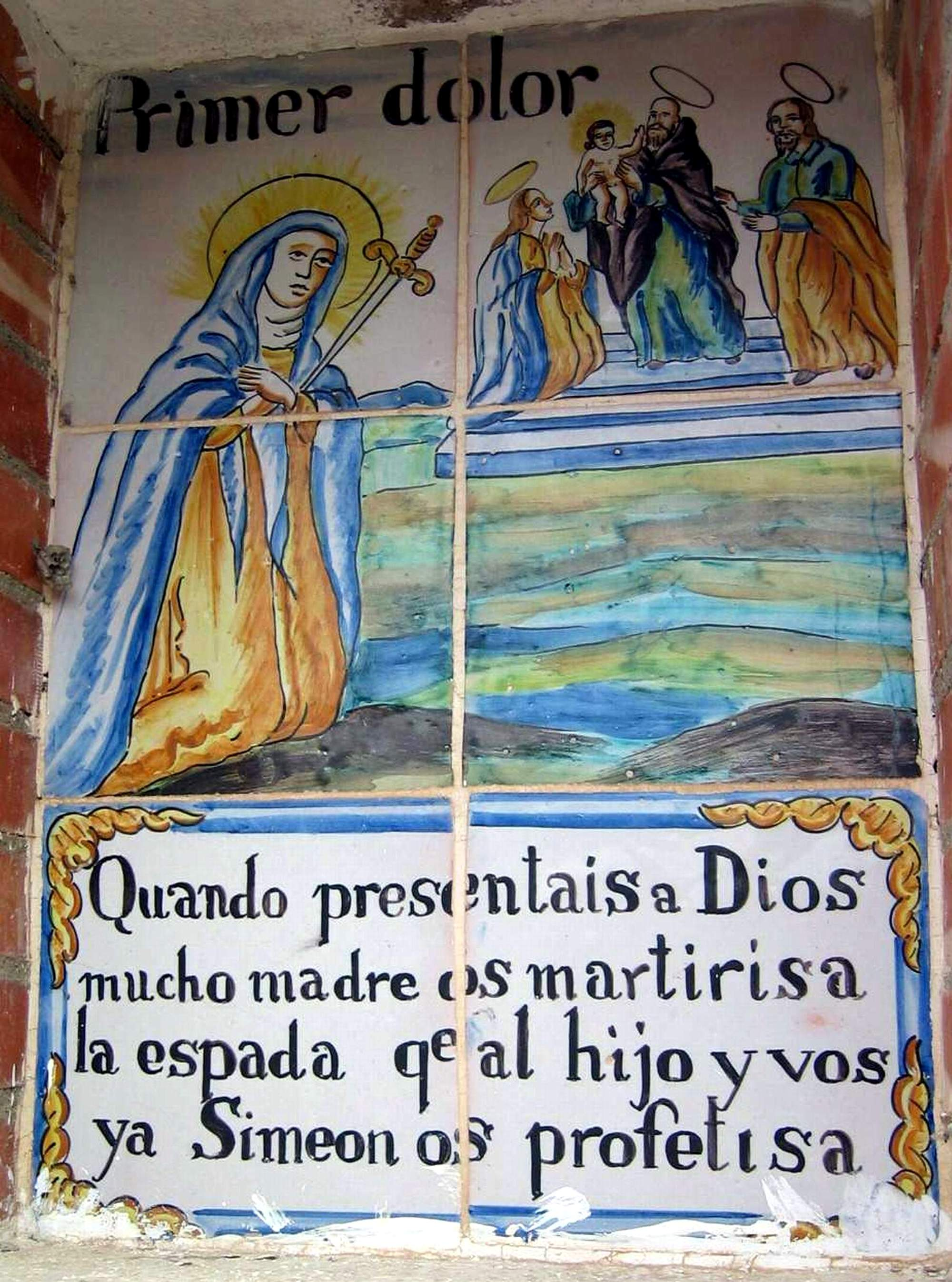
Detalle de plafón cerámico correspondiente al primero de los Siete dolores de María Santísima (Casas Altas) (Valencia).

## Fiestas locales
- Fiestas patronales: en honor a la Santísima Trinidad y a la Virgen del Amor Hermoso: se celebran a finales de mayo o principios de junio, su fecha es variable pues la Santísima Trinidad se celebra el octavo domingo después del Domingo de Resurrección.

Sin embargo, entre las fiestas populares de significación pagana destaca la Plantada del Chopo, una arraigada costumbre antaño existente en casi todos los pueblos del Rincón de Ademuz que todavía persiste en algunos como Casas Altas y Castielfabib. Su enigmática simbología y el origen histórico resultan difíciles de interpretar; sin embargo, las causas del decaimiento de la fiesta en la comarca deben buscarse en el vaciamiento de gente joven que han padecido estos pueblos y en la transformación de la sociedad rural tradicional.
Referencias a dicha fiesta, con múltiples variantes, hay en todos los países del entorno mediterráneo aunque también pueden hallarse en sociedades y culturas tan alejadas como Escocia o Japón. No en vano ha sido considerada como una fiesta tribal de aprendizaje e iniciación, durante la cual tiene lugar una ceremonia, mediante la que -individual o colectivamente- se accede alegóricamente al saber común del grupo. Con el nuevo estatus, el iniciado se halla en posesión de responsabilidades sociales (grupales) que hasta entonces no tenía. De la misma forma, por su peculiar simbología fálica, también podría clasificarse el evento como una rudimentaria celebración pagana de la fertilidad tan característica de las sociedades agrarias en la estación primaveral. Precisamente, los principales protagonistas de la fiesta son los hombres jóvenes, en especial los mozos (quintos) que cada año iban a realizar el servicio militar obligatorio. El otro indiscutible protagonista de la celebración es el chopo (Populus nigra) o mejor los álamos blancos (Populus alba L.), árboles de rápido crecimiento muy frecuentes en las riberas del Turia, Bohílgues y Ebrón. Obviamente, la forma del árbol evoca la pretendida simbología fálica (relacionada con el órgano sexual masculino, la cópula y reproducción de los mamíferos).
En las sociedades rurales, tan inequívoca simbolización debe hacerse extensiva a la fertilidad de los campos como ofrenda a las deidades de la naturaleza, invocando una buena cosecha y la pervivencia del grupo. Precisamente, la "plantada del chopo" debe incluirse entre las celebraciones con árbol festivo "de primavera" (Pascua florida), emparentándose con otras festividades donde se utiliza el elemento vegetal (enramadas de mayo, Corpus Christi, Cruces de mayo, etc.), junto con los árboles de Navidad y mayos invernales (hogueras de san Antón), oportunamente denominadas "de invierno".
Trascendiendo las peculiaridades de cada lugar, el proceso de plantar el chopo puede sistematizarse en cinco etapas sucesivas: 1) Selección y tala, 2) Desmoche y limpieza, 3) Arrastre y subida y 4) Plante y erección.
Antes del izado del árbol, no debe olvidarse el atado de unas ramas de pino que se amarran a la puntera a modo de ornamento, ya que por esta época los chopos aún no tienen hoja en la zona. En otros lugares conservan las propias ramas del árbol como adorno, pero sin dejar de colocar el regalo de la cucaña (conejo, pollo u objeto de valor) que, una vez plantado, los mozos intentarán coger trepando por la caña desnuda y jabonosa del chopo.
Singularmente, el árbol plantado en las plazas de los pueblos presidía la celebración festiva (bailes, danzas...) y religiosa; pues el árbol es uno de los elementos que el cristianismo asoció a la cruz de Cristo, hasta el punto de heredar sus místicas simbolizaciones.
Resulta esperanzador comprobar la pervivencia de semejantes costumbres, muestra de que en los pueblos rinconademucenses (Ademuz, Casas Altas, Casas Bajas, Castielfabib, Puebla de San Miguel, Torrebaja y Vallanca) todavía quedan principios ancestrales que entroncan con los predecesores en este paisaje. Contra todo pronóstico, sin embargo, conviene favorecer el conocimiento y la continuación de la fiesta, recopilando información e investigando sobre la misma.
Otra de sus tradiciones que ocurren durante el mes de agosto es la coronación de la reina de las fiestas. El primer día de fiestas se realiza la concentración de peñas en el pabellón municipal para dar la bienvenida a la reina y sus damas de honor. Al día siguiente, la reina y sus damas asisten a la misa de la Virgen y hacen una ofrenda en la plaza después de la procesión.
Estas fiestas tienen lugar entre el 11 y el 14 de agosto y finalizan con la tirada del chopo; durante las fiestas hay también competiciones lúdicas y deportivas, verbenas y actuaciones folklóricas.

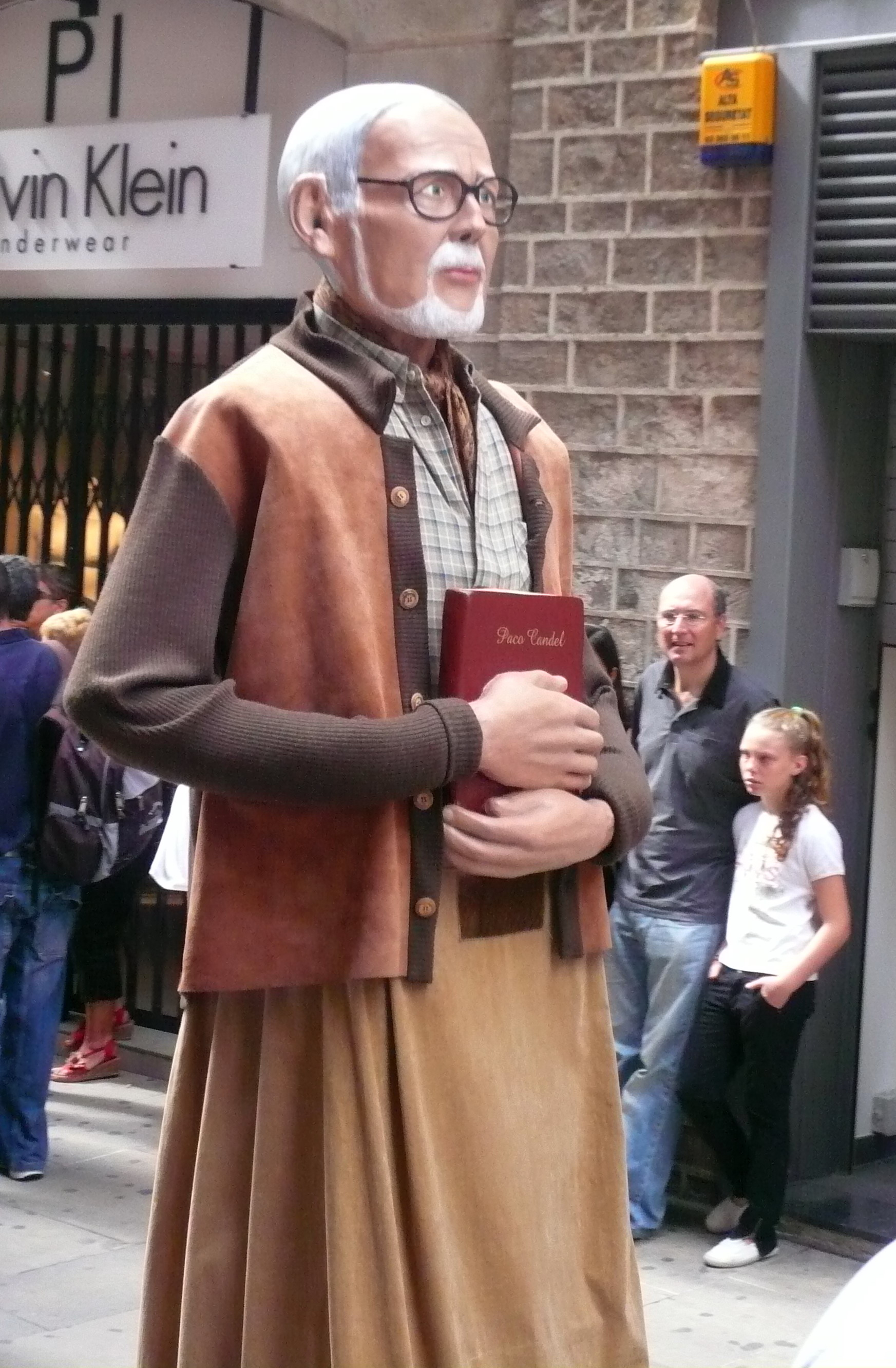
Homenaje del barrio barcelonés de La Marina a su vecino Paco Candel (1925-2007).

## Parajes naturales municipales protegidos
- Fuente Bellido. El paraje tiene una superficie de 1 000 565 hectáreas y posee destacados valores naturales y patrimoniales, motivo por el que fue declarado espacio protegido por acuerdo del Consell de la Generalidad Valenciana, el 13 de julio de 2007.[9]-[10]

## Galería

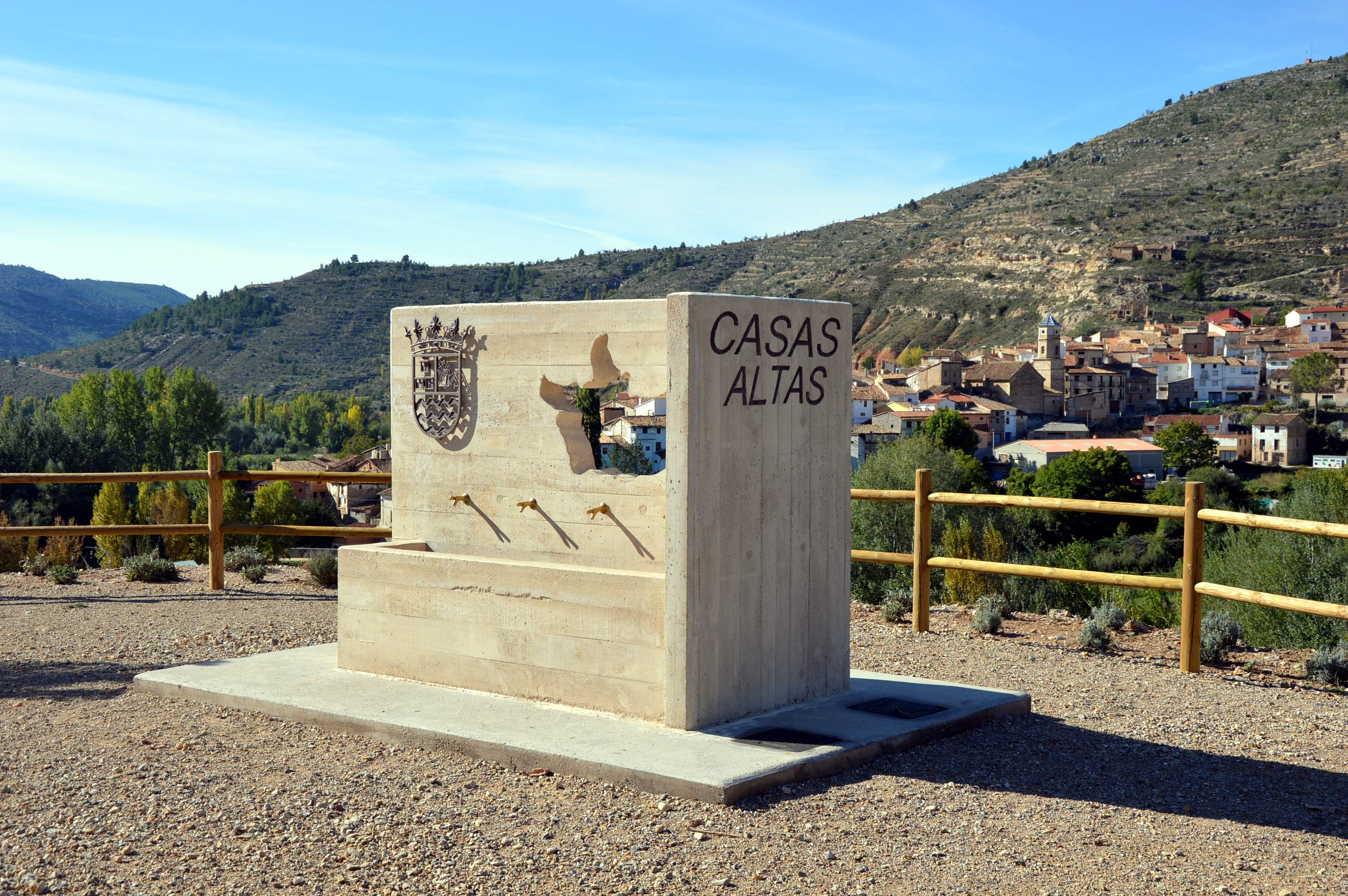
Vista parcial de Casas Altas (Valencia) desde el mirador con detalle de la fuente
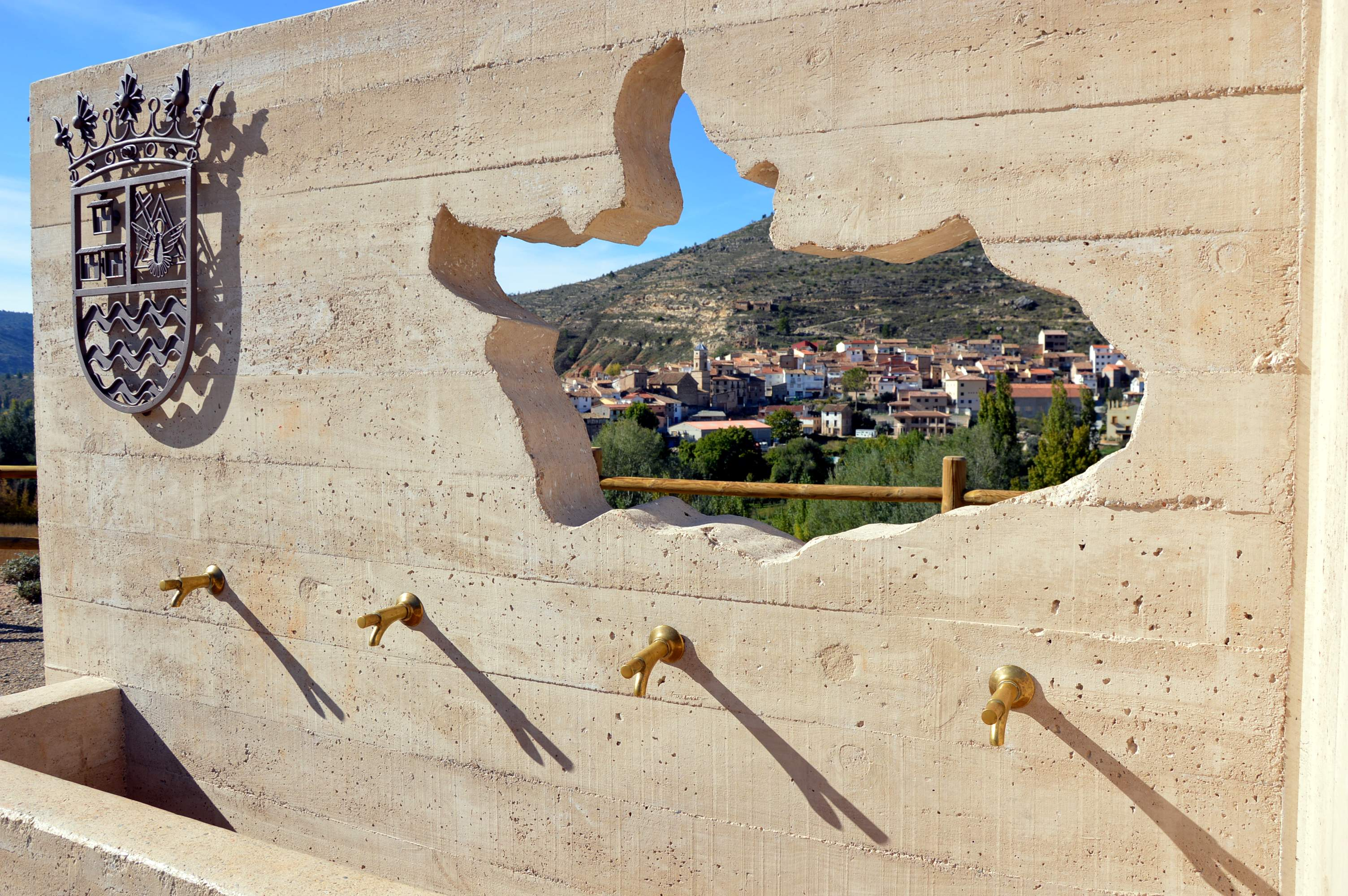
Detalle del escudo municipal y silueta de la comarca en la fuente del mirador de Casas Altas (Valencia)
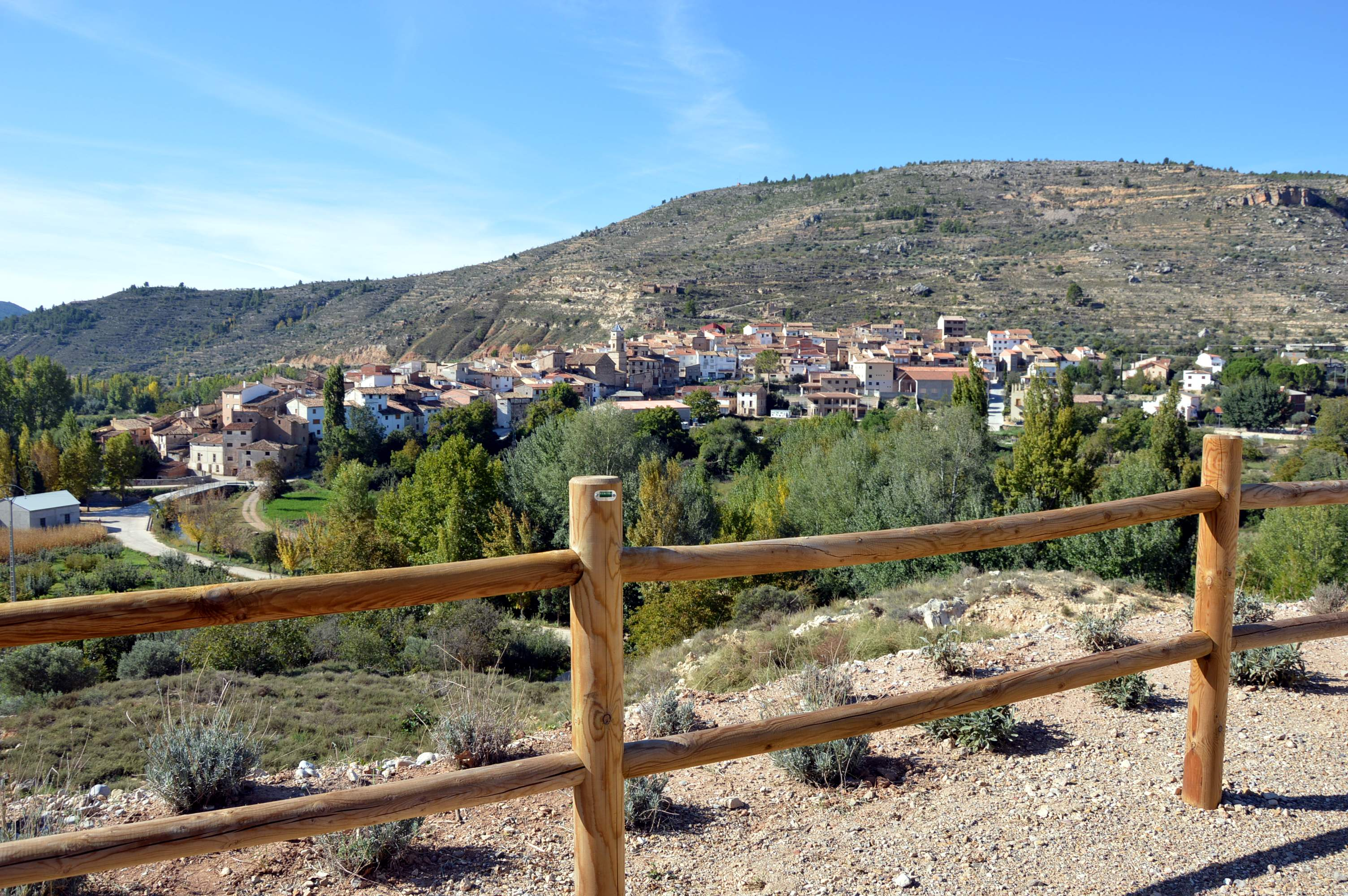
Vista general de Casas Altas (Valencia) desde el mirador
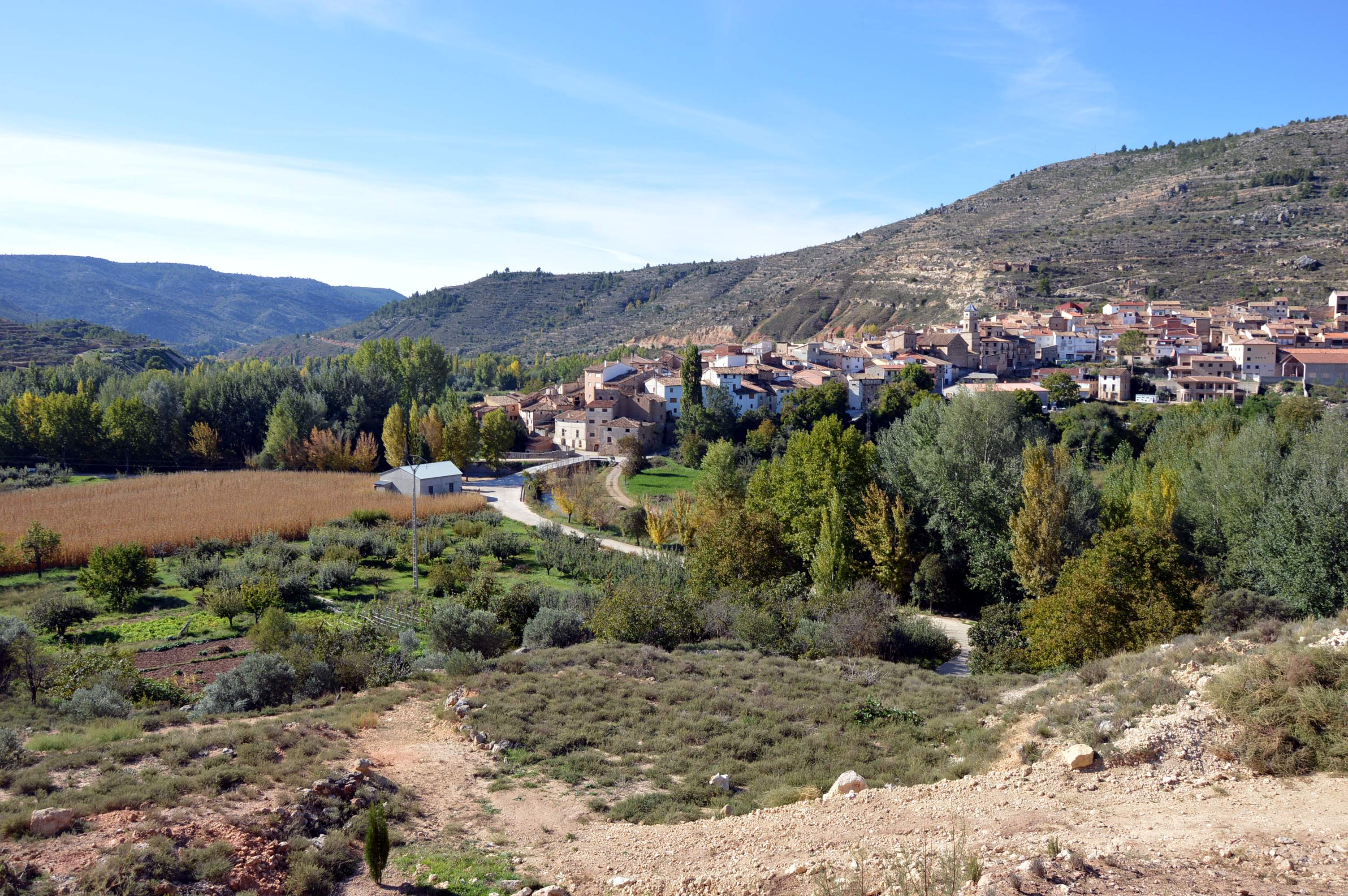
Vista general de Casas Altas (Valencia) desde el mirador con detalle de cultivos
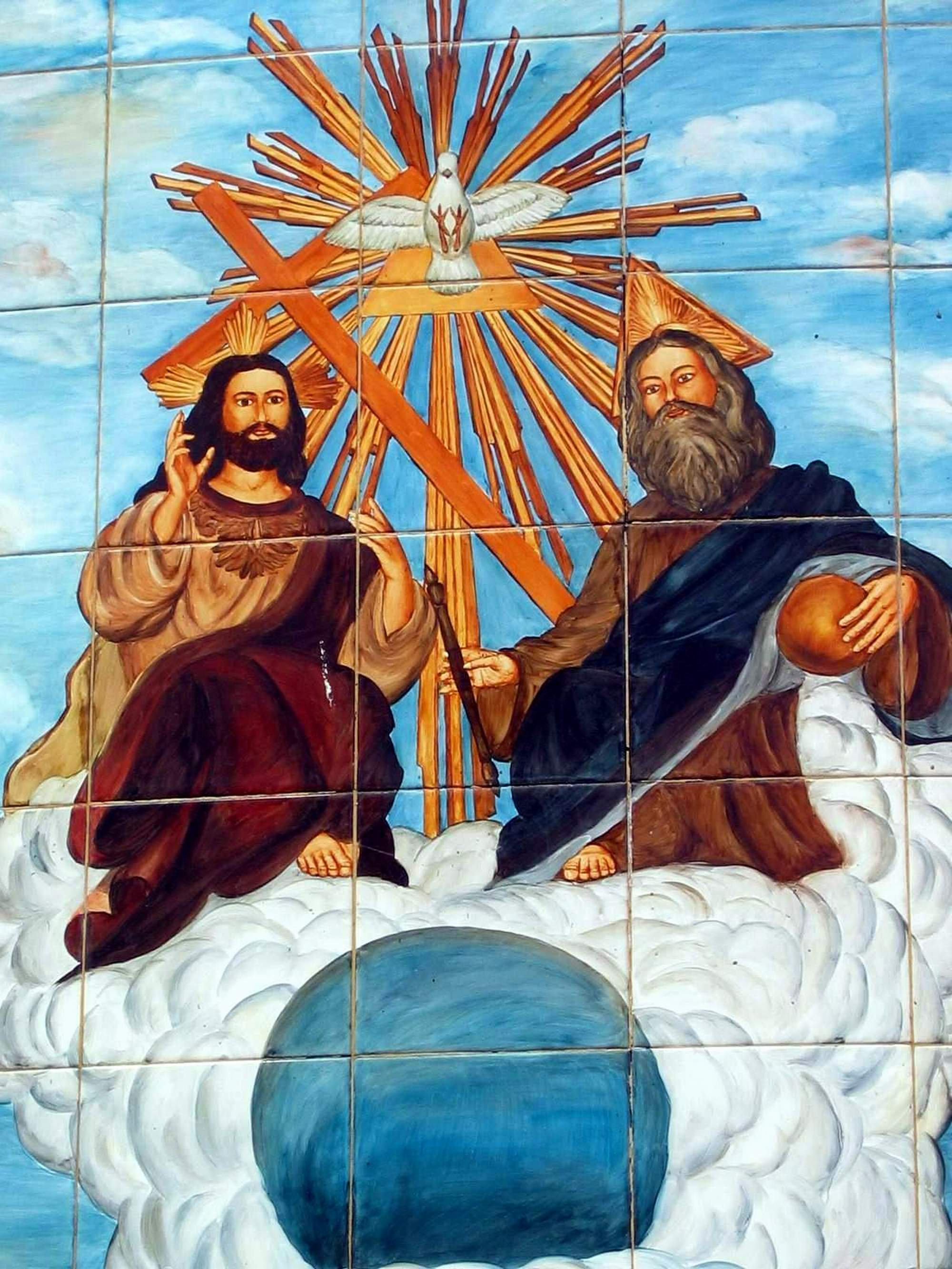
Plafón cerámico representando a la Santísima Trinidad en Casas Altas (Valencia), siglo XX
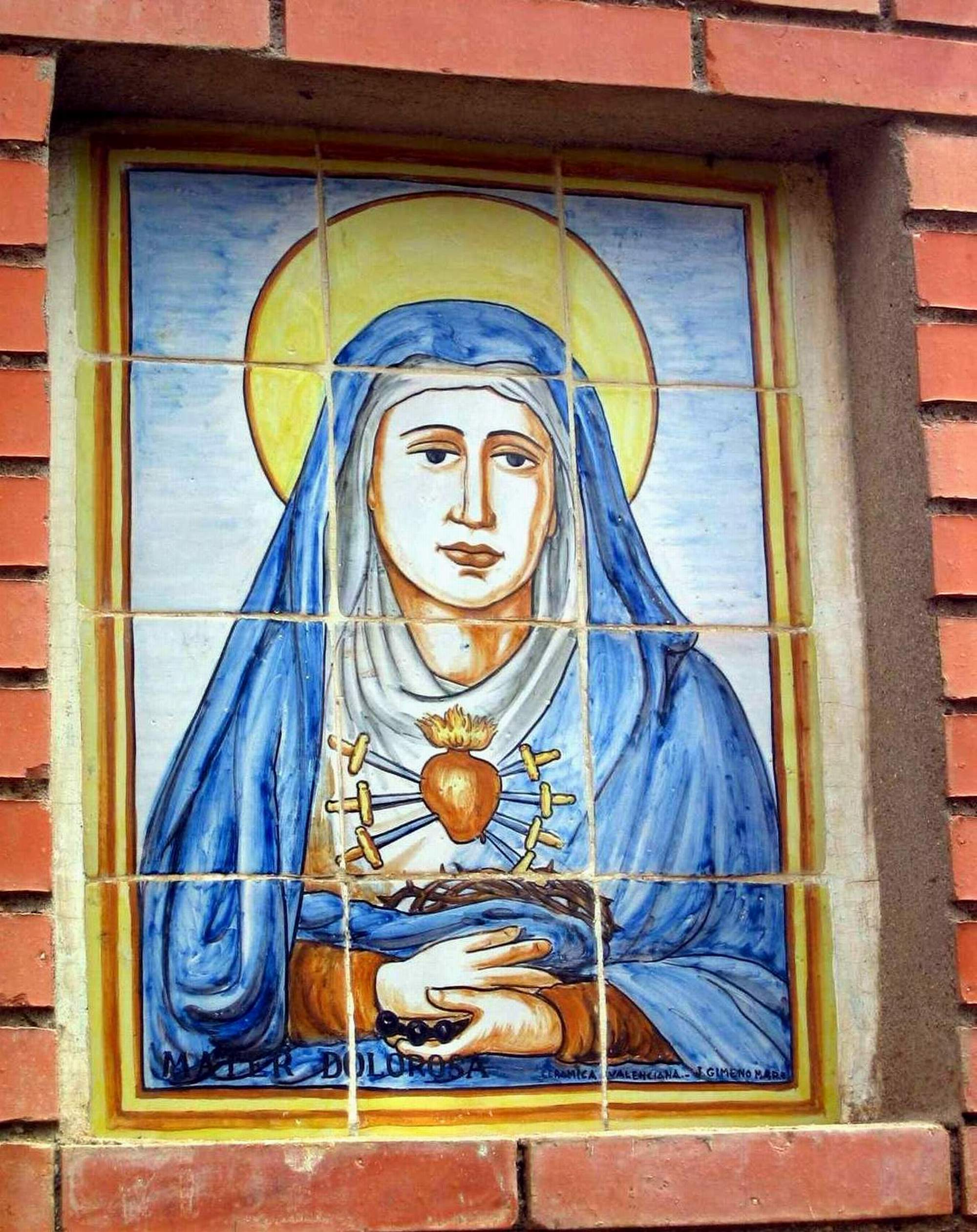
Plafón cerámico representando a la Virgen María a la entrada del Vía Crucis de Casas Altas (Valencia), siglo XX
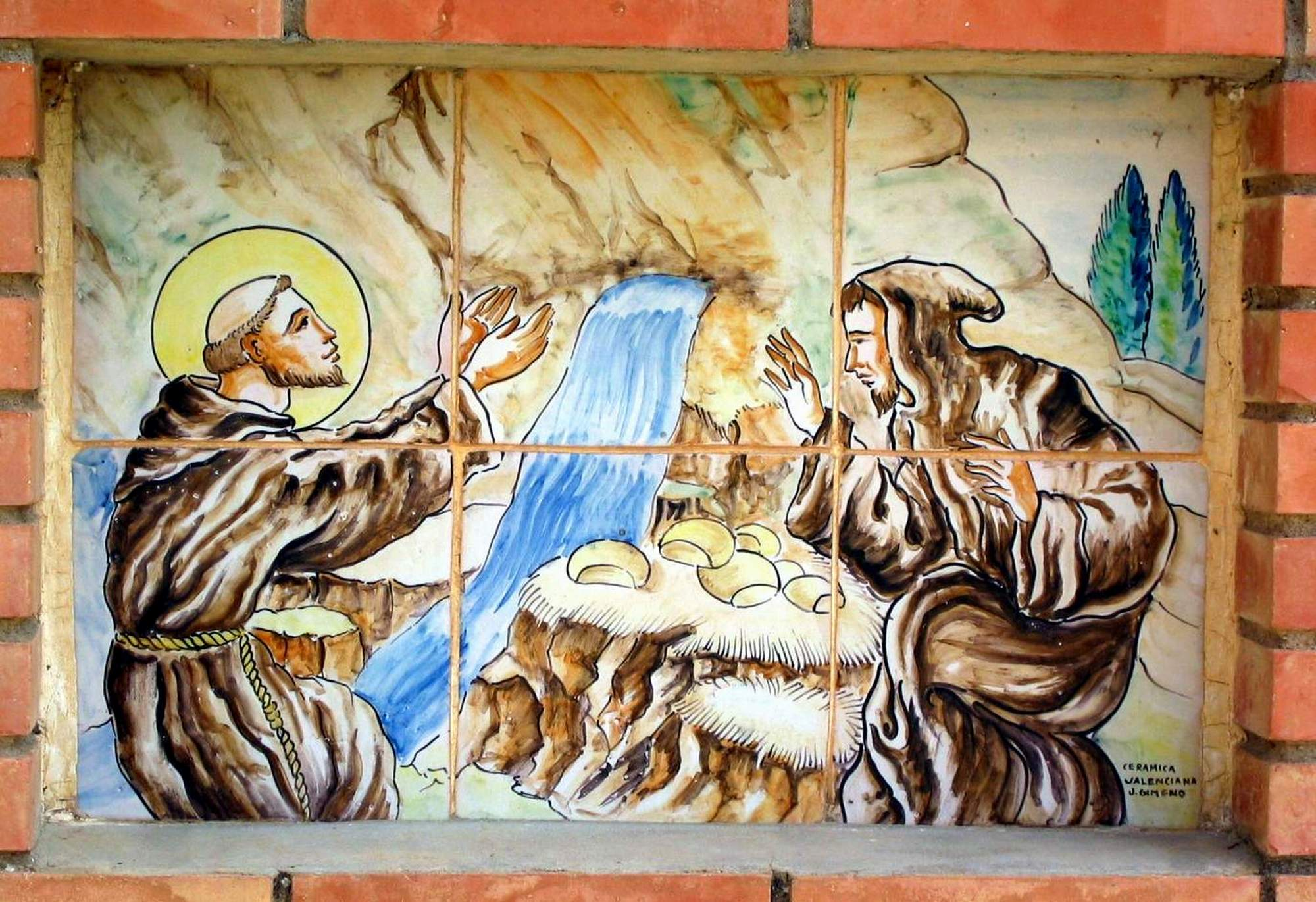
Plafón cerámico representando a san Francisco de Asís a la entrada del Vía Crucis de Casas Altas (Valencia), siglo XX
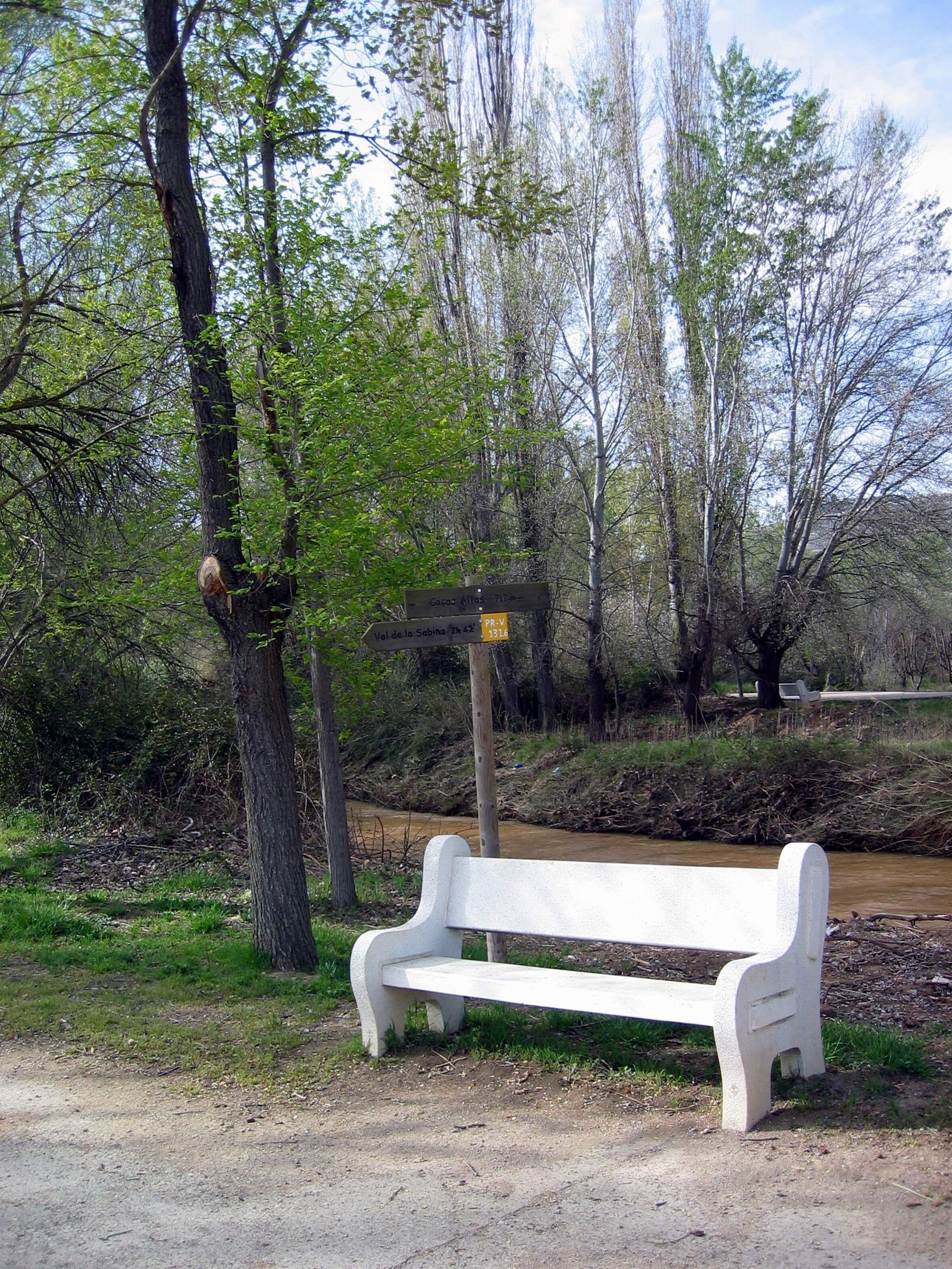
Detalle de banco de piedra en la ribera del Turia en Casas Altas (Valencia)
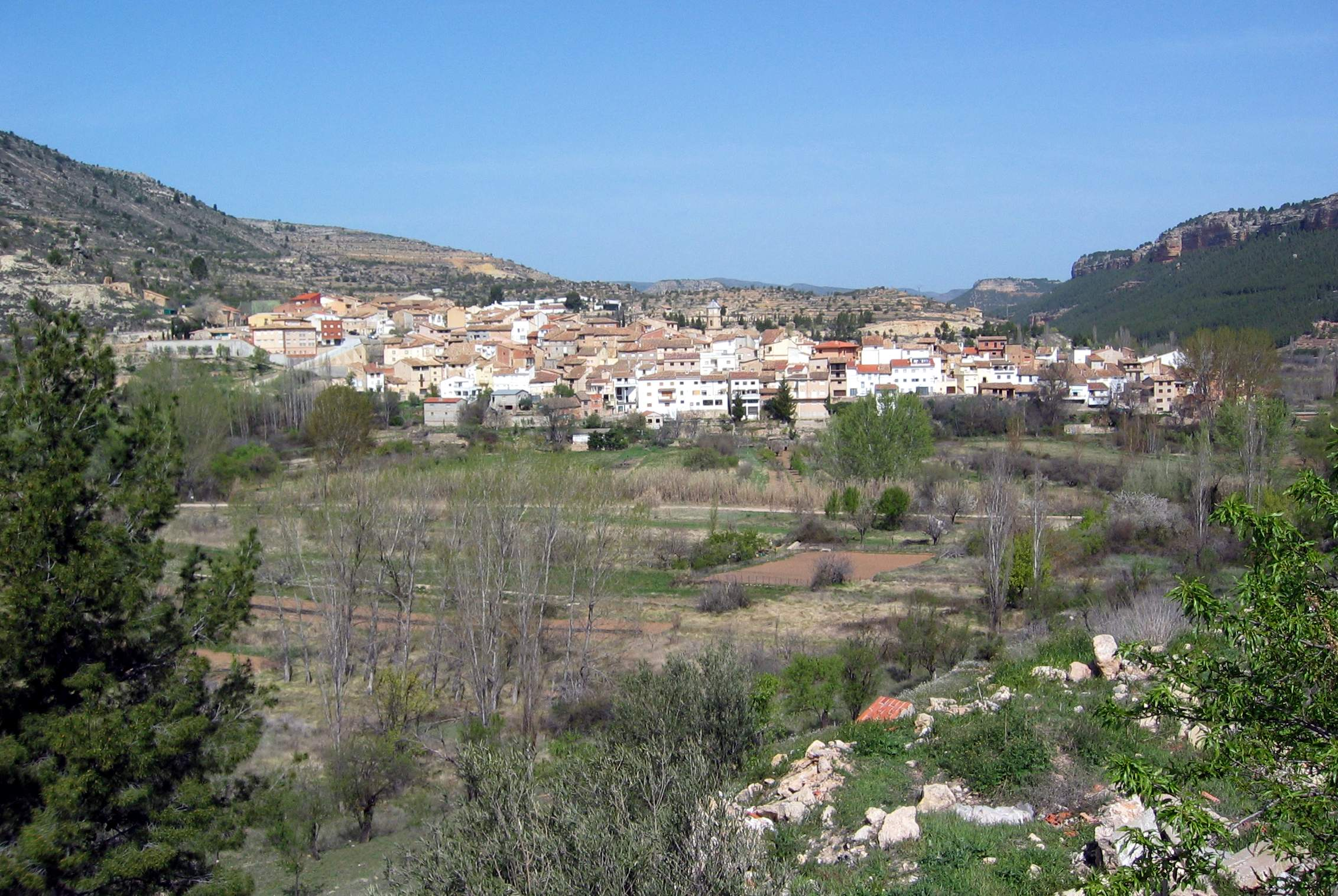
Vista general meridional de Casas Altas (Valencia)
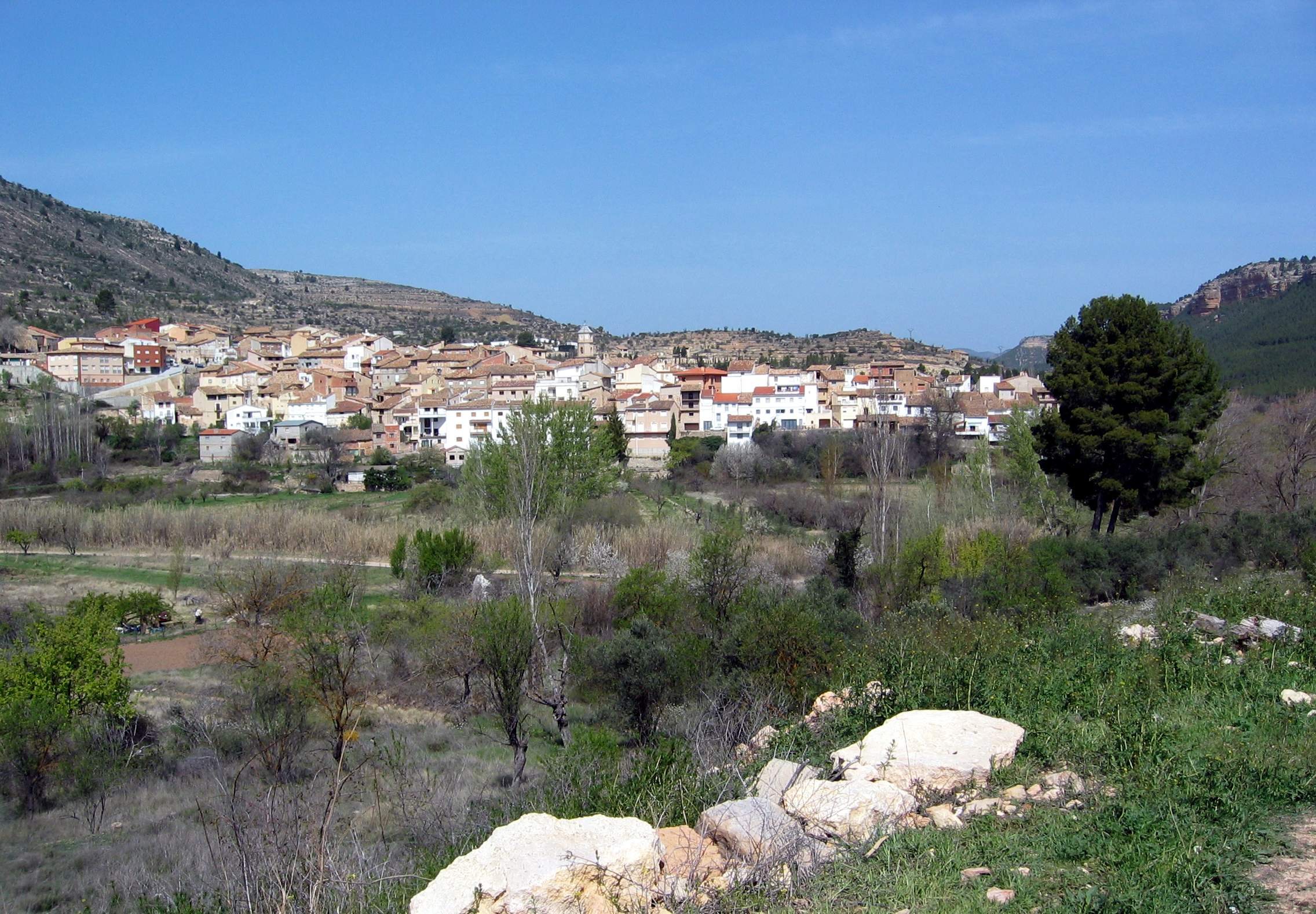
Vista general meridional de Casas Altas (Valencia)
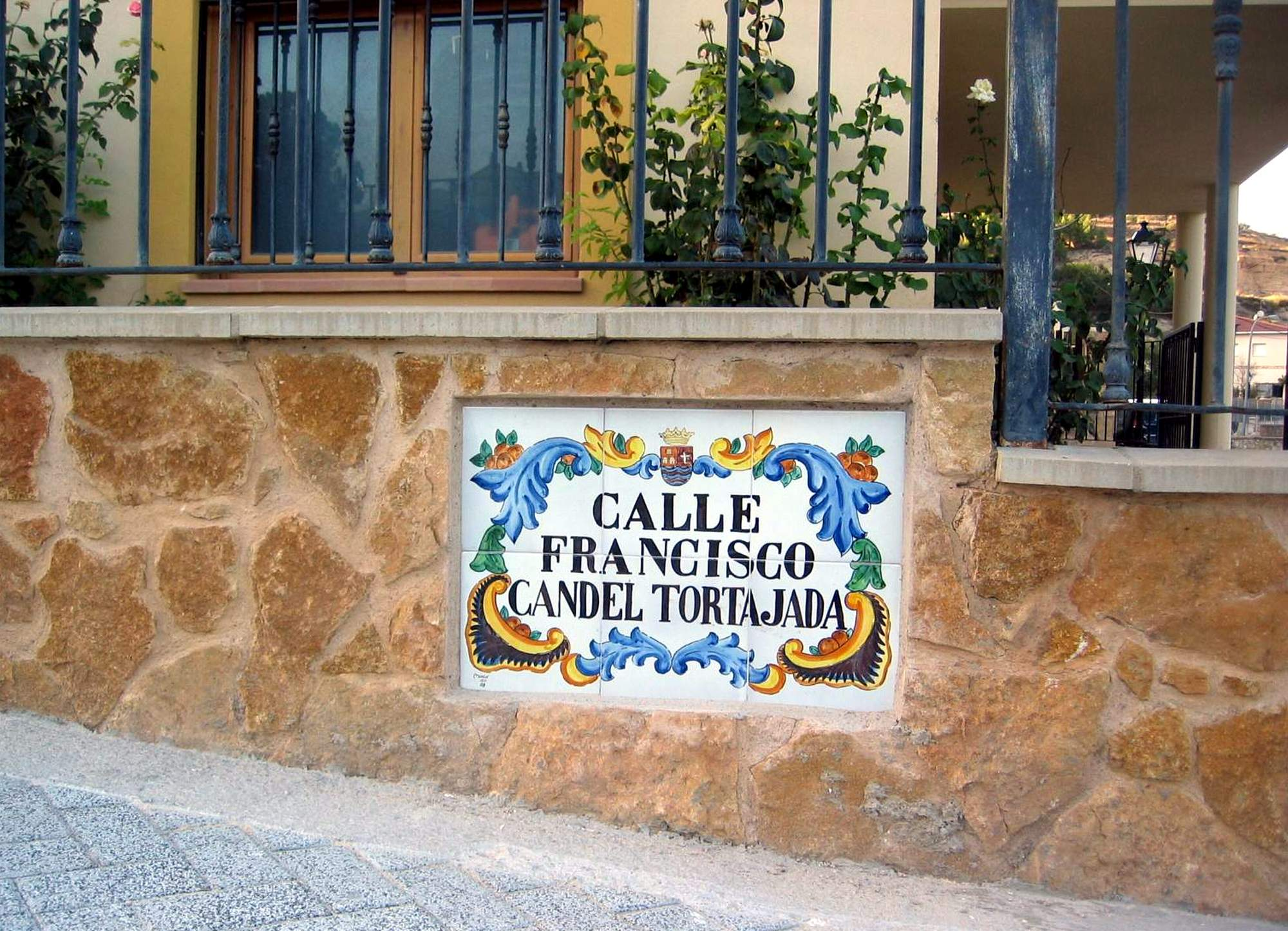
Detalle de placa en la calle Francisco Candel Tortajada en Casas Altas (Valencia)
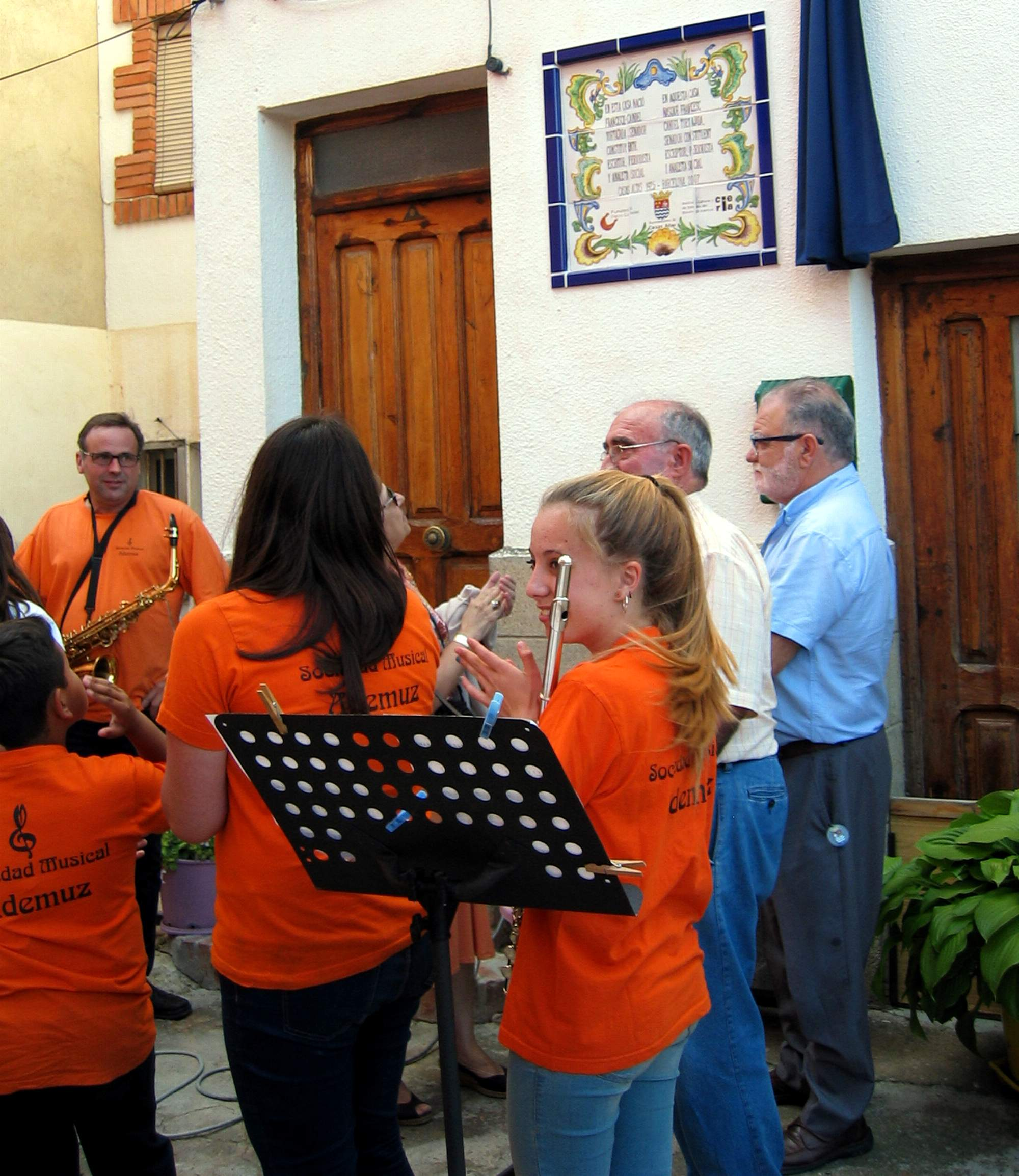
Detalle del acto de homenaje a Francisco Candel Tortajada en Casas Altas (Valencia)
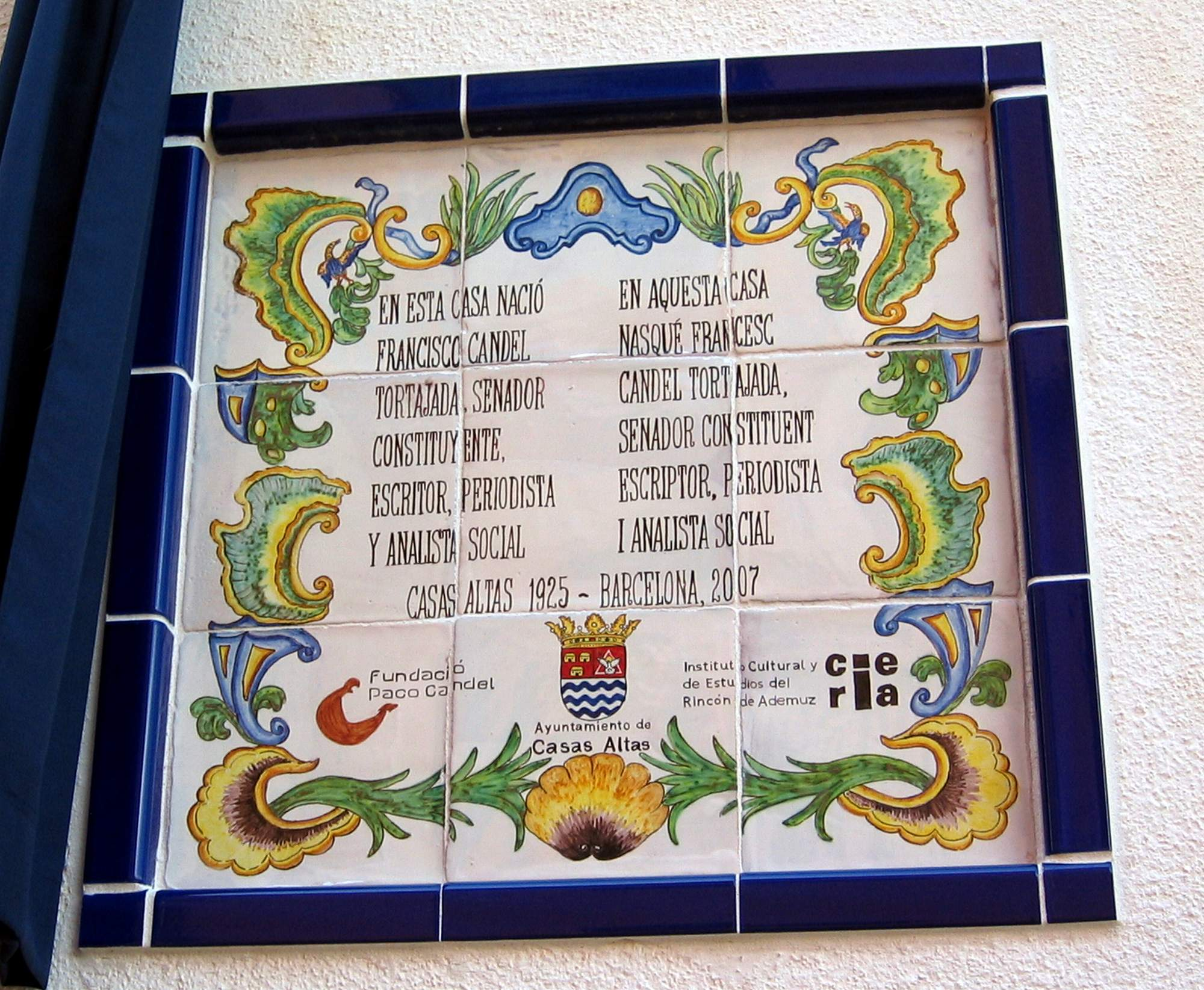
Detalle de la placa en homenaje a Francisco Candel Tortajada en Casas Altas (Valencia)
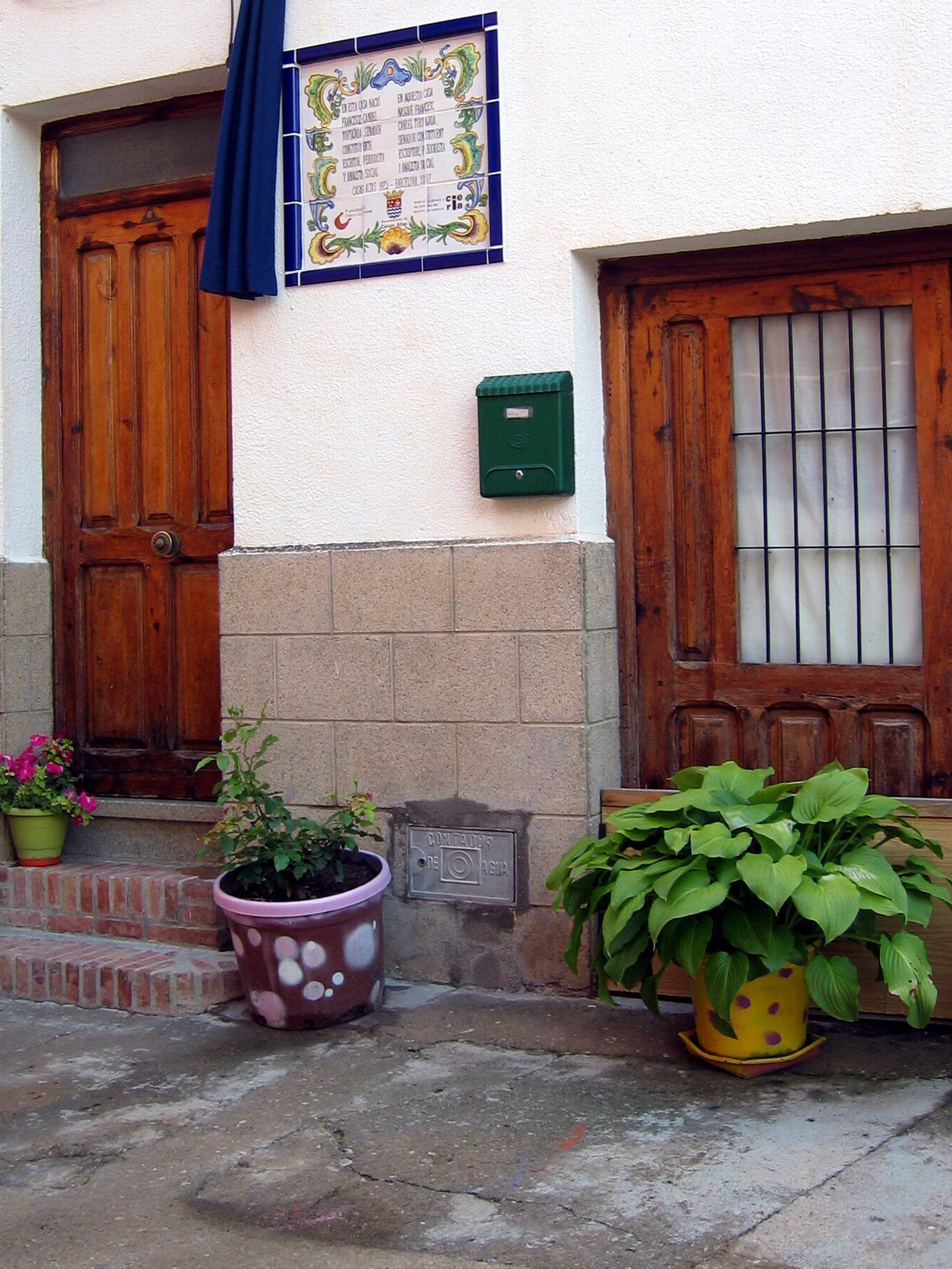
Casa natal de Francisco Candel Tortajada en Casas Altas (Valencia) con detalle de la placa puesta en su fachada
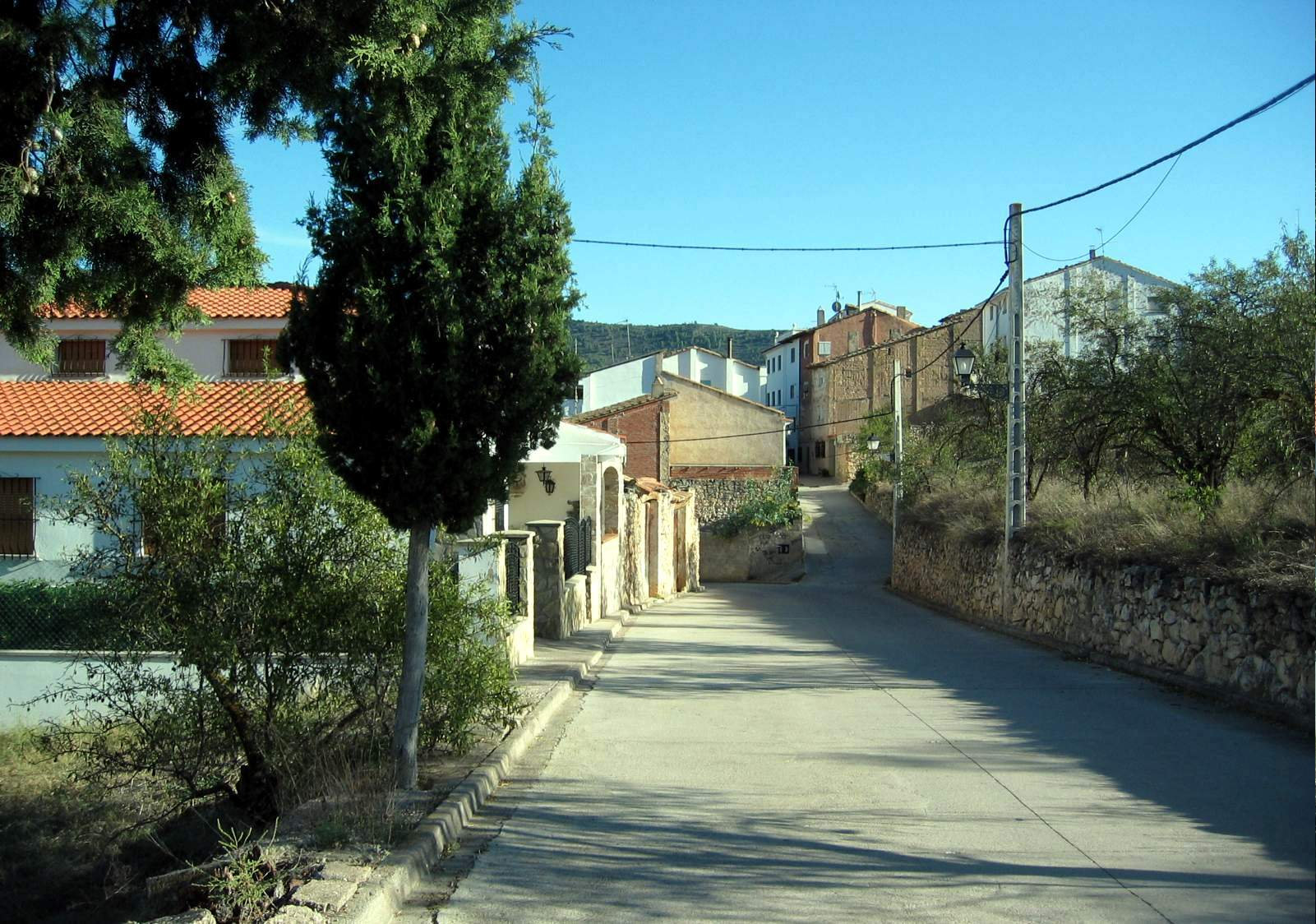
Vista parcial del caserío de Casas Altas (Valencia) desde la avenida de la Diputación
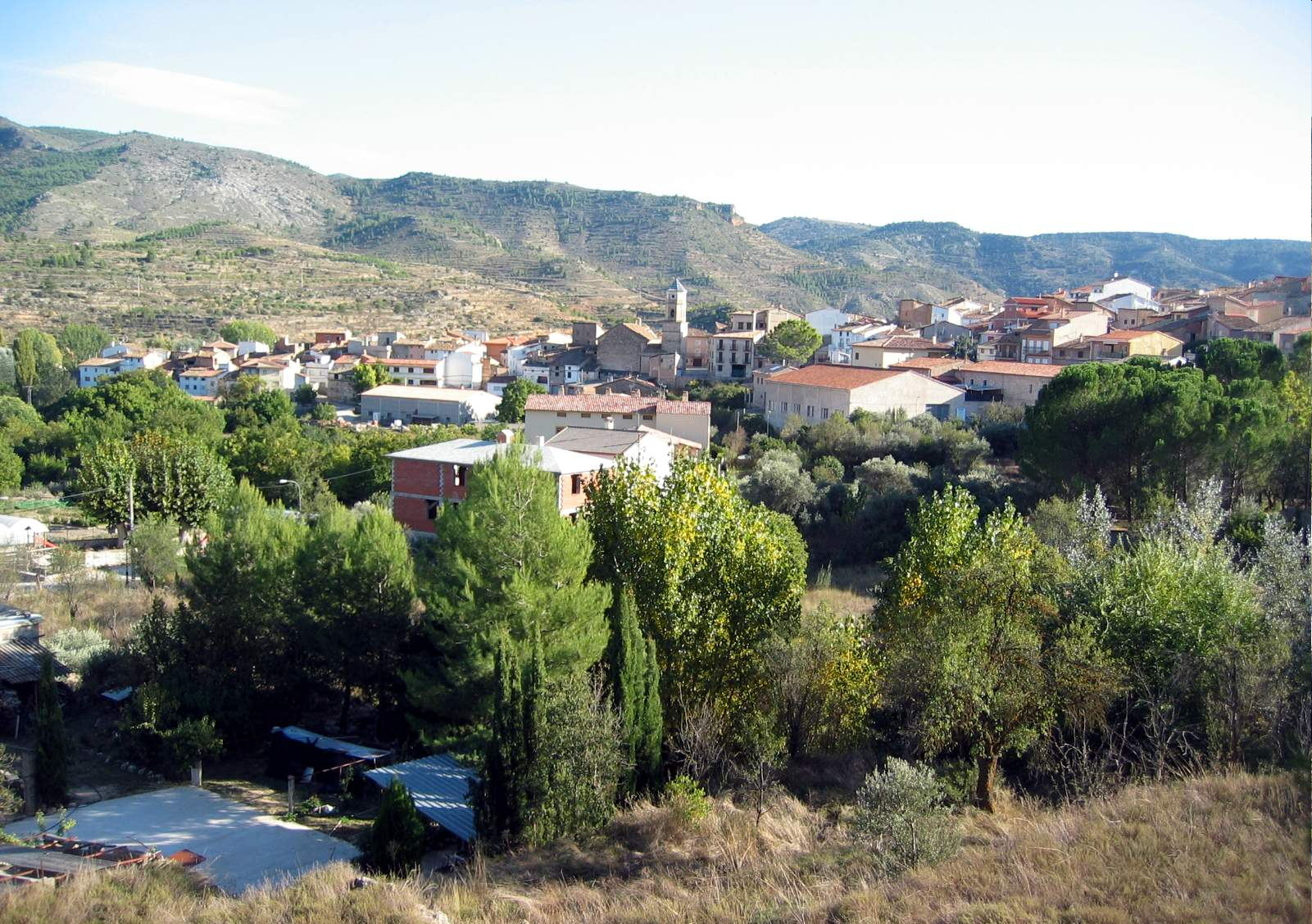
Vista parcial noroccidental del caserío Casas Altas (Valencia) desde la CN-330a
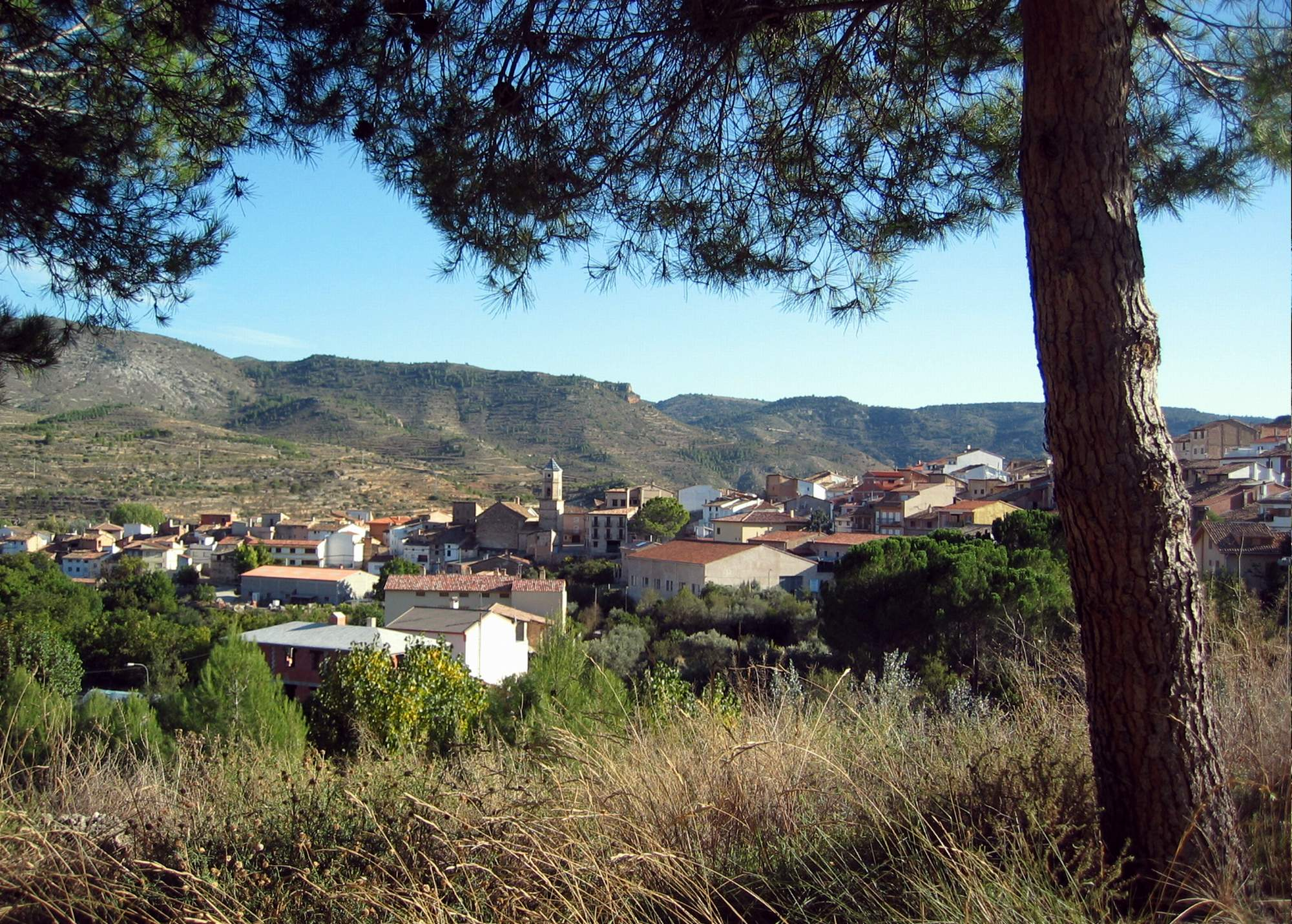
Vista parcial noroccidental del caserío Casas Altas (Valencia) desde la CN-330a
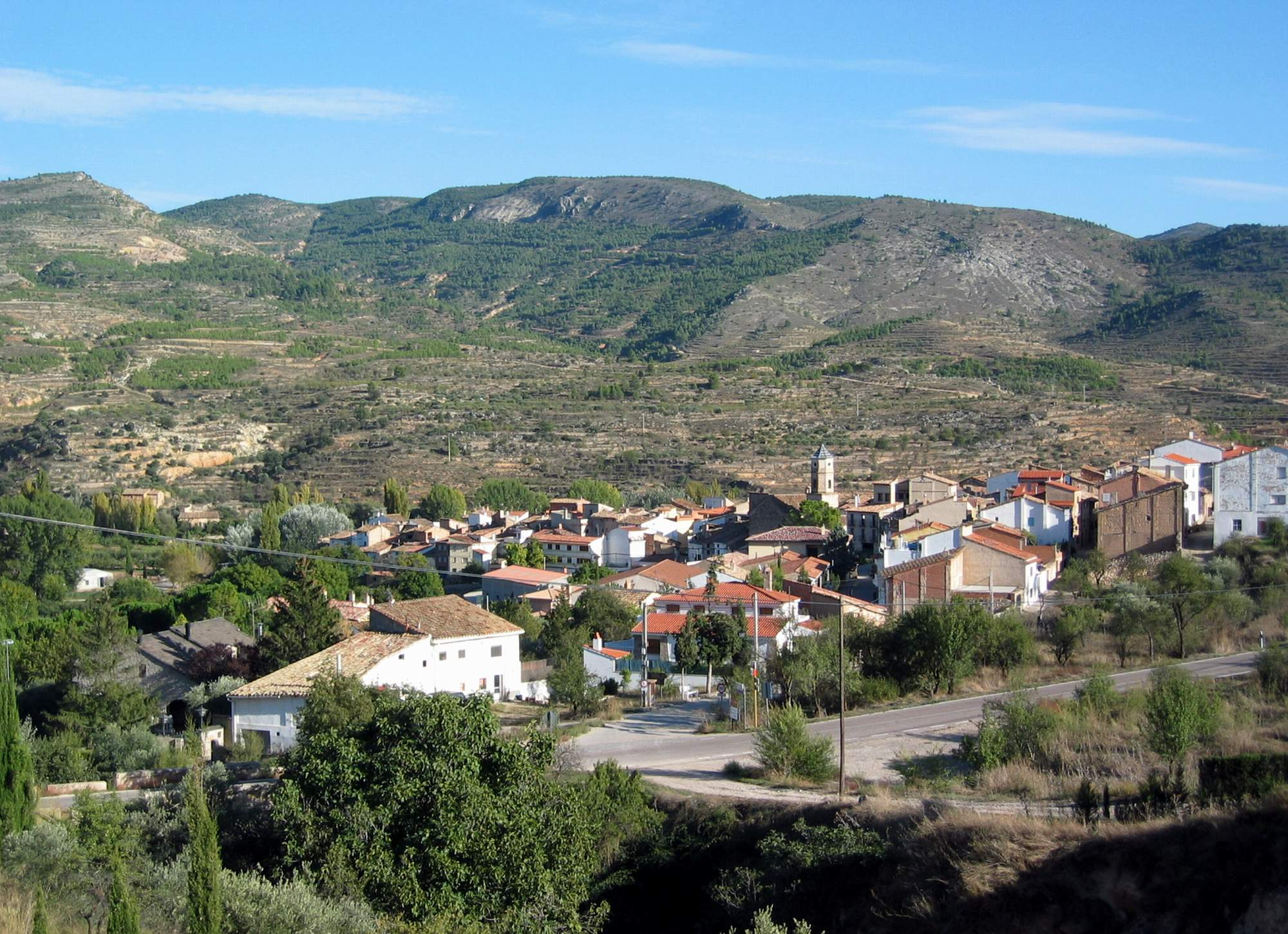
Vista parcial noroccidental del caserío Casas Altas (Valencia) desde el cementerio
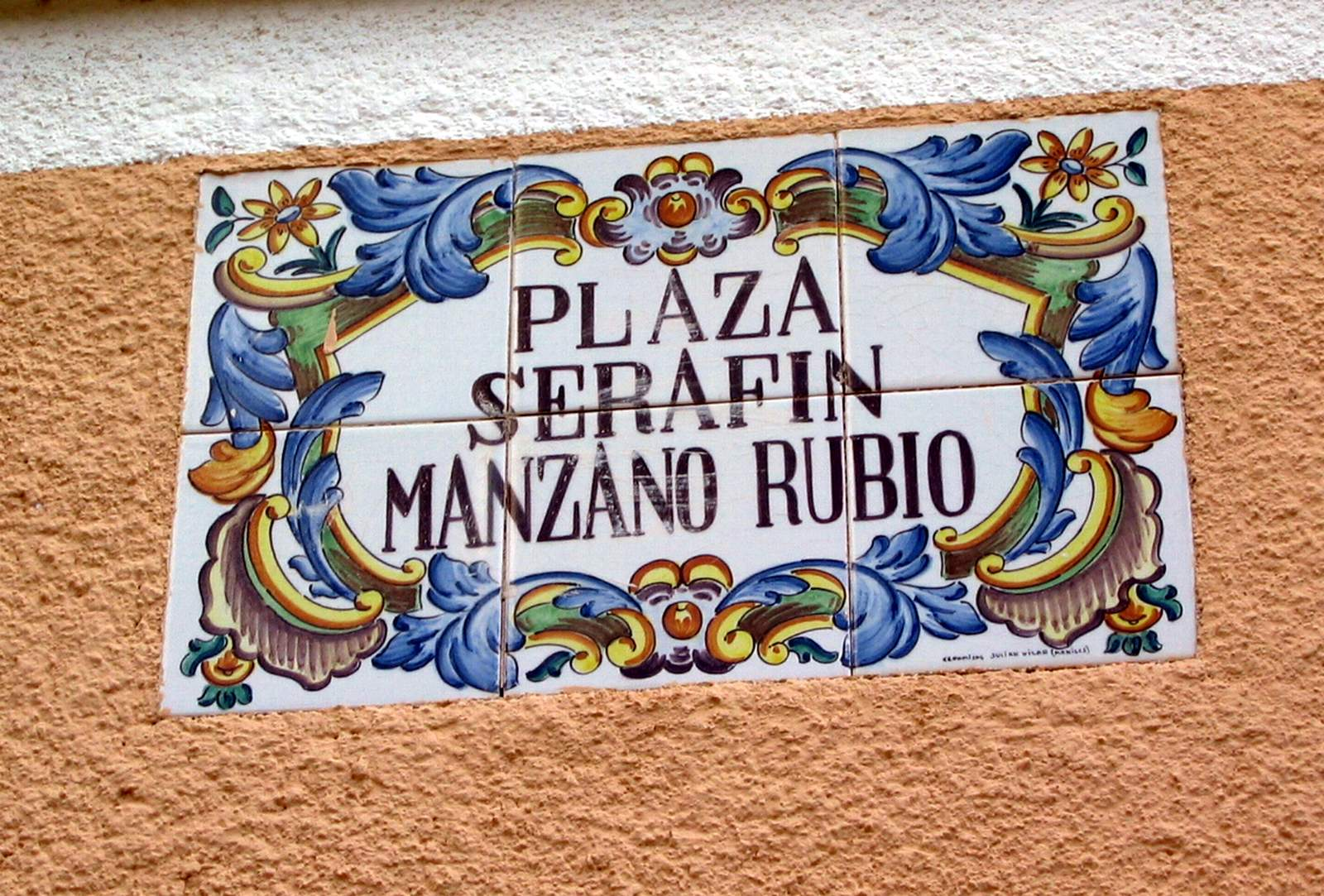
Detalle de plafón cerámico en el callejero de Casas Altas (Valencia) dedicado a don Serafín Manzano Rubio, personaje local

### Muestras de arquitectura tradicional vernacular en Casas Altas

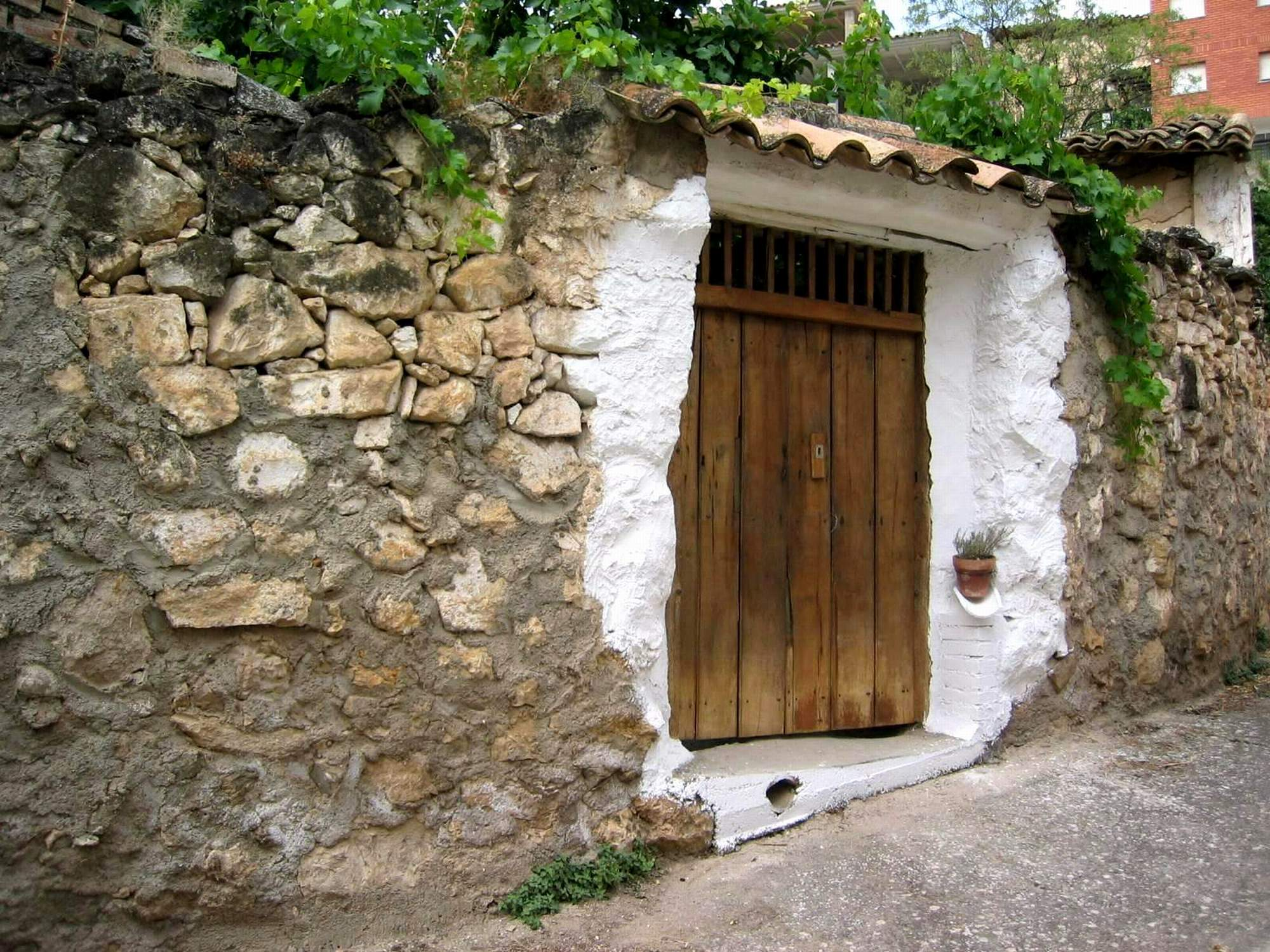
Detalle de arquitectura tradicional vernacular en Casas Altas (Valencia), año 2007
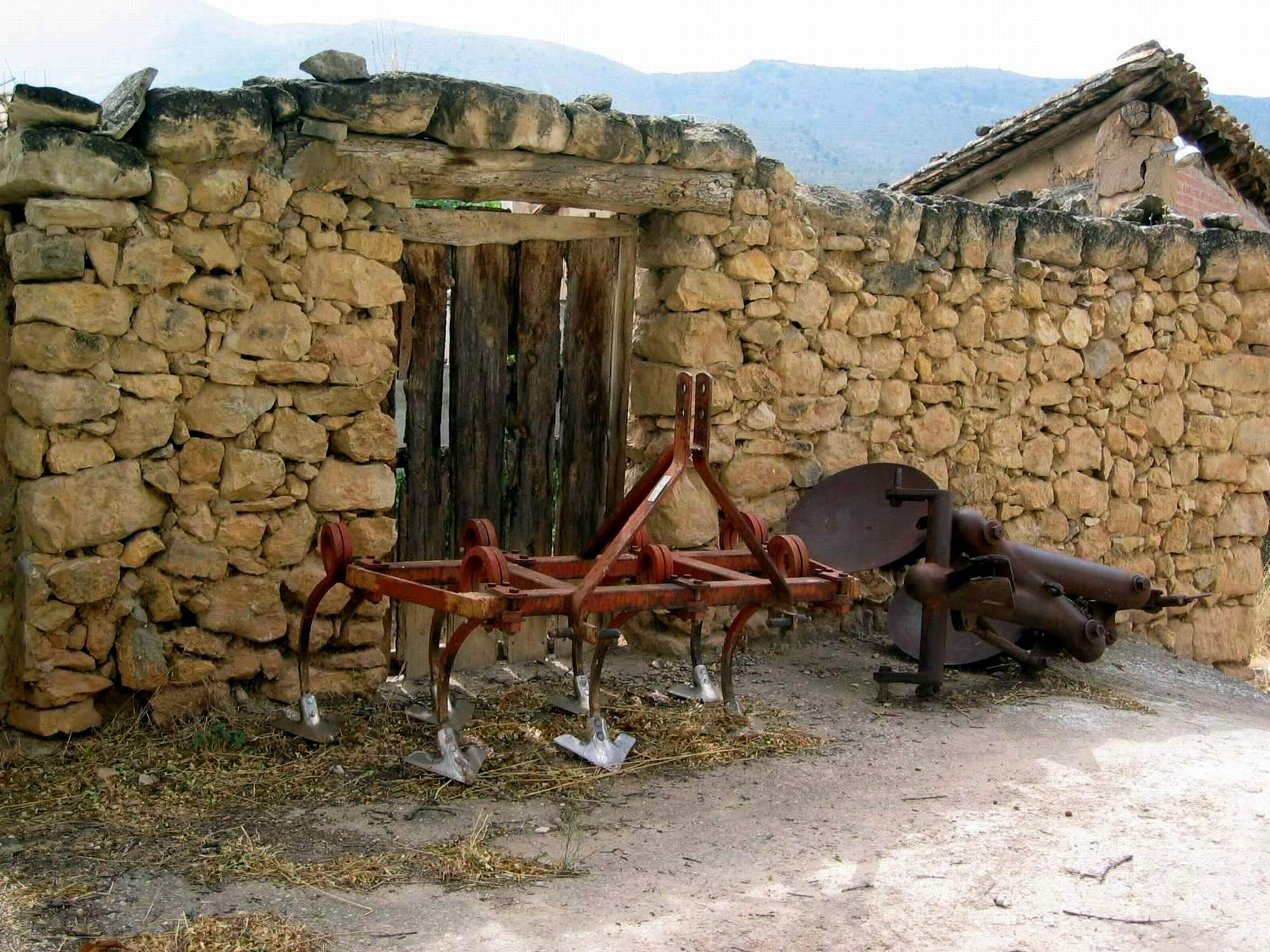
Detalle de arquitectura tradicional vernacular en Casas Altas (Valencia), año 2007
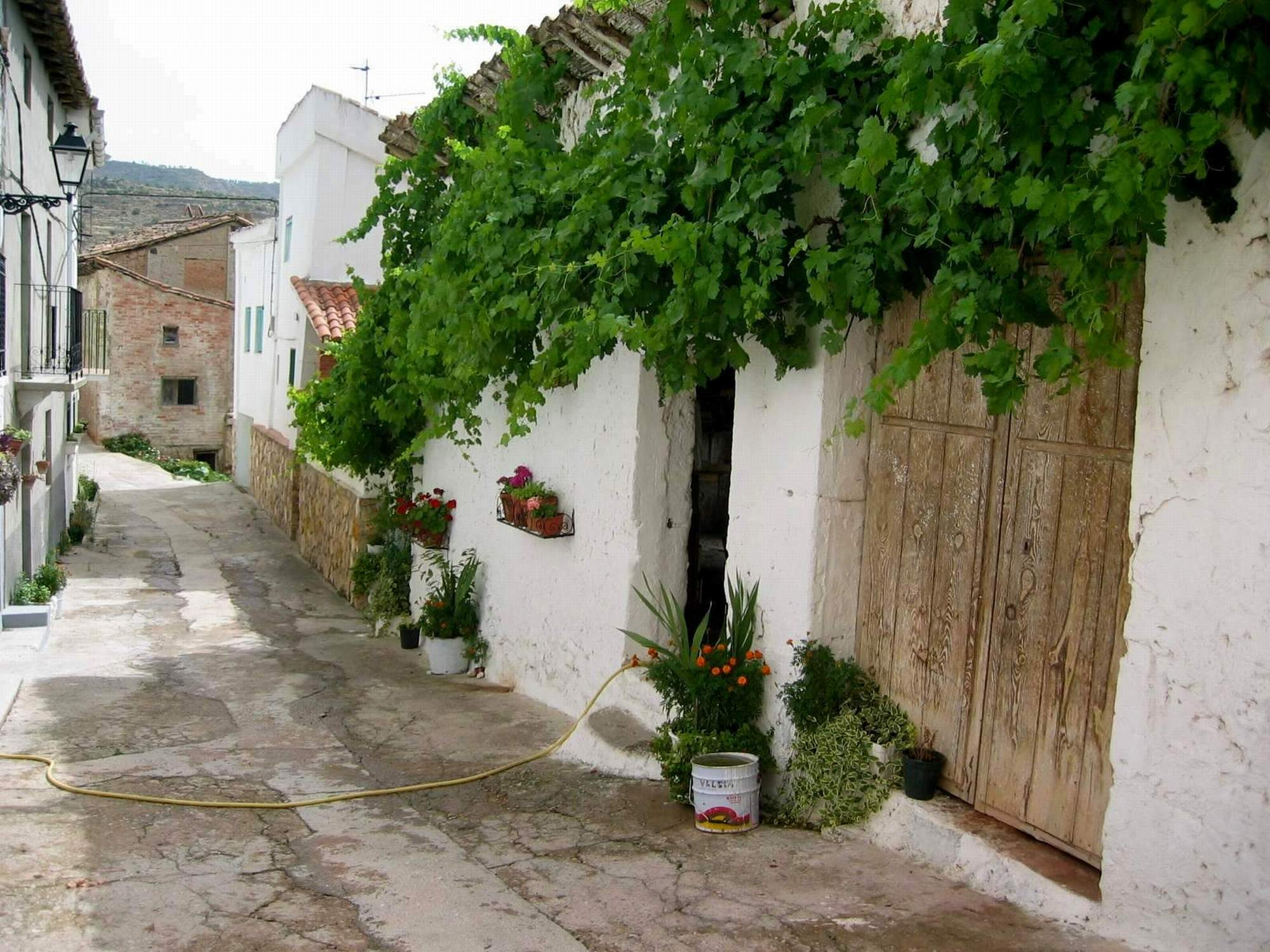
Detalle de arquitectura tradicional vernacular en Casas Altas (Valencia), año 2007
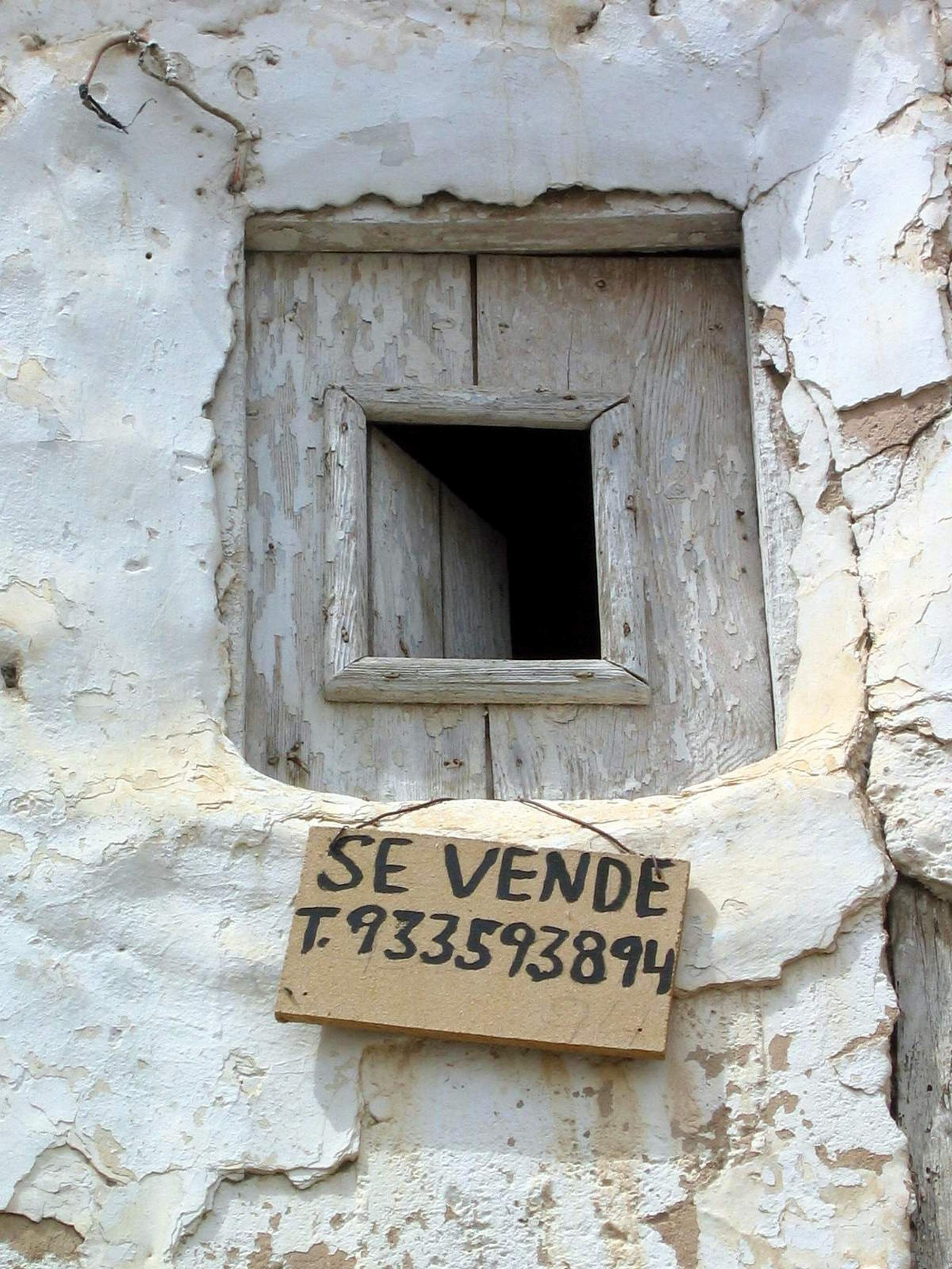
Detalle de arquitectura tradicional vernacular en Casas Altas (Valencia), año 2007
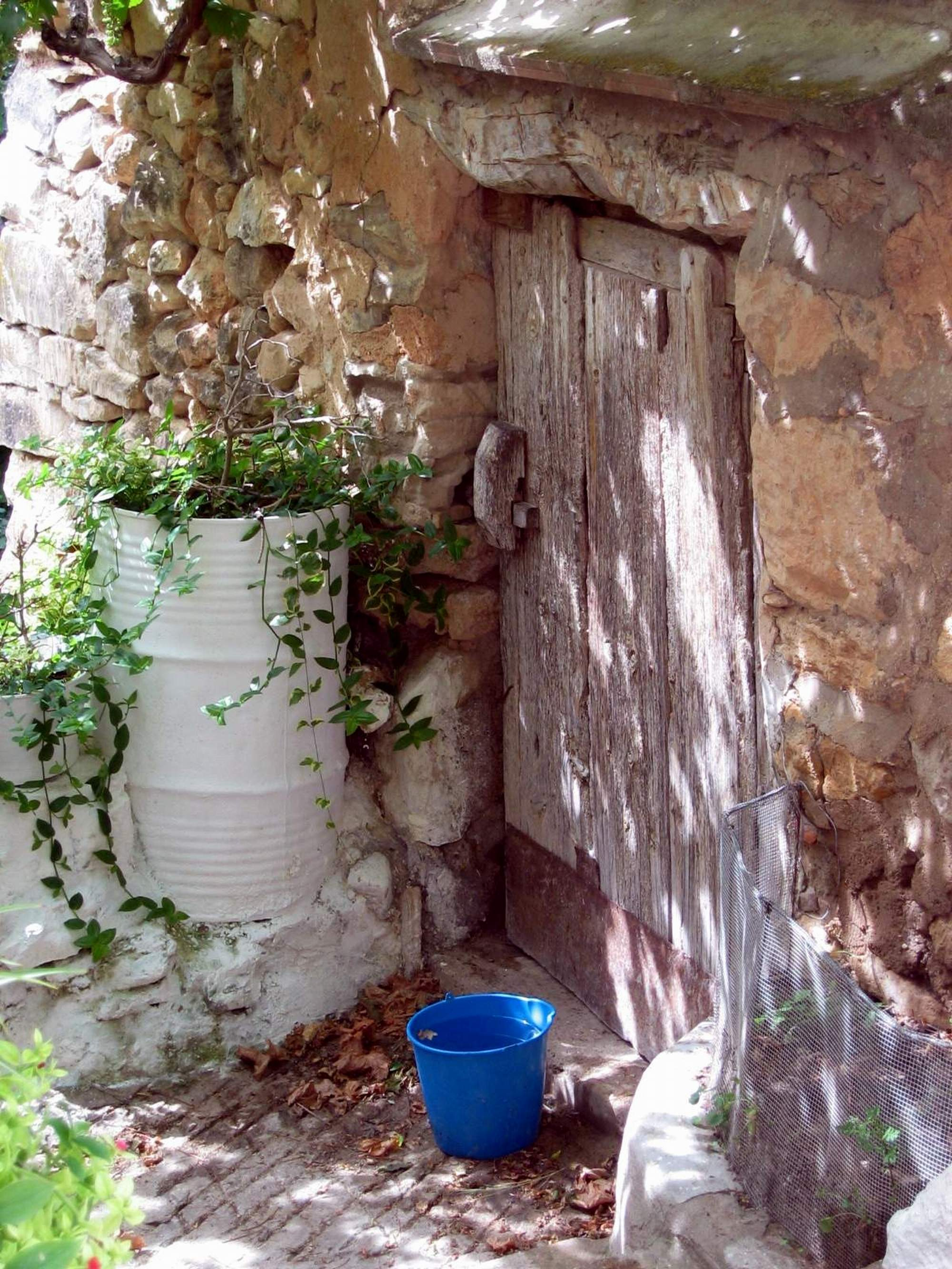
Detalle de arquitectura tradicional vernacular en Casas Altas (Valencia), año 2007
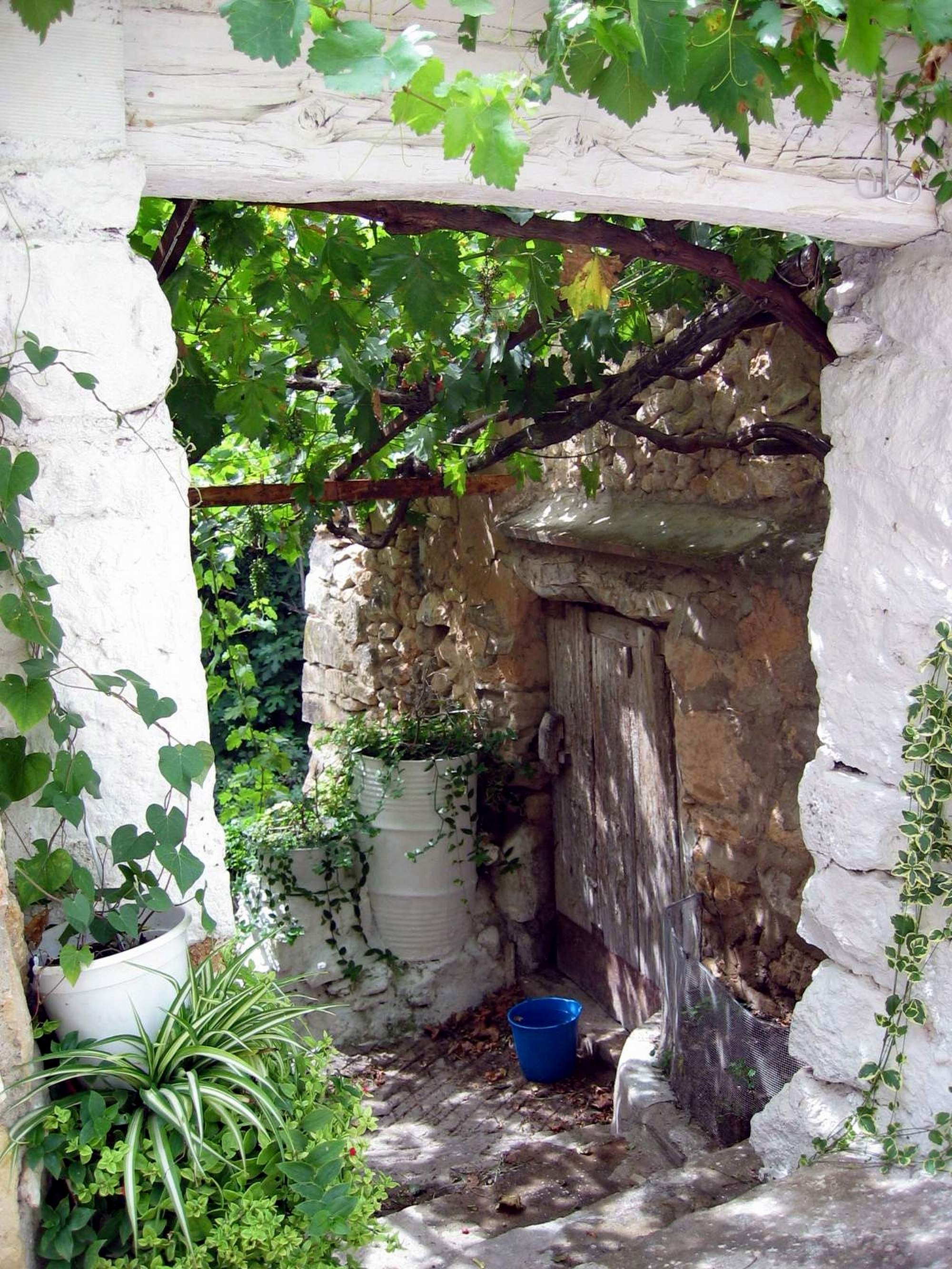
Detalle de arquitectura tradicional vernacular en Casas Altas (Valencia), año 2007
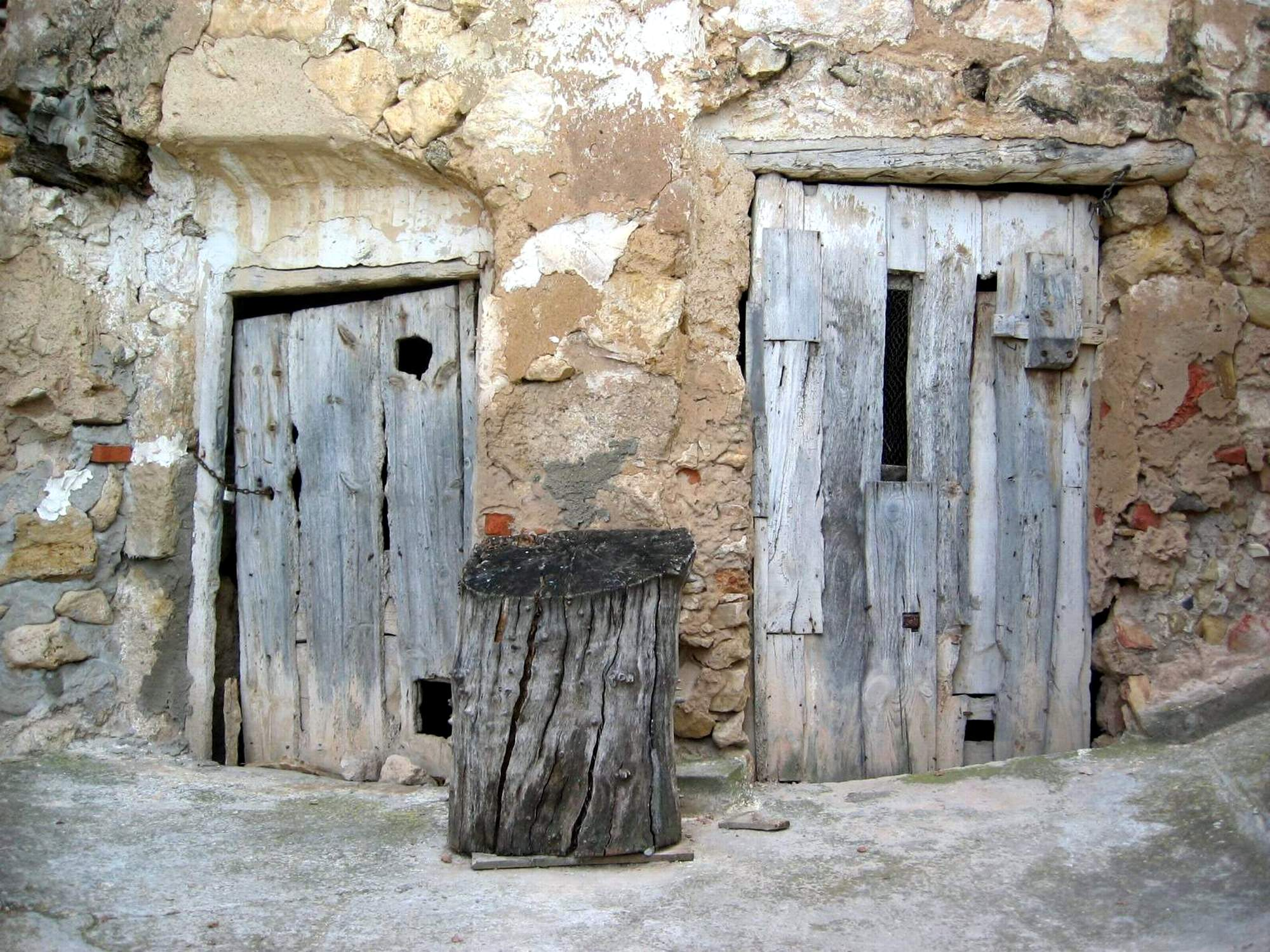
Detalle de arquitectura tradicional vernacular en Casasaltas (Valencia), año 2007
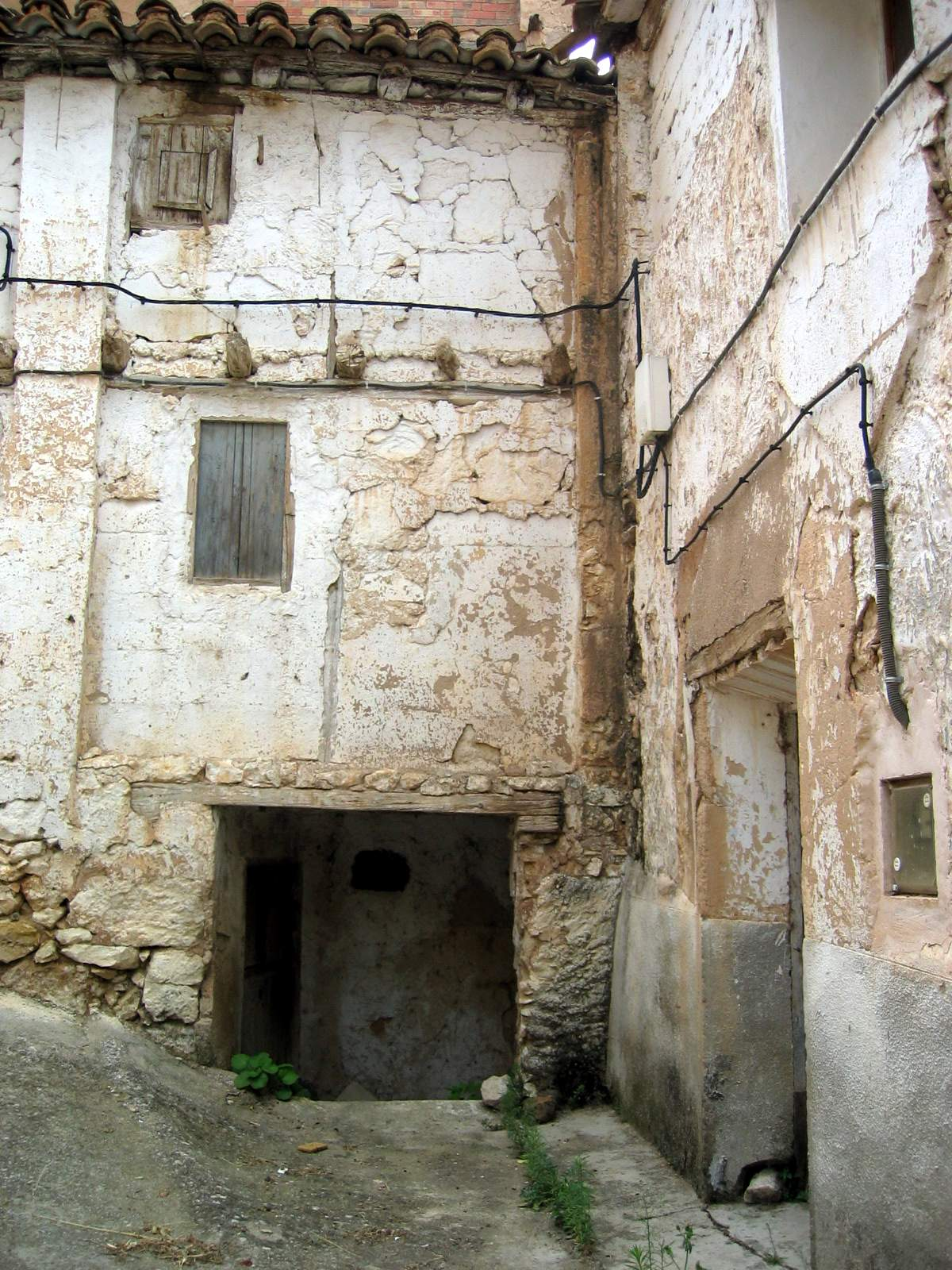
Detalle de arquitectura tradicional vernacular en Casas Altas (Valencia), año 2003
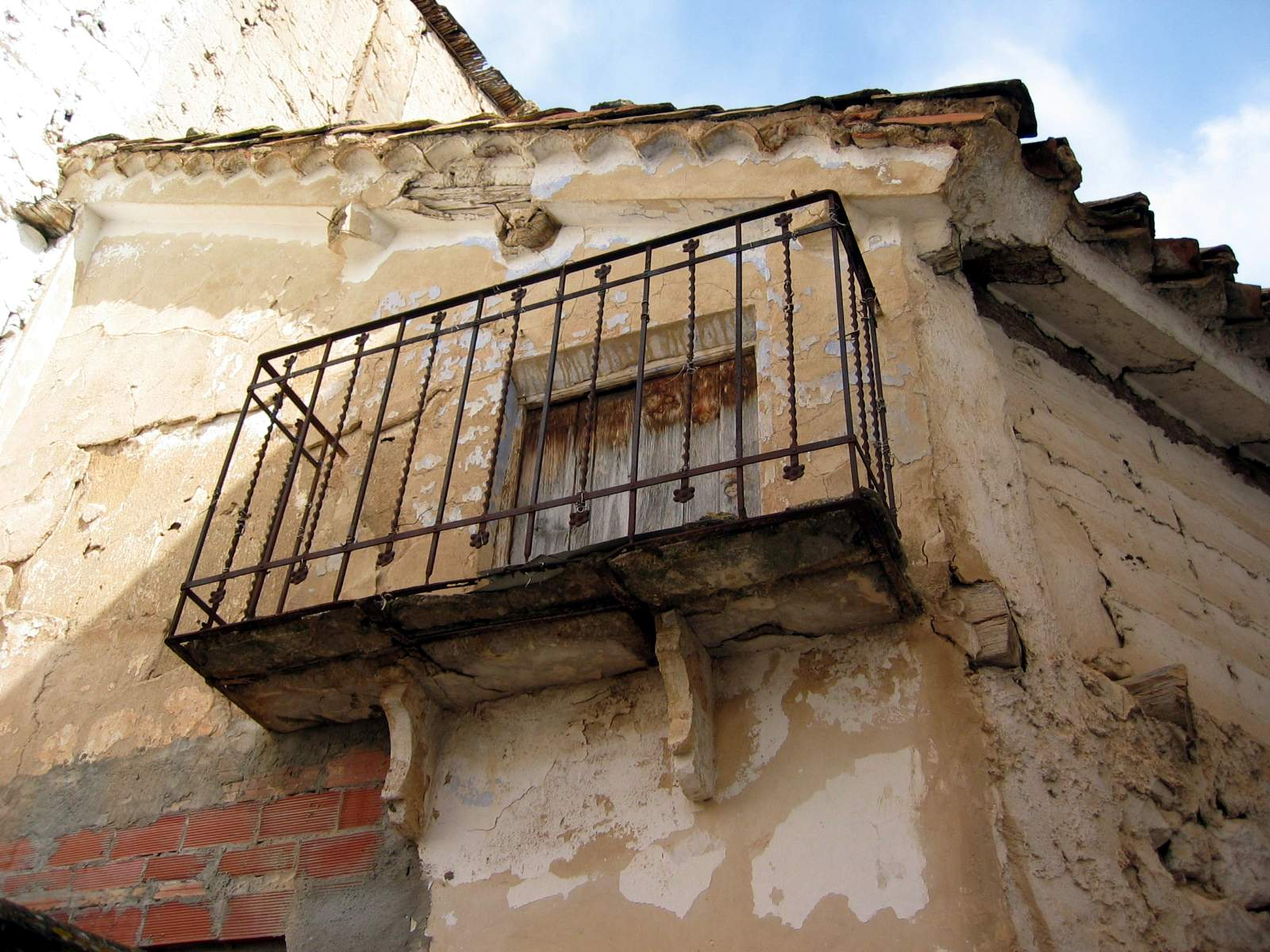
Detalle de arquitectura tradicional vernacular en Casas Altas (Valencia), año 2003
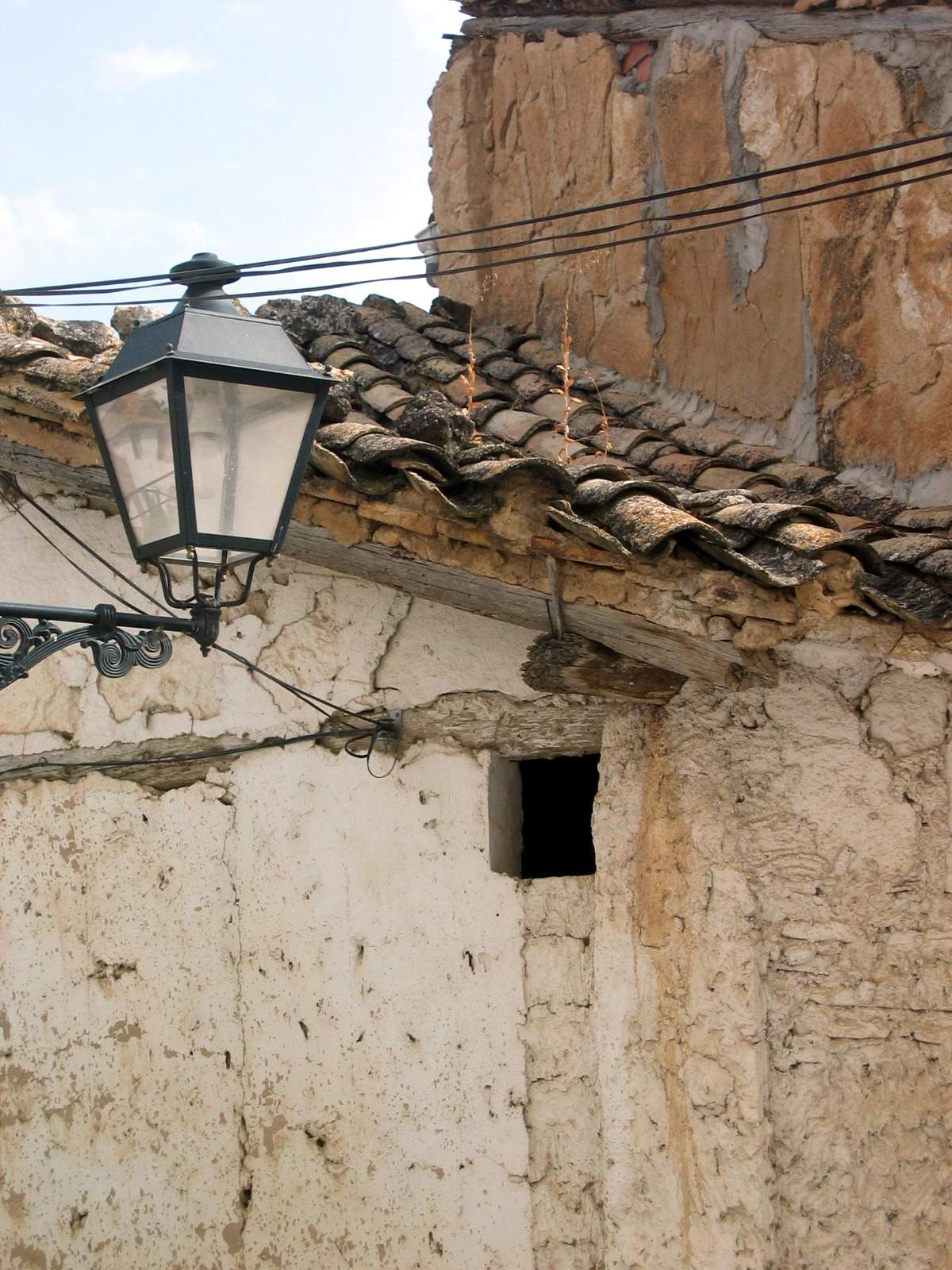
Detalle de arquitectura tradicional vernacular en Casas Altas (Valencia), año 2003
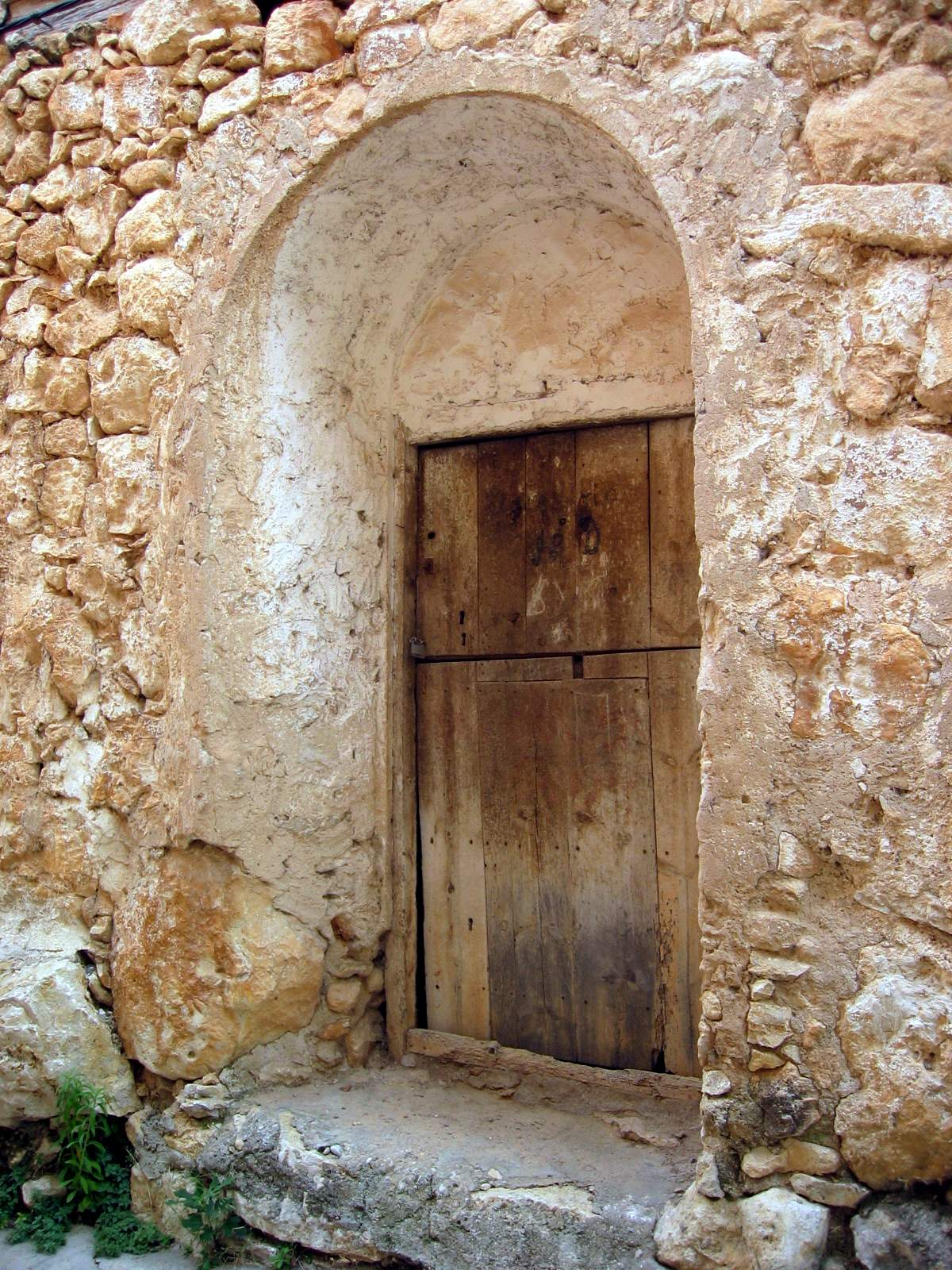
Detalle de arquitectura tradicional vernacular en Casas Altas (Valencia), año 2003
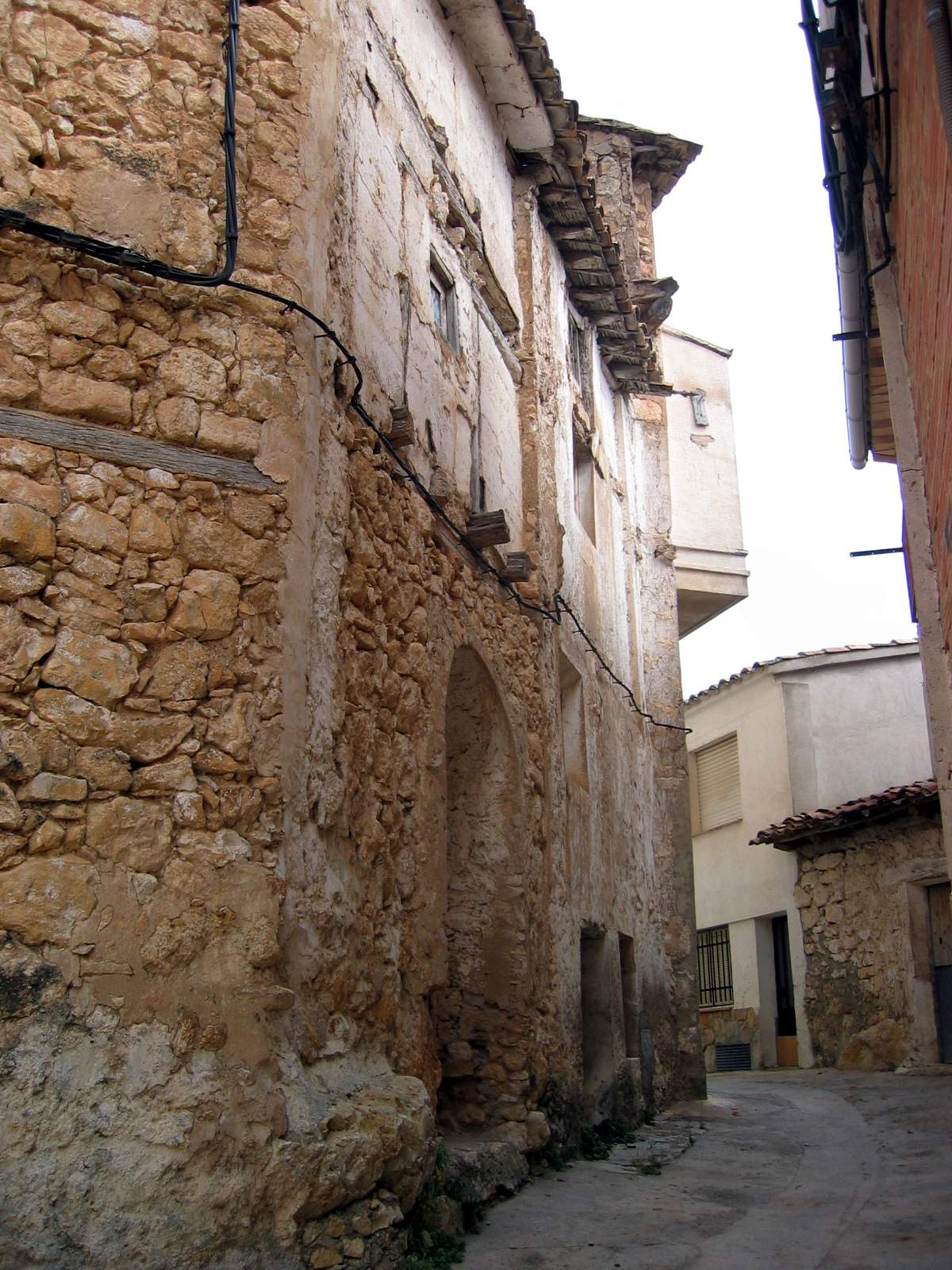
Detalle de arquitectura tradicional vernacular en Casas Altas (Valencia), año 2003
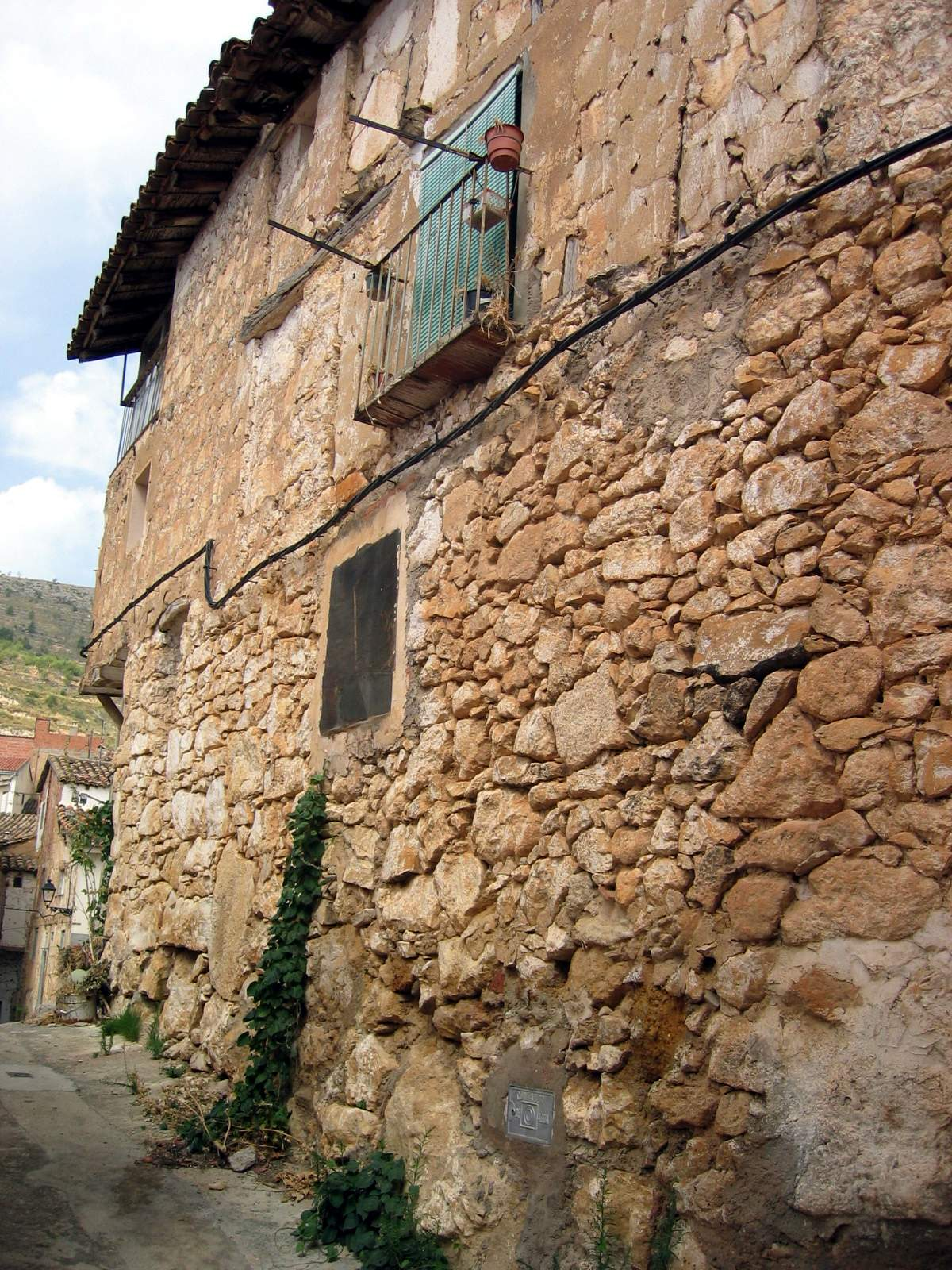
Detalle de arquitectura tradicional vernacular en Casas Altas (Valencia), año 2003
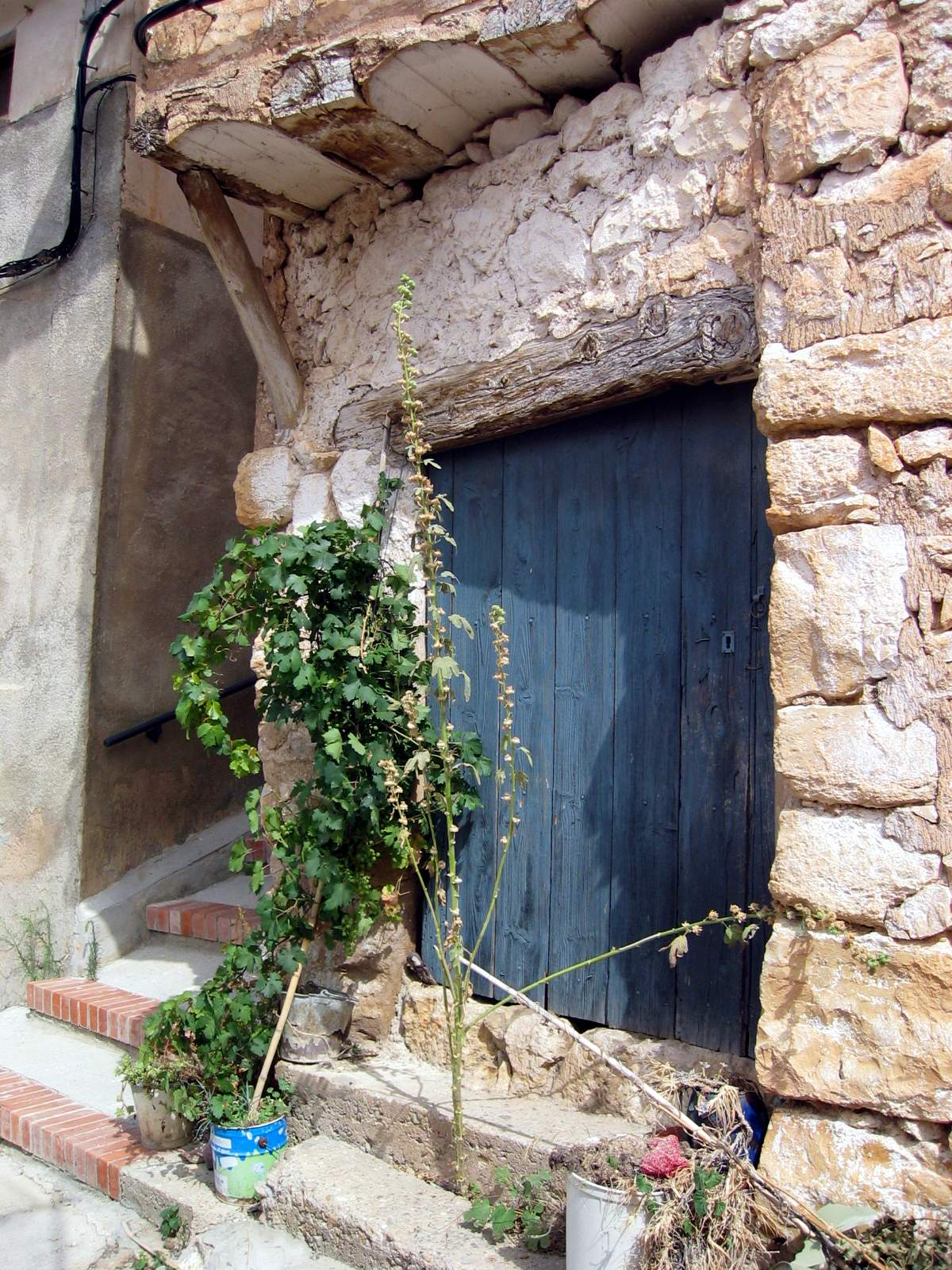
Detalle de arquitectura tradicional vernacular en Casas Altas (Valencia), año 2003
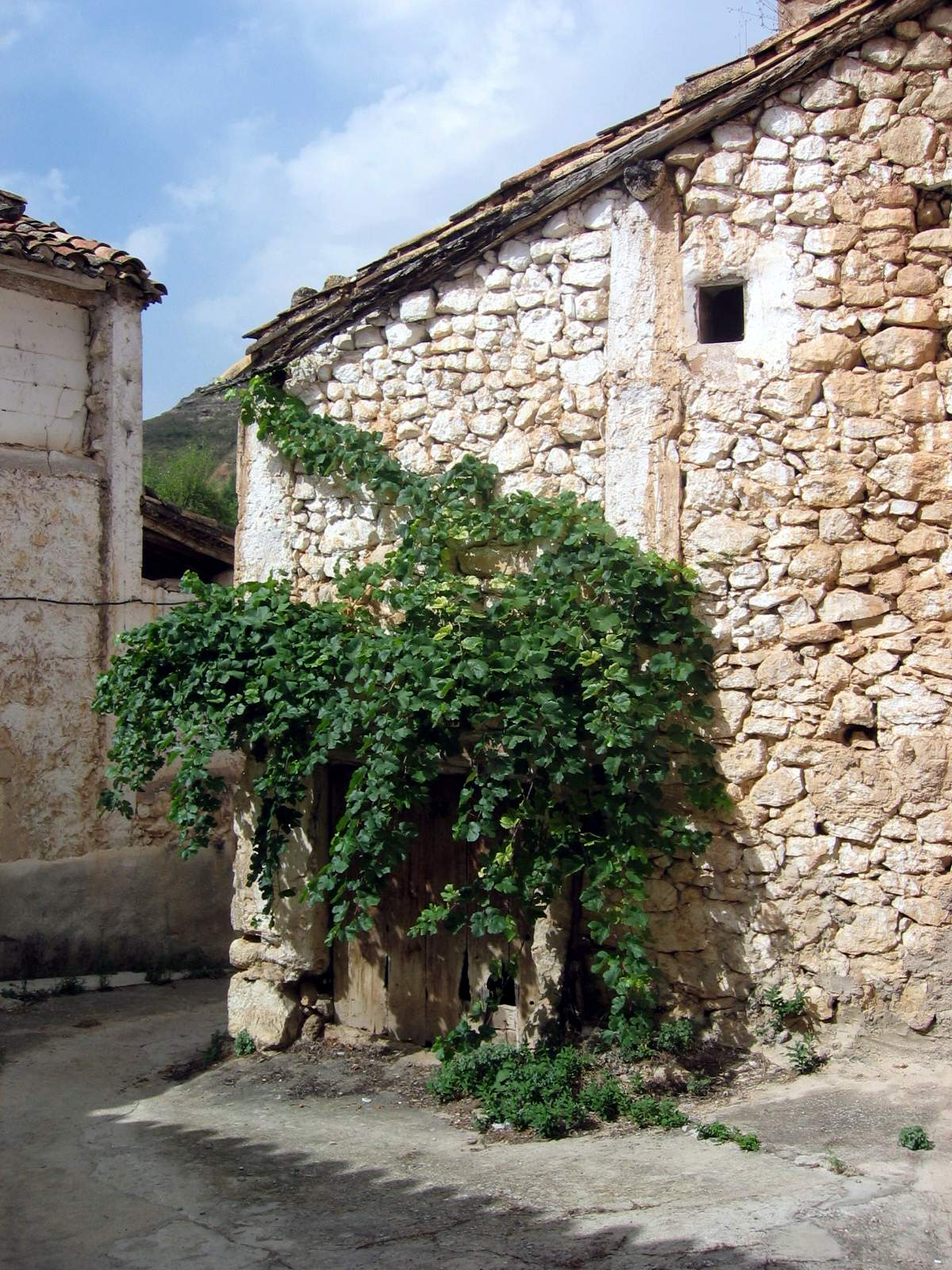
Detalle de arquitectura tradicional vernacular en Casas Altas (Valencia), año 2003
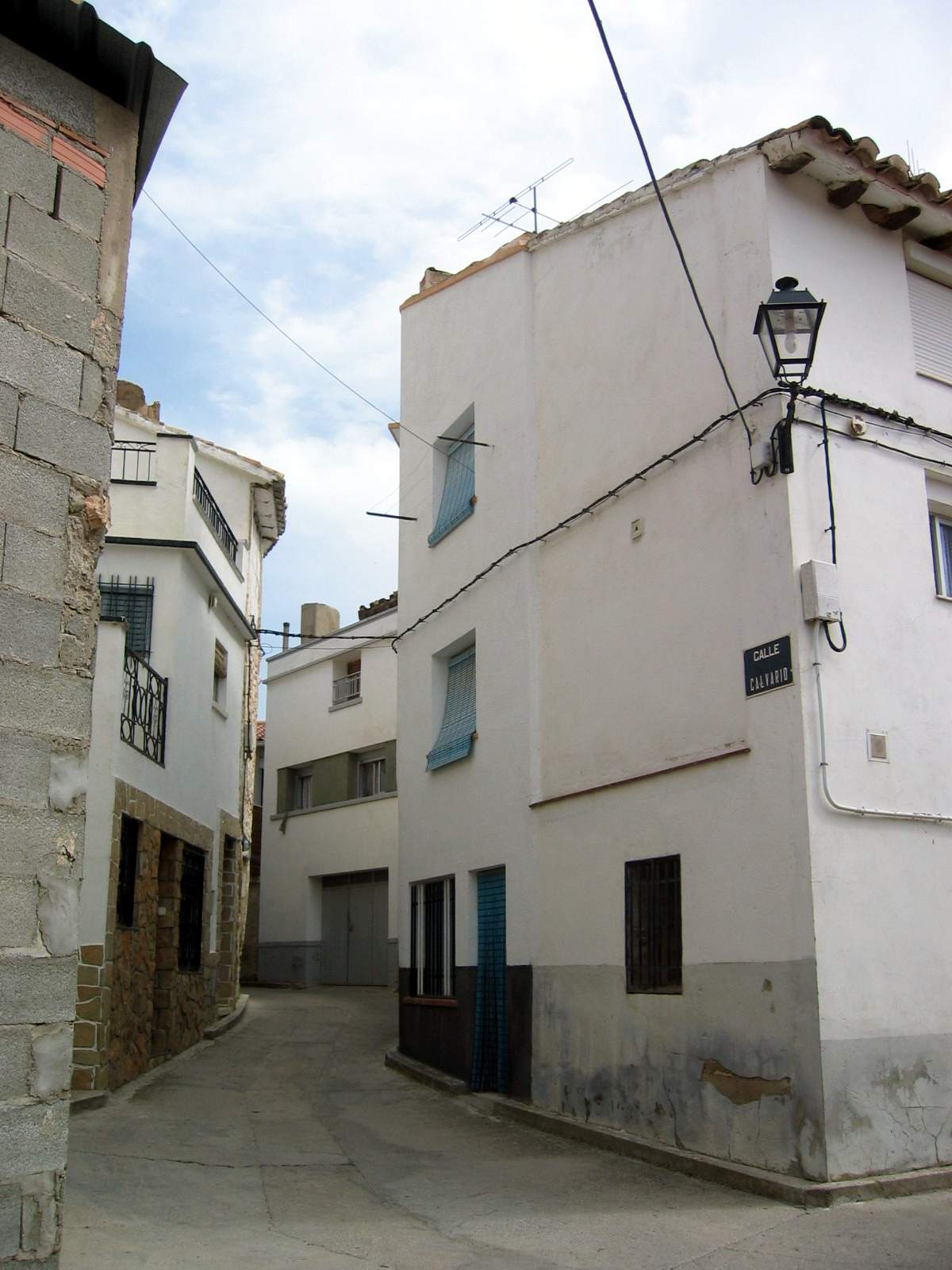
Detalle de arquitectura tradicional vernacular en Casas Altas (Valencia), año 2003
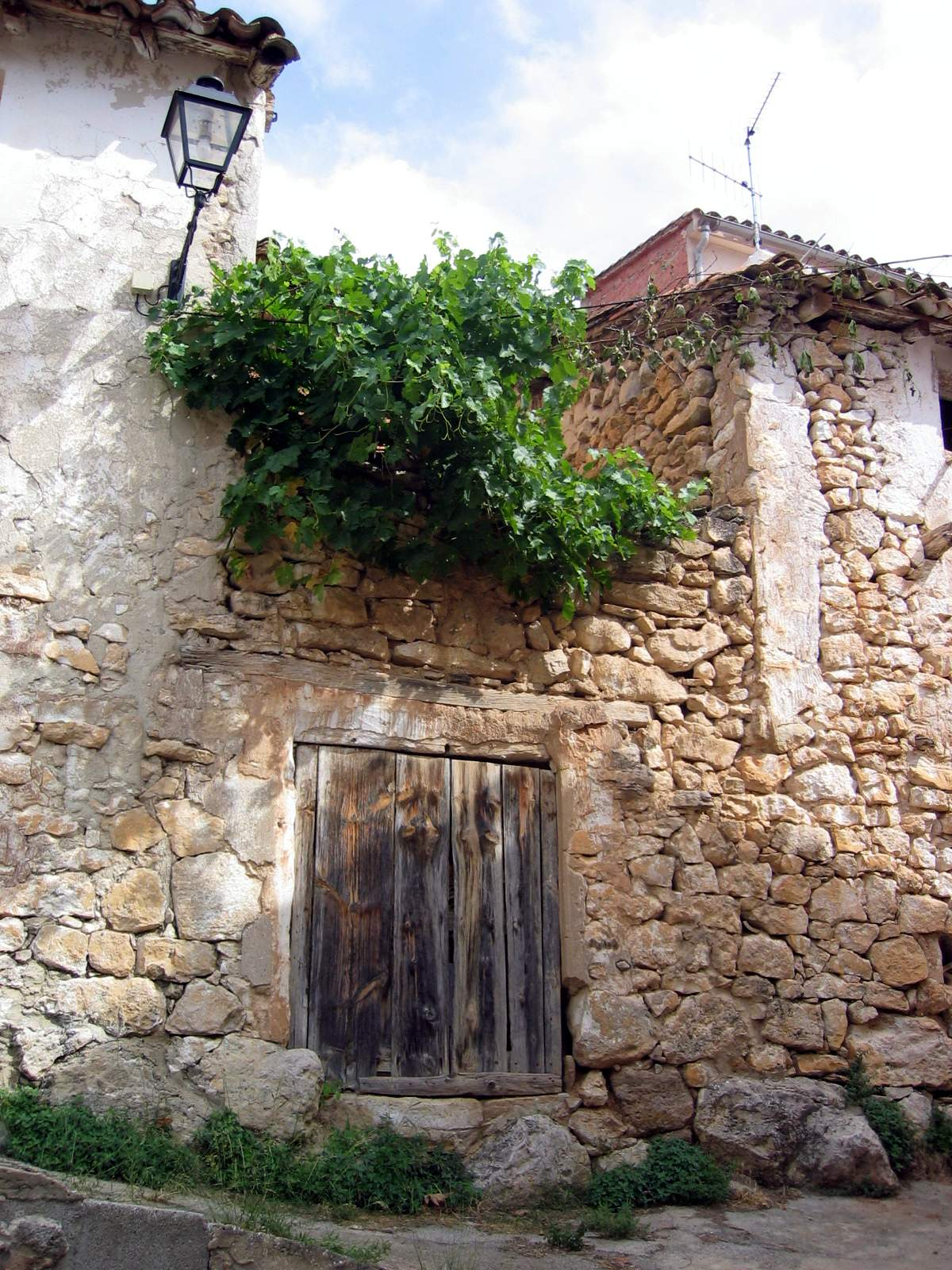
Detalle de arquitectura tradicional vernacular en Casas Altas (Valencia), año 2003
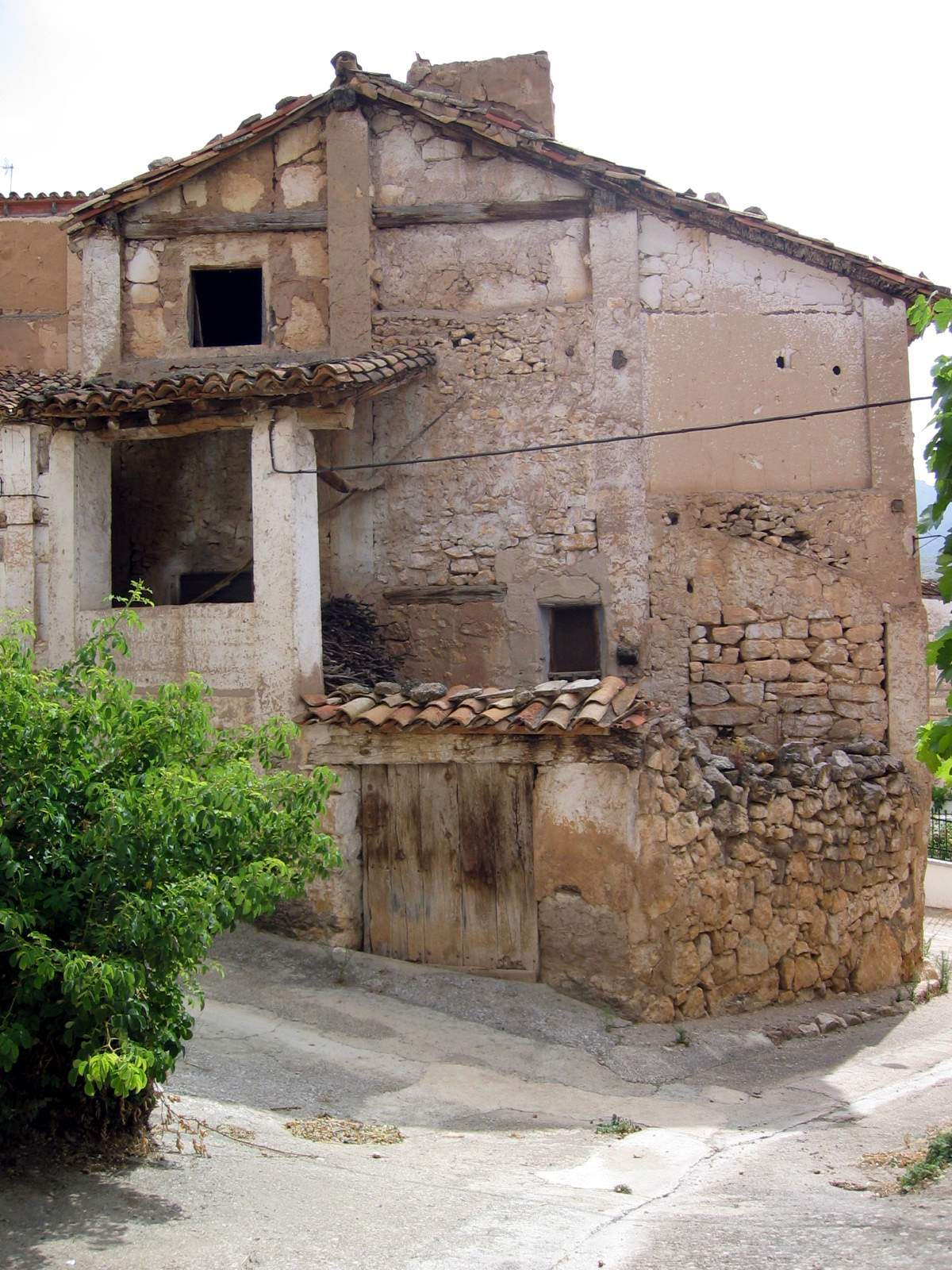
Detalle de arquitectura tradicional vernacular en Casas Altas (Valencia), año 2003
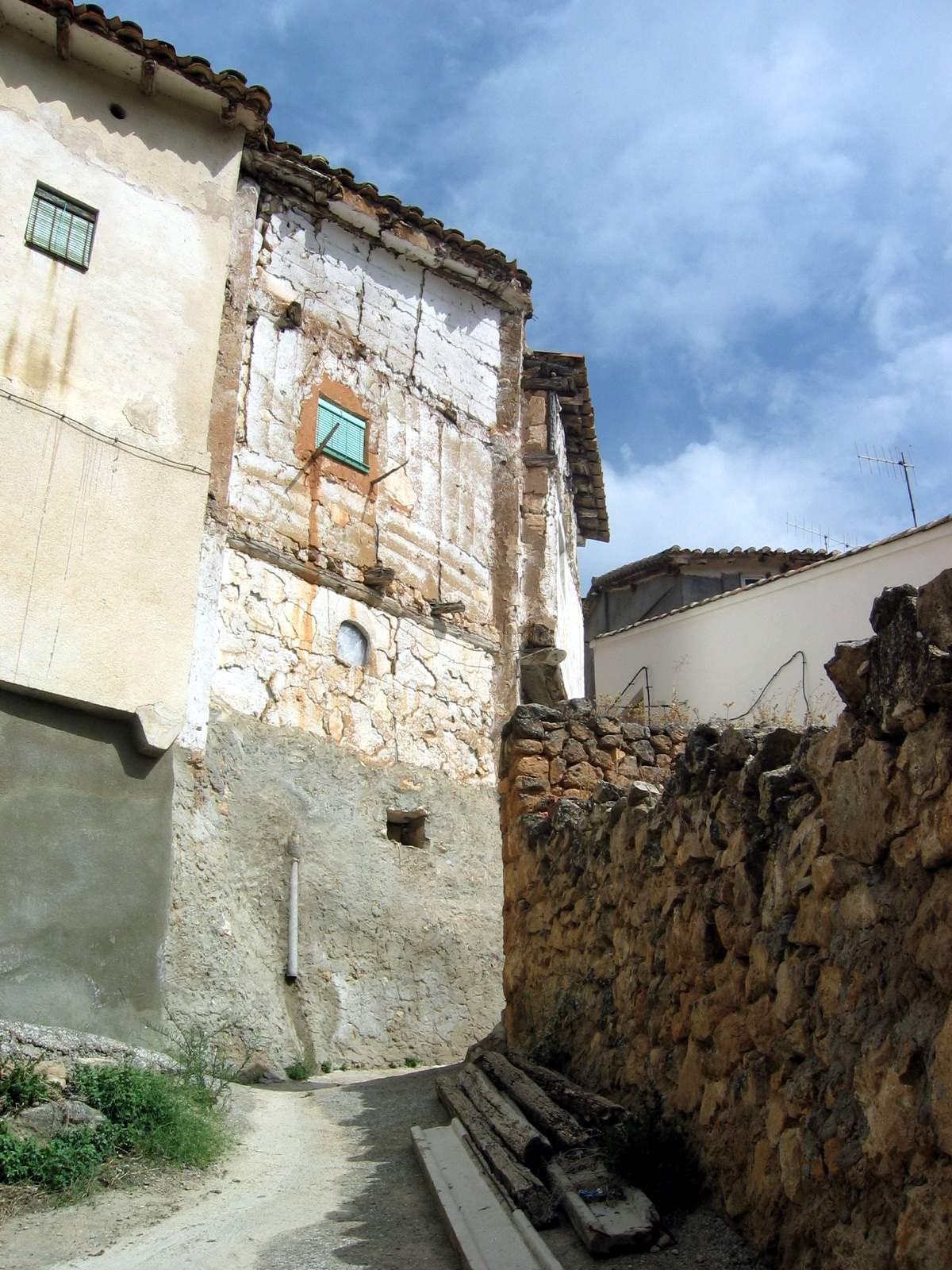
Detalle de arquitectura tradicional vernacular en Casas Altas (Valencia), año 2003
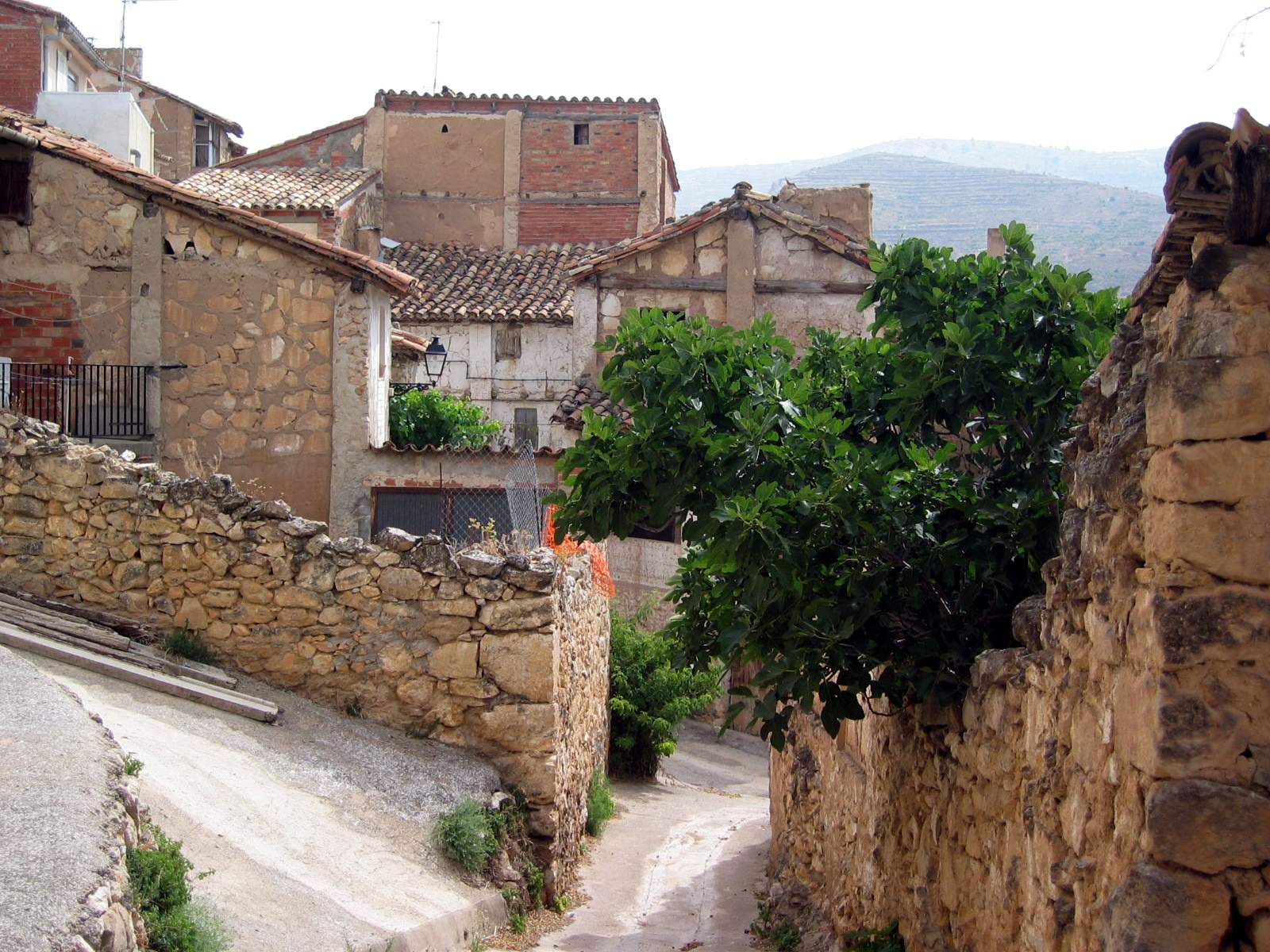
Detalle de arquitectura tradicional vernacular en Casas Altas (Valencia), año 2003
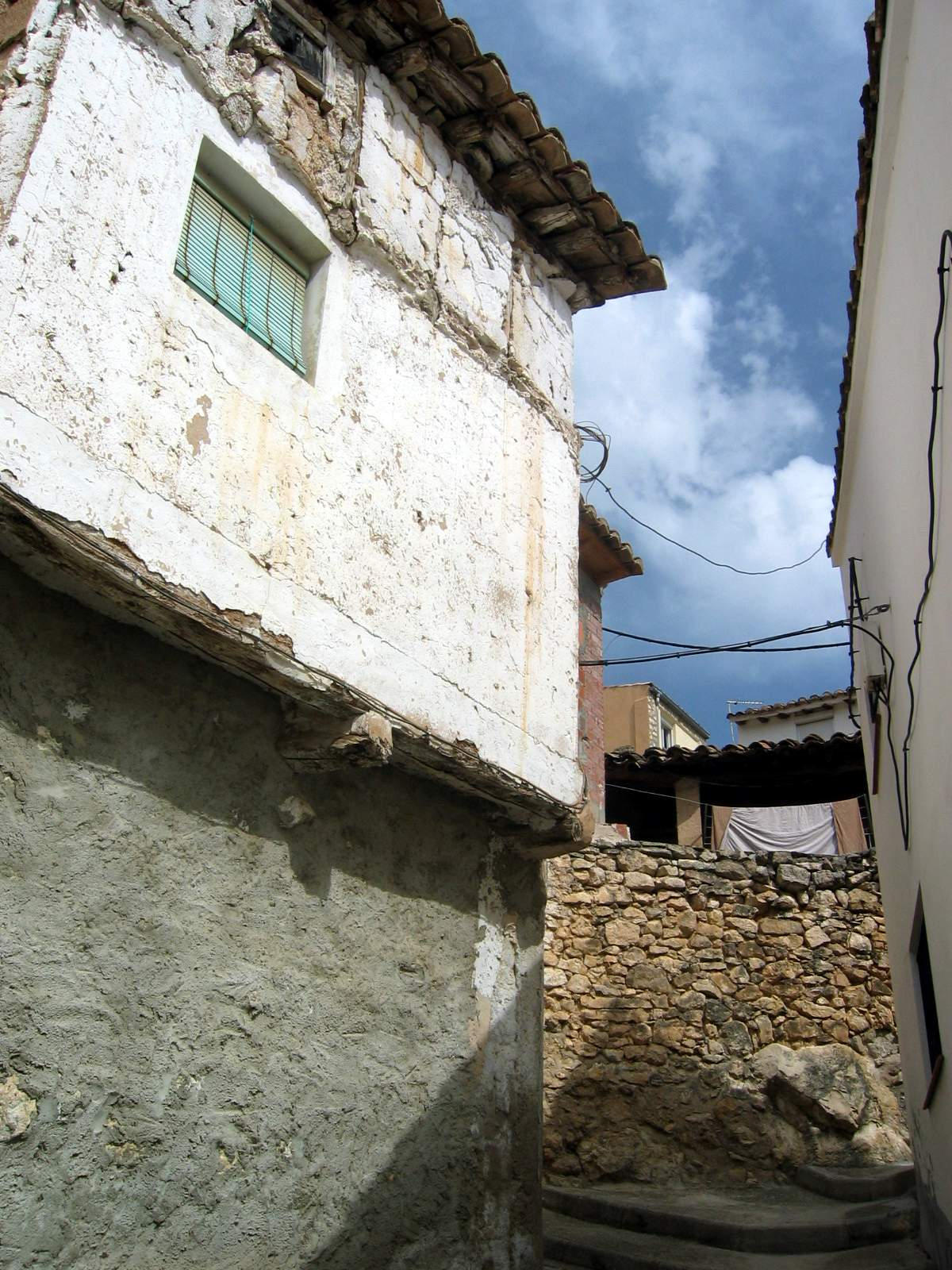
Detalle de arquitectura tradicional vernacular en Casas Altas (Valencia), año 2003
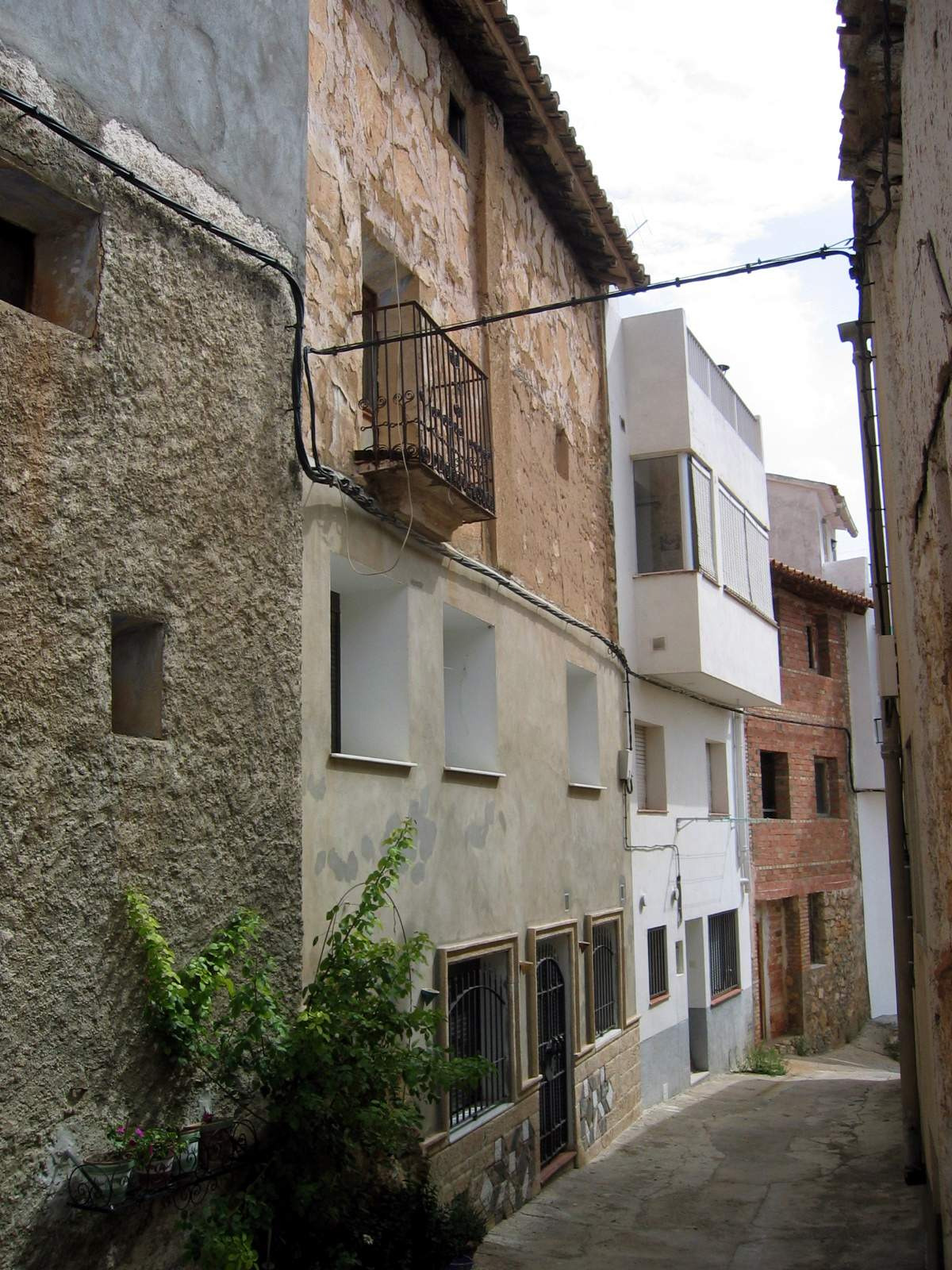
Detalle de arquitectura tradicional vernacular en Casas Altas (Valencia), año 2003
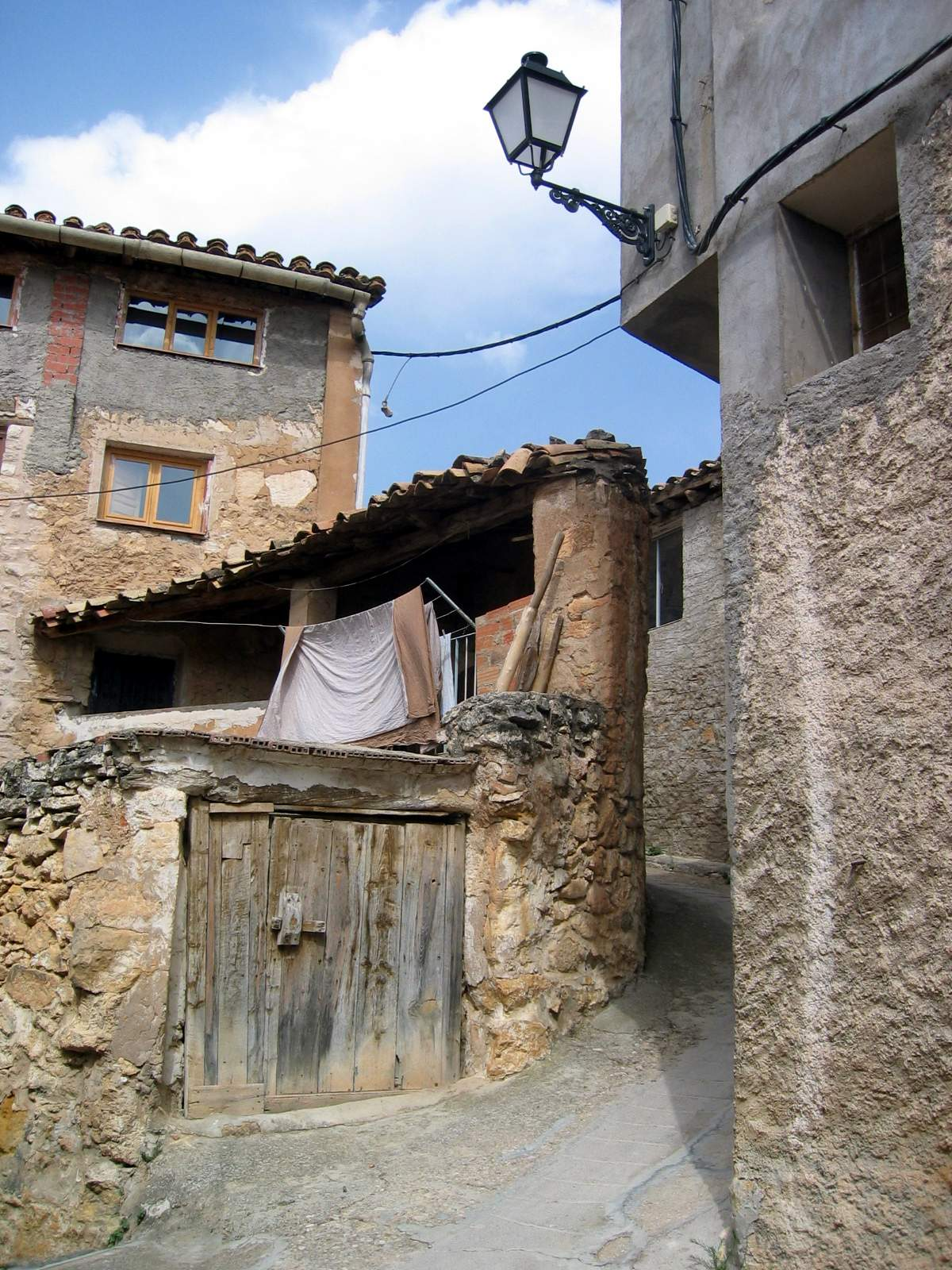
Detalle de arquitectura tradicional vernacular en Casas Altas (Valencia), año 2003
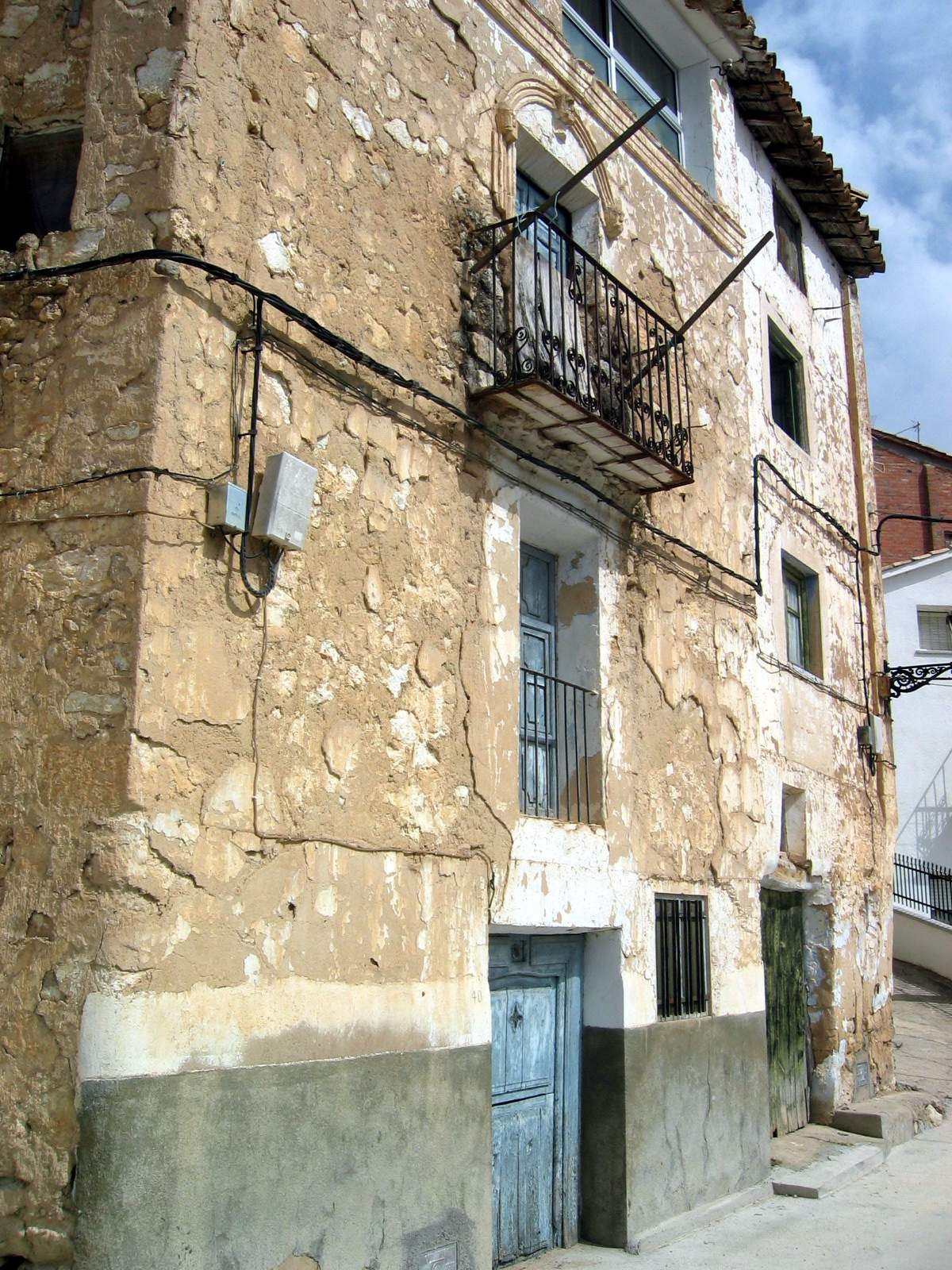
Detalle de arquitectura tradicional vernacular en Casas Altas (Valencia), año 2003
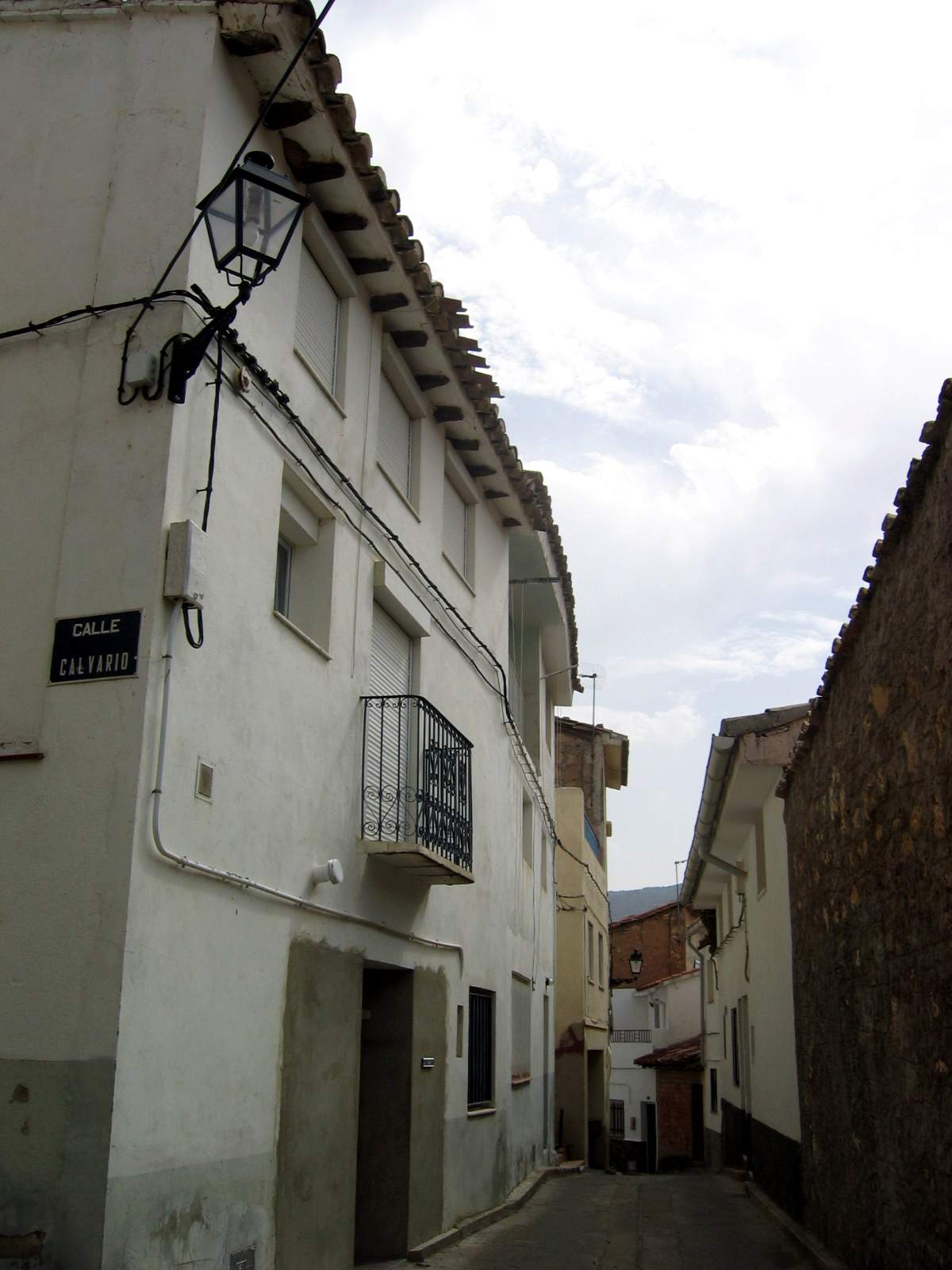
Detalle de arquitectura tradicional vernacular en Casas Altas (Valencia), año 2003
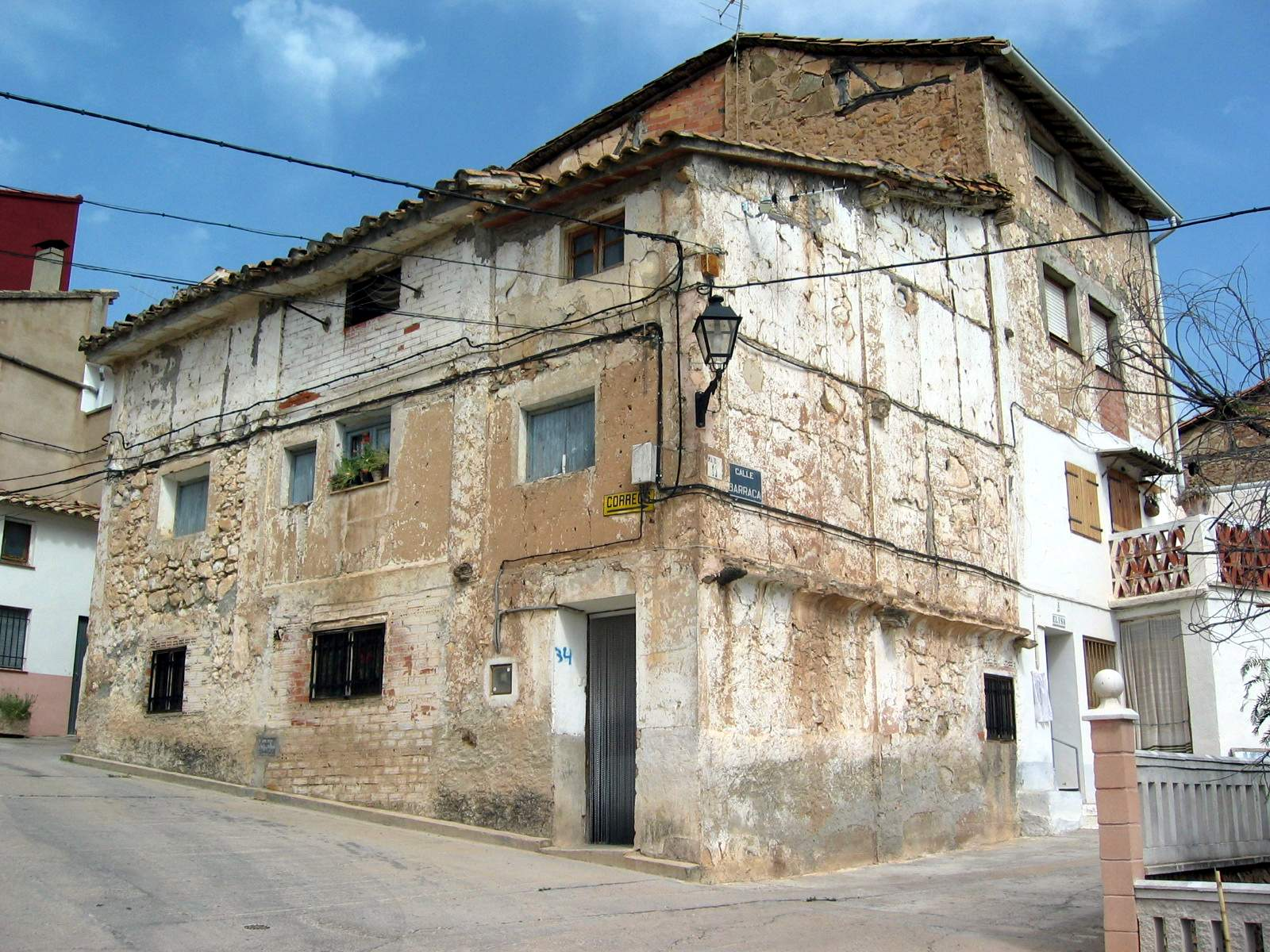
Detalle de arquitectura tradicional vernacular en Casas Altas (Valencia), año 2003
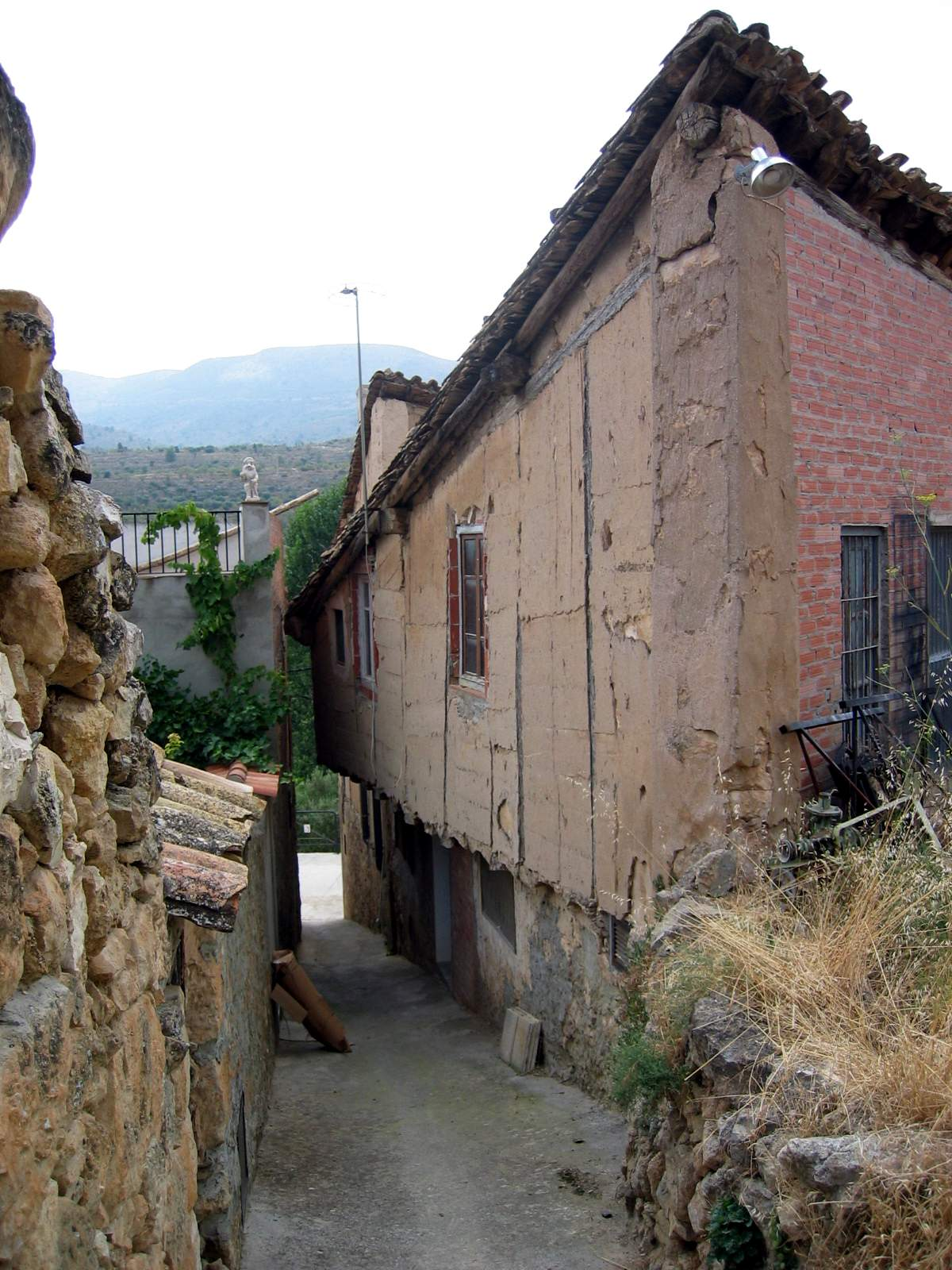
Detalle de arquitectura tradicional vernacular en Casas Altas (Valencia), año 2003
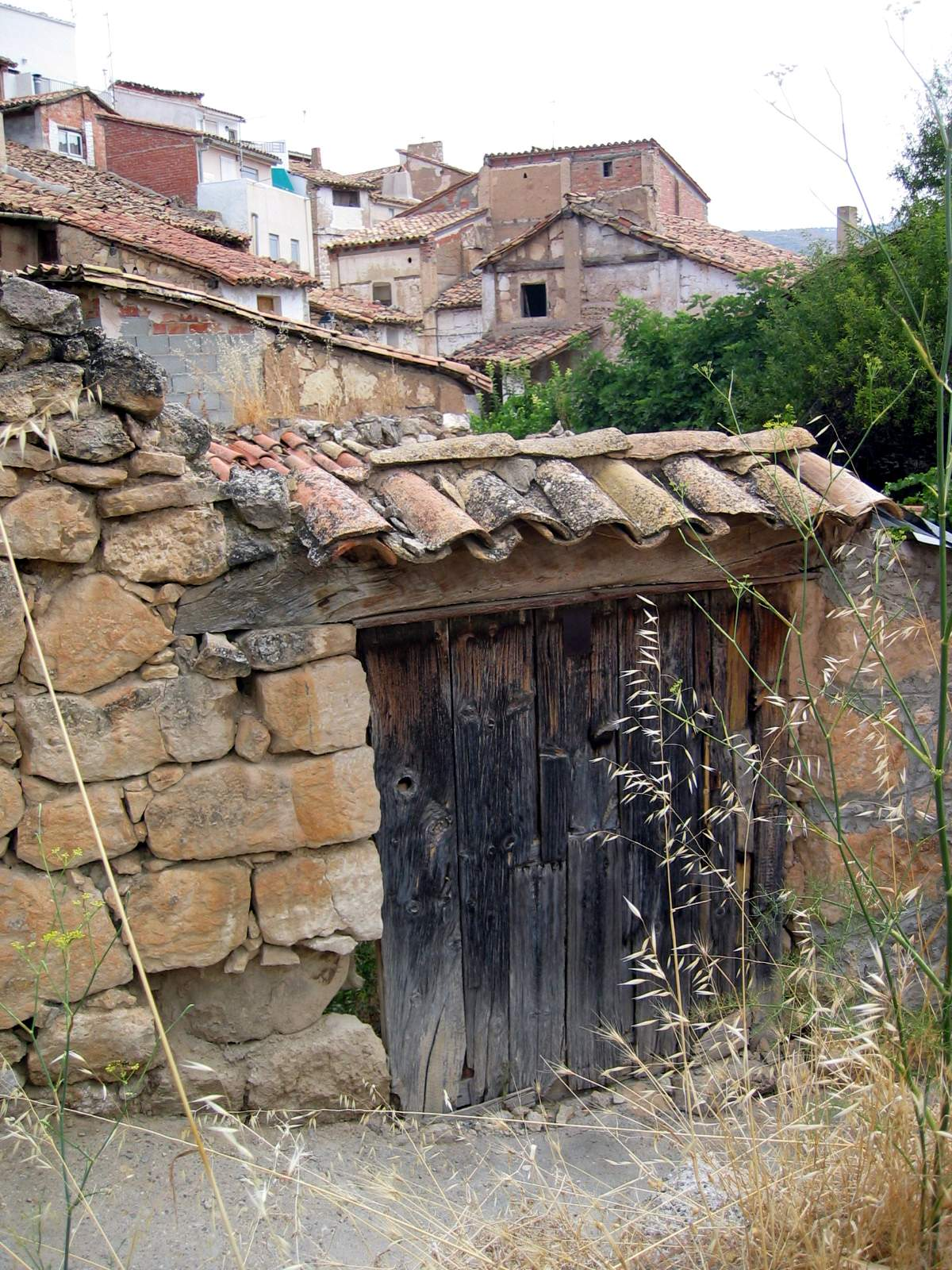
Detalle de arquitectura tradicional vernacular en Casas Altas (Valencia), año 2003
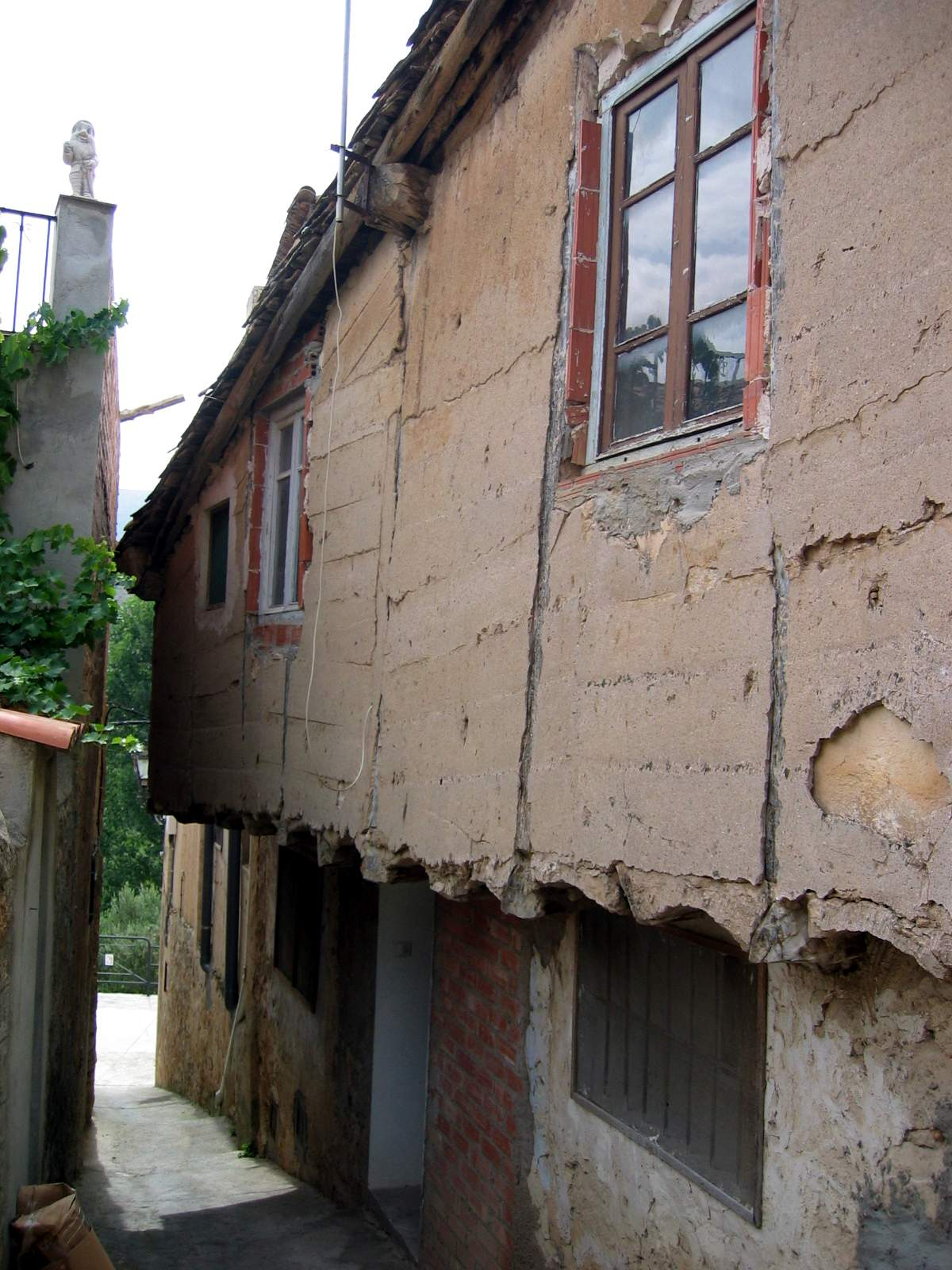
Detalle de arquitectura tradicional vernacular en Casas Altas (Valencia), año 2003
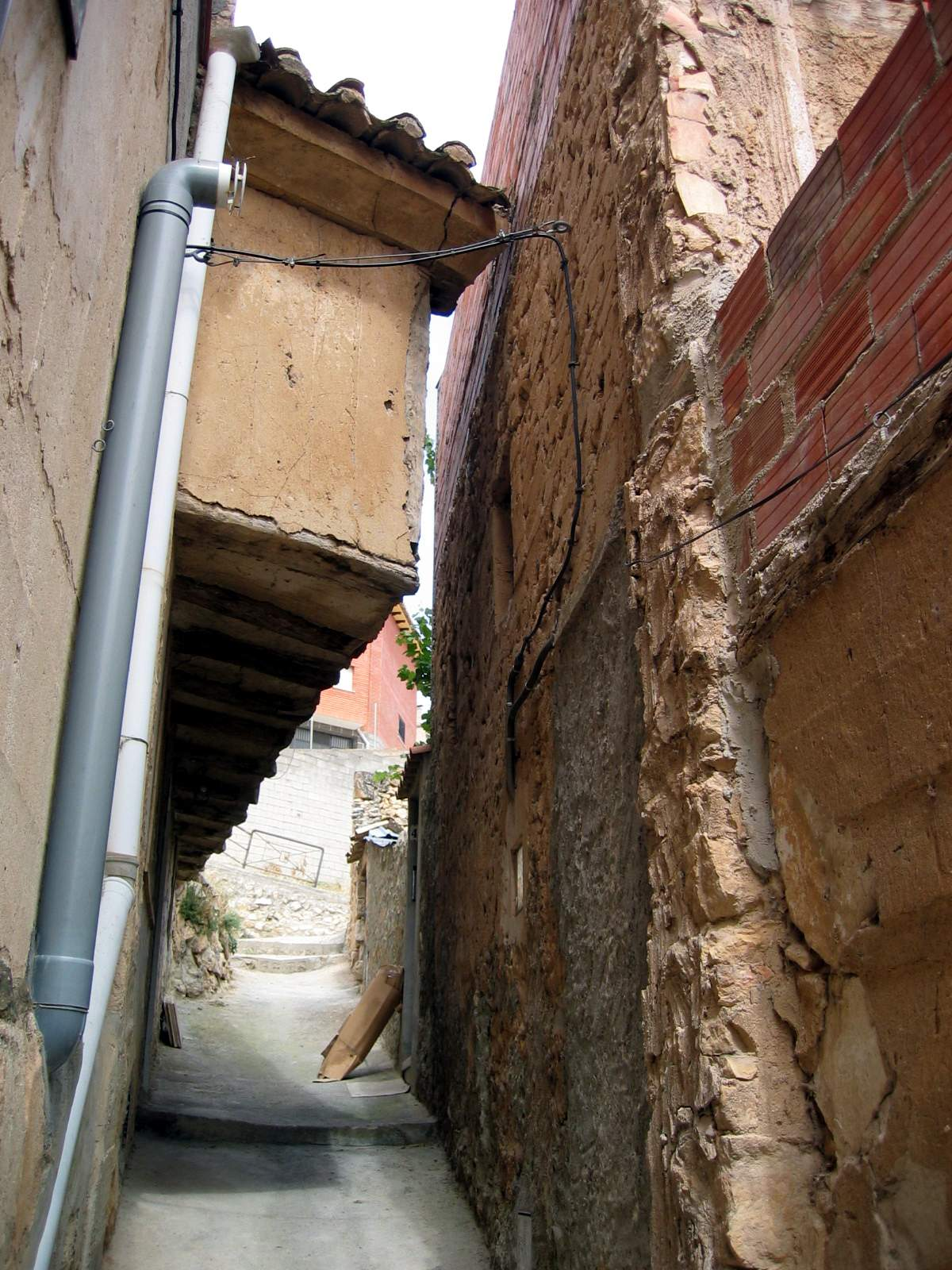
Detalle de arquitectura tradicional vernacular en Casas Altas (Valencia), año 2003
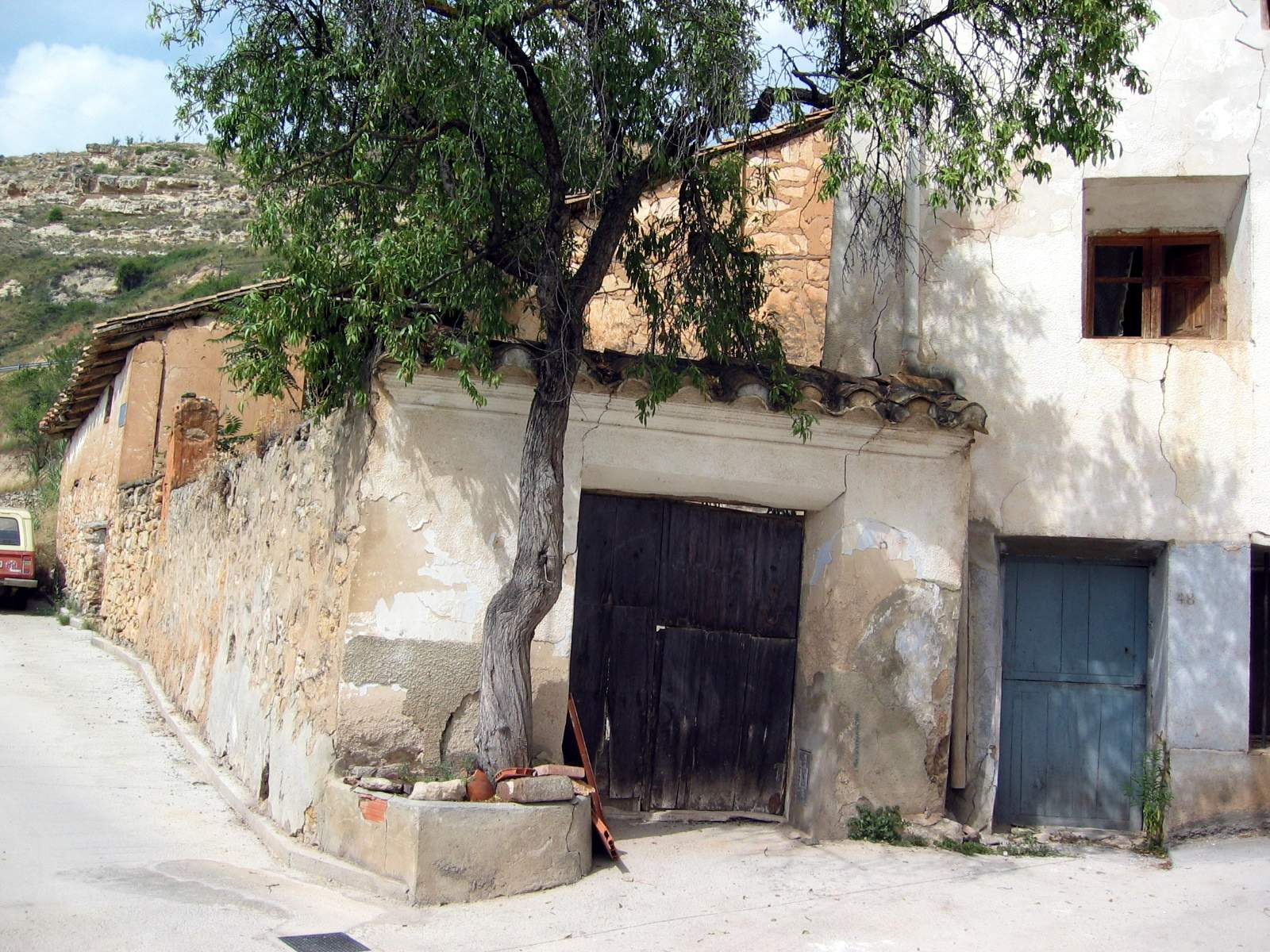
Detalle de arquitectura tradicional vernacular en Casas Altas (Valencia), año 2003
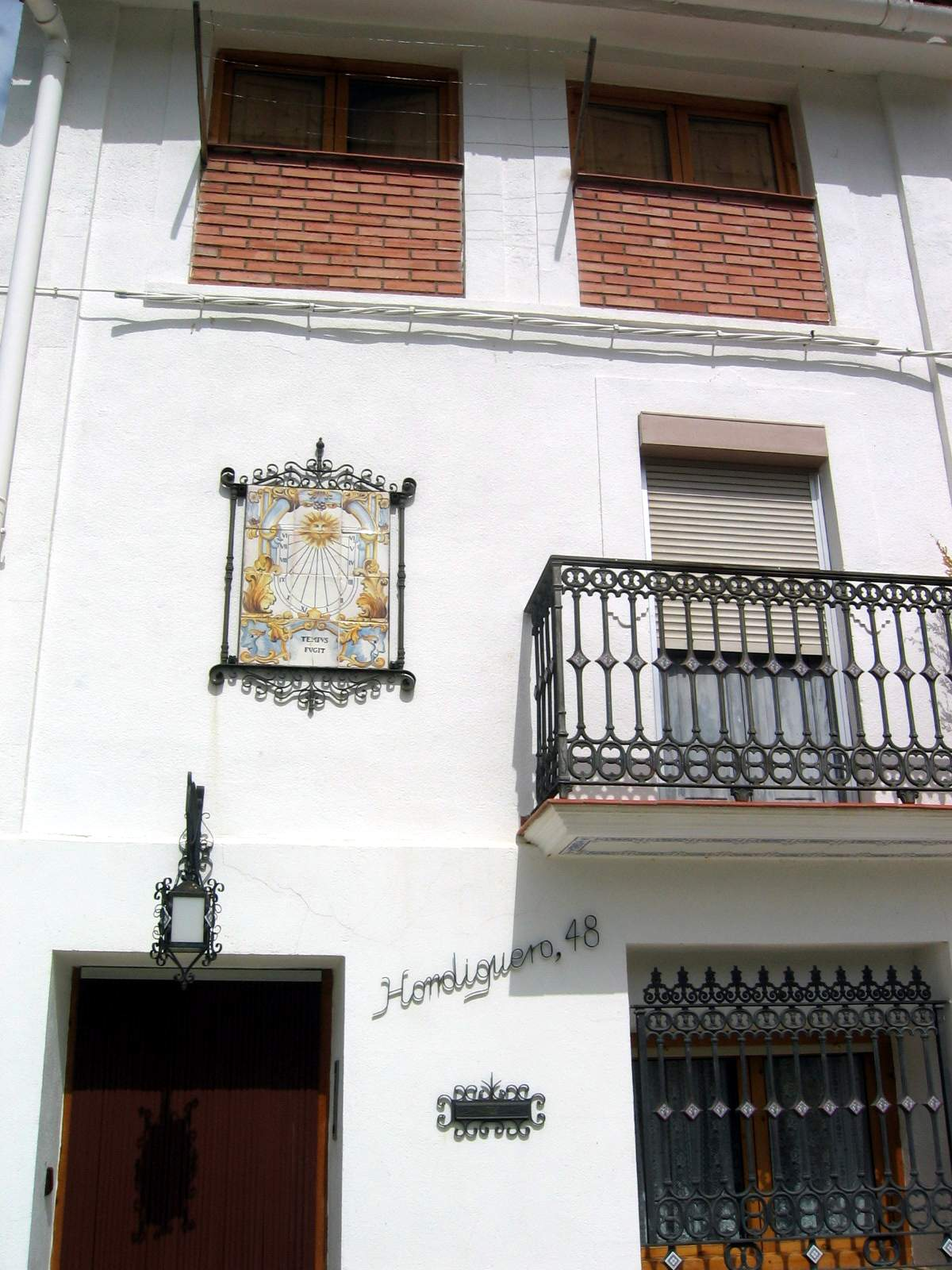
Detalle de arquitectura tradicional vernacular en Casas Altas (Valencia), año 2003